# История Партизанска
История Партизанска — города в Приморском крае, который возник благодаря открытию месторождения каменного угля (1888) и последующему строительству шахт для нужд военного флота. С 1888 по 1893 год в глухой тайге Оленьей пади Южно-Уссурийской горной экспедицией проводились разведочные работы, осуществлялась добыча угля. 26 декабря 1901 [8 января 1902] года заложена шахта № 1, и освящены рудник и постройки, возведённые партией законтрактованных горняков из донецкой Горловки.
В годы Гражданской войны Сучанский рудник был занят войсками интервентов, рабочие рудника ушли в сопки и вступили в ряды партизан Сучанской долины против интервентов и белогвардейцев. В 1924 году организована Сучанская волость с центром на Сучанском руднике. В 1926 году посёлок Сучанский рудник назначен центром образованного Сучанского района. В 1929 году Сучанский рудник отнесён к категории рабочих посёлков, в 1932 году преобразован в город с присвоением названия Сучан: по названию поодаль расположенной реки, что по-китайски значит «цветущий». В 1934—1936 годах город неофициально назывался Гамарник. Сучанский рудник был основным, а с начала 1930-х годов — вторым после Артёма поставщиком угля в Приморье.
В 1930—1950-х годах архитектором У. Ф. Гайвинисом создан исторический облик Партизанска. В 1950-х годах паркостроителем В. Ф. Гарбаром из тайги были привезены тысячи деревьев, кустарников и дикорастущих цветов в строящийся городской парк, который был украшен скульптором С. Н. Горпенко. В 1956 году в Партизанске высажен первый пирамидальный тополь. По свидетельствам 1930—1970-х годов весь город в период цветения утопал в фруктовых садах. Административный центр в истории Партизанска первоначально располагался в районе шахты Кедровой, в 1917 году упоминается центральная площадь недалеко от будущей автобазы № 4, в 1930-х годах появилась улица Щорса, а в 1970-х годах горисполком и горком переехали с неё на площадь Ленина.
В 1960-х годах Сучан превратился в многоотраслевой промышленный центр. В 1972 году город партизанской славы Сучан переименован в Партизанск. В 1970-х годах в связи с тем, что шахты дорабатывали последние разведанные пласты углей, встал вопрос о промышленной переориентации города: было намечено строительство трёх крупных заводов и новых микрорайонов с расчётом населения города в триста тысяч жителей, разработан генеральный план строительства Большого Партизанска. В 1990—2000-х годах были ликвидированы все шахты, промышленные предприятия и знаменитые на весь край фруктовые сады «Янтарный» и «Горный». 29 октября 2003 года на глубине ниже 730 метров где-то на шахте «Центральная» добывался последний уголь в Партизанске. В 2008 году разработчиками проекта действующего генерального плана Партизанска было предложено «заморозить» развитие большей части города до численности 20 тысяч человек.
| № или название шахты (жирным шрифтом выделены шахты с 1971 года) | Место расположения                           | Годы закладки—закрытия                          |
| Кедровая                                                         | на месте дома № 4 по ул. Парковой            | ?                                               |
| Остросопковая                                                    | падь Остросопковая                           | 1890—?                                          |
| Оленья                                                           | падь Оленья                                  | уп. в 1892                                      |
| Каменская                                                        | ?                                            | уп. в начале 1920-х                             |
| Сица                                                             | ?                                            | уп. в начале 1920-х                             |
| Пологая                                                          | к северу от шахты № 10                       | до 1938                                         |
| Глубокая                                                         | бывшие № 2 и 21                              | 1901—1996                                       |
| Нагорная                                                         | в 1959 объединение шахт № 20 и 24            | в эксплуатации: 1938—1998                       |
| 1                                                                | падь Оленья                                  | 1901 — после 1956                               |
| 2                                                                | остановка «Рынок»                            | ?                                               |
| 2/5                                                              | остановка «Рынок»                            | —1933                                           |
| 3                                                                | на правом берегу ключа Топкого               | 1916—                                           |
| 4                                                                | остановка «Шахта № 6»                        | ?                                               |
| 5                                                                | остановка «Рынок»                            | ?                                               |
| 6                                                                | остановка «Шахта № 6»                        | 1918 или позднее—                               |
| 7                                                                | район городской площади                      | ?                                               |
| 8                                                                | район старого кладбища                       | ?                                               |
| 9                                                                | между шахтами № 7 и 8                        | ?                                               |
| 10                                                               | между ключом Жилым и Малой Сицей             | 1916—                                           |
| 10/16 (Центральная)                                              | шахты № 10 и 16 объединены                   | 1960—1998                                       |
| 11                                                               | к северу от шахты № 10                       | ?                                               |
| 15                                                               | северо-восточнее шахты № 1                   | уп. в начале 1920-х годов                       |
| 16                                                               | к югу от шахты № 10                          | 1928/1929—1944                                  |
| 17                                                               | ?                                            | уп. в 1938                                      |
| 17/23                                                            | подножие Острой сопки                        | уп. в 1938                                      |
| 18                                                               | по соседству с шахтой № 20                   | уп. в 1933                                      |
| 19                                                               | юго-восточнее шахты № 3/6 на ключе Оленьем   | уп. 1939                                        |
| 20 (Засицинская)                                                 | левый берег реки Постышевки                  | уп. в 1931                                      |
| 21                                                               | подножие Острой сопки                        | в эксплуатации с 1941/1942                      |
| 22                                                               | подножие Острой сопки у ключа Остросопкового | в эксплуатации с 1935                           |
| 23                                                               | подножие Острой сопки                        | 1938—                                           |
| так называемая 24                                                | район ключа Семёновского                     | уп. 1939                                        |
| 24                                                               | остановка «Шахта № 24»                       | в эксплуатации с 1944, в 1959 объединена с № 20 |

## Историография
Наиболее полно в истории города посвящён период Гражданской войны и интервенции. В ряде работ по истории Приморья и Дальнего Востока (1960, 1961, 1963), показана значительная роль Сучанского рудника в борьбе за победу Советской власти на Дальнем Востоке. В них сучанцы выступают как высокоорганизованный отряд борцов за власть Советов. В других работах по истории Приморья и Дальнего Востока (1968, 1969) в годы первых пятилеток Сучанский рудник рассматривается как важная часть трудового фронта Дальнего Востока: в них показана забота партии и правительства о шахтёрах Сучана, борьба трудящихся Сучана за выполнение заданий первых пятилеток.
В 1946 и 1983 годах вышли книги по истории города: «Сучан. Сборник (к 50-летию г. Сучана)» и «Город партизанской славы». В заключении первой книги было показано будущее города. В основу книги «Город партизанской славы» легла серия исторических очерков, написанных редактором газеты «Красный Сучанец» П. Г. Велькиным. Краевед Г. С. Туровник в периодической печати опубликовал около шестидесяти исторических работ, краевед А. А. Антонов посвятил исследования истории основания и первых жителях Сучанского рудника. В 2021 году вышло юбилейное издание «Партизанску 125 лет. Город в лицах и судьбах», в котором история Партизанска представлена в биографических очерках жителей города.

### Время основания Партизанска
26 декабря 1901 [8 января 1902] года заложена шахта № 1, и освящены рудник и постройки. По воспоминаниям А. Г. Кедроливанского, начало сучанскому рабочему люду положили первые русские шахтёры, прибывшие из Донбасса. По воспоминаниям А. С. Романенко, одного из горловских шахтёров, прибывших на рудник в 1901 году, в день закладки рудника будущий управляющий рудником В. Н. Френц обратился к шахтёрам, чтобы каждый из них этот день запомнил на всю жизнь, и выразил уверенность в том, что через много лет «на этом месте наши дети и внуки построят большой город». Согласно сборнику «Сучанский рудник. Документы и материалы» (2002), основание шахтёрского селения состоялось в день закладки шахты № 1. Согласно статистическому изданию 1915 года, Сучанский рудник как населённый пункт был образован в 1902 году. Согласно справочнику «Административно-территориальное деление Приморского края 1856—1980 гг.», населённый пункт Сучанский рудник был образован в 1902 году, город Партизанск основан в 1902 году.
В книгах по истории Партизанска и городской газете датой основания Партизанска указывался 1896 год. В книге «Сучан. Сборник» (1946) сообщалось, что 1896 год являлся годом основания города Сучана и каменноугольного рудника: тогда же приступили к постройке первых домов, морское ведомство приступило к добыче угля. О начале промышленной эксплуатации рудника и основании города в 1896 году утверждали издания «Город партизанской славы» (1983), энциклопедический справочник «Приморский край» (1997), «Красное знамя» (№ 116, 1946), а также городская газета: «Красный сучанец» (№ 30, 1966), «Ленинец» (1990).
Как показал краевед А. А. Антонов, утверждение о промышленной разработке угля в 1896 году не имеет документальных подтверждений: нигде не указывались точная дата, описание события и фамилии участников; также на руднике в 1896 году проживало всего два человека — мужчина и женщина. По утверждению краеведа Г. С. Туровника, промышленная добыча угля началась не в 1896 году, как официально принято считать, а в 1892 году — на шахте «Кедровая». По утверждению А. А. Антонова, официально принятая дата основания Сучанского рудника — 1896 год, основана на том, что в то время проводились подготовительные работы к переписи населения Российской империи и произошло включение Сучанского рудника в перечень населённых мест Приморской области.

#### Предложения об изменении времени начала истории Партизанска
В 1990 году старший научный сотрудник городского музея В. Душкина предложила вести летоисчисление города с 1883 года — года обнаружения угля, как указано на памятном знаке «Первый уголь». Краеведом А. А. Антоновым было предложено две версии отсчёта даты основания Партизанска: 20 октября 1889 года, когда участники Южно-Уссурийской горной экспедиции приступили к устройству первой землянки, таким образом Сучанский рудник был основан как населённый пункт. И вторая: 19 октября 1889 года — с момента появление на Сучанском месторождении разведочной партии Южно-Уссурийской горной экспедиции.

## 1860-е годы

### Китайские селения на реке Постышевке
В 1866 году по реке Постышевке пролегал маршрут исследователя лесов А. Ф. Будищева. Во время экспедиции он обнаружил на берегах реки китайские селения: две фанзы и деревню. Деревня Хомяхоуза находилась по обоим берегам реки, вблизи её устья. Постышевка имеет название Хомяго: это искажённое китайское название, конечный «гоу» означает падь, полный перевод неизвестен. Из Сучанской долины в районе современного села Казанки исследователь сначала вышел в долину реки Тигровой, прошёл вверх по реке до горы Каланча, затем на юго-запад вверх по ручью, перешёл через перевал и спустился вниз по ручью до современной железнодорожной платформы Наречное. Отсюда Будищев прошёл по реке Постышевке до её устья. На обратном пути он поднялся по Постышевке до современной железнодорожной платформы Наречное, перешёл в долину реки Тигровой и ушёл в направлении реки Шкотовки:

…одна тропа идёт… к другому броду через Сучан, а другая… спускается узенькою падью… в долину Хомяго, совершенно похожую на долину Сича… По Хомяго 2 фанзы, тоже довольно богатые: 1-я в 9 ½ в. от перевала и 2-я в 4 вер. от 1-й, а от последней 5 вер. до китайской деревни Хомяхоуза, расположенной у устья Хомяго в Сучан и состоящей из 15 большей частью очень богатых фанз… По Хомяго есть лес.., но по горам растёт дубняк и чёрная берёза редкого насаждения. Места здесь высоки и сухи, но чернозёмом не так богатые, как другие местности Сучанской долины, и при том довольно каменистые.

Хомяго речка глубокая и быстрая, тоже как и р. Сучан; обе текут по сплошной крупной гальке с мелким песчаным дном, надо полагать, прежде изобиловавшем золотом. На р. Хомяго стоят очень богатые фанзы, в которых скоплено особенно много китайцев, отчасти беглых преступников, о чём судить можно, потому что многие из них с выколотыми глазами, рваными ноздрями, стриженными косами и т. п. …Дома, расположенные при устье Хомяго, носят название дер. Хомяхоуза. Здесь мы переправились через реку Сучан вброд….

### Обнаружение угля до открытия месторождения

#### Слухи о нахождении угля на Сай-Фангоу
Во второй половине XIX века на Оленьем ключе у подножия Лысой горы имелись выходы на поверхность земли каменноугольных пластов: с ними встречались промысловики тайги — искатели женьшеня, мехов, пантов и золотых россыпей. В 1866 году для осмотра долины реки Сучан был командирован горный инженер Е. Н. Таскин. Из-за трудностей в переправе через реку Таскину не удалось полностью осмотреть правовый берег Сучана. По уверению Гельмерсена и по сведениям, полученным Таскиным от местных манз, значительное местонахождение каменного угля располагалось на перевале с Сучанской системы на Уссурийскую. Манзы-звероловы на реке Эльдогу рассказывали Таскину о нахождении каменного угля недалеко от впадения Сай-Фангоу в Сучан, на расстоянии около 30 вёрст от устья Сучана, но ближайшие к этому месту жители отрицали это. Таскин не мог быть на Сай-Фангоу. Манзы в бухте Находка подтверждали ему о нахождении там угля, но не говорили где именно. Таскин пришёл к убеждению, что уголь должен находиться около этого места. Он считал, что манзы не хотели или боялись сказать, как это было в Посьете, где они так же скрывали нахождение известных им выходов угля. Сай-Фангоу — вероятно, на более поздних картах р. Сауменгоу.

#### Осмотр Н. Е. Краевым обнажения угля в ручье Сауменгоу

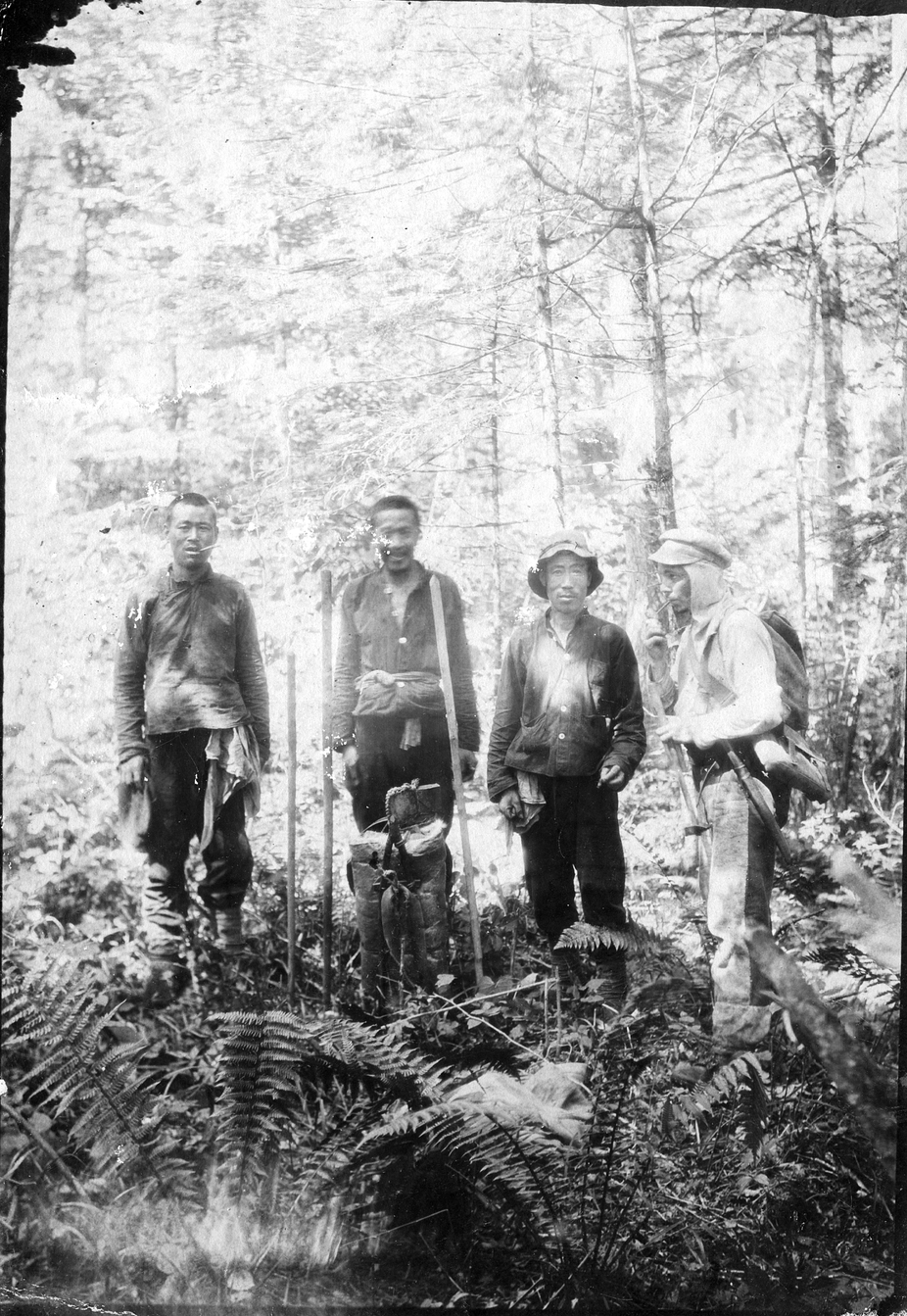
Чжаньменьщики Верхнесучанской экспедиции (1920-е)

После проведения топографической экспедиции 1866 года и детального изучения территории между реками Суйфун и Сучан территория будущего рудника была включена в создаваемое Сибирское удельное ведомство. Когда-то в Сучанском округе насчитывалось 2500 зверовых ям, принадлежавших 58 владельцам фанз. С 1880 года были приняты меры для уничтожения в крае зверовых ям: они были почти везде уничтожены.
Как писал горный инженер Д. Л. Иванов, с правой стороны Сучана к западу и северо-западу от Новицкого лежал целый ряд боковых долин или по-местному — «падей», которые носили малоизвестные китайские и корейские названия, и в общем представляли совершенно не населённую местность. Эту местность использовали под сенокосы и для охоты на оленей, косуль и других животных. В одной из этих падей в левом берегу ручья ещё в 1867 году сделалось известным обнажение сажистого угля. Название этого ручья было будто бы Сауменгоу, хотя это название могло принадлежать соседней местности. Обнажение угля тогда осмотрел один из охотников-разведчиков Краев, который жил на Сучане. Охотники-разведчики во времена удельного ведомства посылались для знакомства с местностью, собирания полезных сведений, поисков месторождений минералов. Двадцать лет спустя, вблизи этого берегового обнажения, китайские охотники на тропах оленей выкопали несколько «зверовых ям». В одной из таких ям был обнаружен уголь, о котором вскоре стало известно и русским охотникам. Они и привели в 1888 году на это место В. П. Маргаритова, который произвёл осмотр угольных обнажений.
Н. Е. Краев был крестьянином из деревни Владимировка. В июне 1885 года он был переводчиком при опросе манз. Крестьянин Николай Краев упоминается в октябре 1896 года. Фактическими открывателями угля были китайцы-звероловы, которые раскопали уголь в зверовых ямах Оленьей пади. По рассказу сучанского шахтёра Е. Ф. Колесникова, народное предание приписывало открытие сучанского угля таёжным бродягам-охотникам, промышлявшим зверя. Рассказы старожилов сходились на том, что уголь открыли охотники, копавшие ямы для диких оленей.

## 1870-е годы
В 1870 году из Находки какой-то уголь отправляли на судах в Китай. В 1872 году губернатором Приморской области на Сучан был командирован М. Г. Войков, который упоминал о месторождении каменного угля в 60 верстах от устья Сучана, открытом ещё в 1870 году. Войковым не был исследован правый берег Сучана, но он высказывал уверенность, что и там должны быть залежи угля.
В 1876 году был издан «Очерк Амурского края…» инженера И. С. Боголюбского, в котором содержатся первые литературные сведения о наличии каменного угля в Сучанской долине: в 50 верстах выше устья Сучана есть китайская деревня Пинсау, где долина реки расширяется на 10 вёрст, в Сучанском хребте в 5 верстах «от Сучана по правому берегу обнажается в песчанике пласт антрацитовидного каменнаго угля в 1 аршин толщины. Выше находятся каменноугольные копи, вероятно разработанные китайцами».

## 1880-е годы

#### Эксплуатация месторождения солдатом Качурой
Как сообщала газета «Красный сучанец» в 1946 году, живший тогда в посёлке шахты № 1 один из старейших сучанцев В. Л. Шарапов рассказывал, что о сучанском угле китайцы-звероловы знали давно, но не умели его использовать. Шарапов был лично знаком с солдатом Качурой, который поселился в Новицком, когда возникла деревня. Качура устроил в деревне кузницу, и ему нужен был уголь. Китайские охотники сказали ему, что знают «землю, которая горит». Качура отправился с китайцами в тайгу, и они привели его к оленьей ловушке, в которой был уголь. Качура принёс домой испробовать немного угля, уголь хорошо горел. Потом он много раз ездил с подводой за углём. Это было ещё до экспедиций из Владивостока.

### Открытие месторождения угля

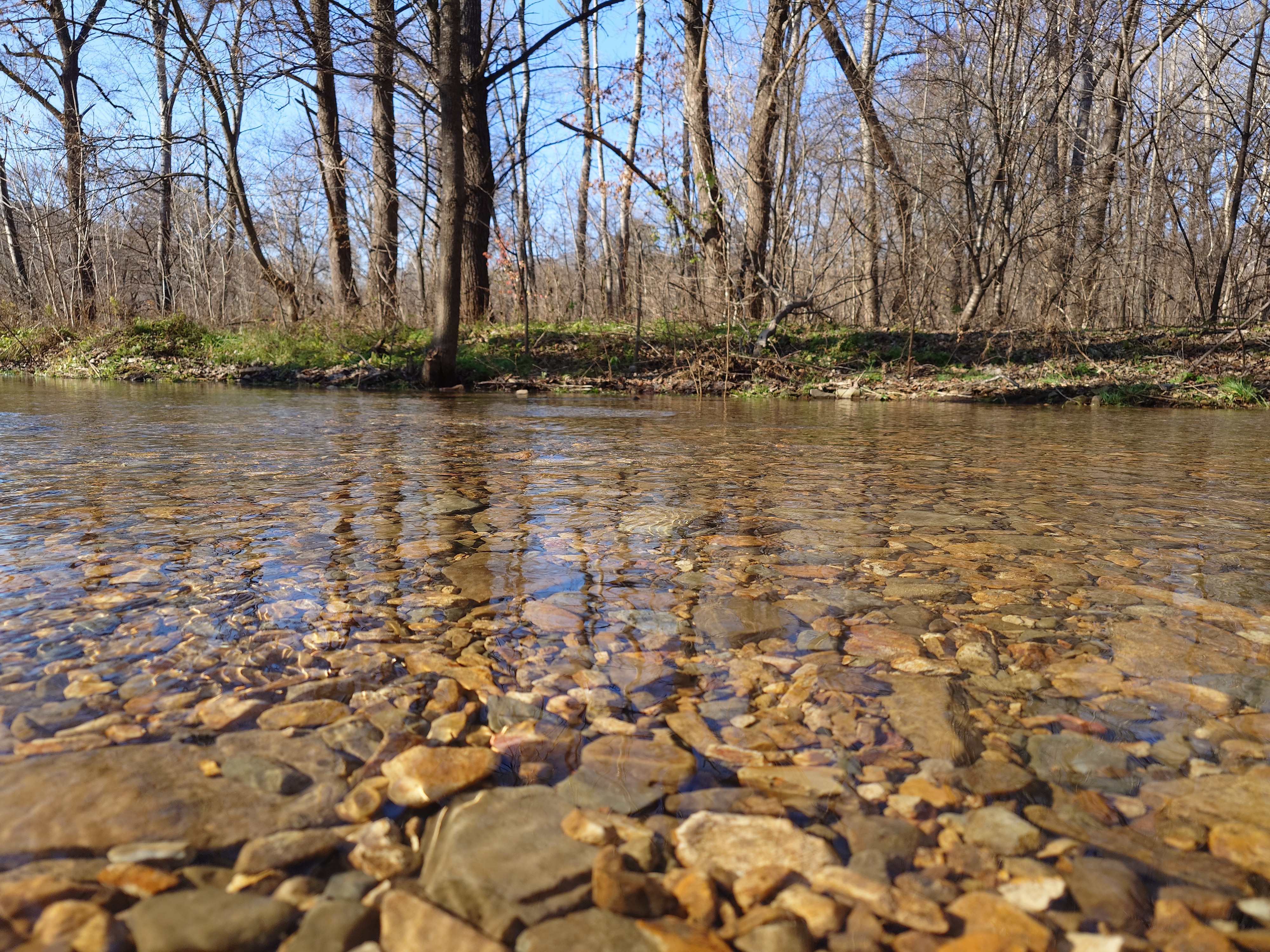
Ручей Олений в районе остановки «Зарудничная»

В конце XIX века на российском Дальнем Востоке располагались военный флот Тихоокеанской эскадры, Сибирская военная флотилия, Добровольный флот, железная дорога, различные промышленные предприятия. Каменный уголь для нужд этих учреждений и организаций в основном импортировался из Японии и других стран, и для России был дорогостоящим. Тогда встал вопрос: искать уголь в пределах Приморья.
По воспоминаниям А. Г. Кедроливанского, однажды во Владивосток с Сучана приехал по делам службы заседатель, и сообщил, что по слухам где-то в тайге, недалеко от Сучанской долины, обнаружен каменный уголь. Слухом о сучанском угле заинтересовался агент Добровольного флота В. А. Терентьев, который в 1887 году пожертвовал обществу изучения Амурского края из средств флота 730 рублей для снаряжения небольшой экспедиции. Специалистов по горному делу во Владивостоке не было, и председатель общества предложил сослуживцам мужской прогимназии В. П. Маргаритову и А. Г. Кедроливанскому отправиться на Сучан для разыскания местонахождения угля, и осмотра побережья от Владивостока до устья Сучана. Пользуясь временем каникул, они отправились на лошадях по тропе, которая шла по морскому берегу и тайге. Во Владимировке определили, что слух об угле шёл из Новицкого. В Новицкой разыскали китайца, видевшего в тайге выход каменного угля. За небольшую плату он согласился провести к месту. Вместе с проводником-китайцем и местным объездчиком они переправились через Сучан и вошли в тайгу. Шли сначала по зверовой тропе, а затем несколько вёрст пробирались сквозь чащу. Найдя небольшую яму, вырытую звероловом поперёк тропы, взяли из неё несколько кусков угля для владивостокского музея, после чего Маргаритов и Кедроливанский вернулись во Владивосток. Куски угля отправили в Петербург, где в лаборатории были установлены его высокие качества. В том же, 1888 году, в район обнаружения угля была направлена экспедиция под руководством геолога Д. Л. Иванова.
В своём отчёте Маргаритов сообщал: «манзы когда-то рыли зверовые ямы, и приблизительно на 2-аршинной глубине под наносным слоем, напали на небольшой прослоек угля. В настоящее время ямы эти завалены и проследить их напластование не удалось… кусочки угля, попадавшиеся мне тут же в отвале… Путь к этому месту очень затруднителен, почему взять с собою рабочих с инструментами и сделать там хотя бы небольшой шурф, при моих небольших средствах, не удалось».
Путешественник Д. И. Шрейдер в своём сочинении «Наш Дальний Восток» 1897 года писал, что недалеко от Новицкого «давно уже пользовалась известностью в качестве лучшего места для охоты за пантами» Оленья падь; из беседы с охотником-манзой В. П. Маргаритов узнал, что в Оленьей пади «первым лудеве (то есть звероловной яме) им давно уже обнаружено присутствие угля». Таким образом, Маргаритов воспользовался данными, полученными от китайцев-звероловов; по их указанию открыл месторождение. В результате исследовательской поездки Маргаритова и Кедроливанского в 1888 году были открыты месторождения угля.

## Южно-Уссурийская горная экспедиция

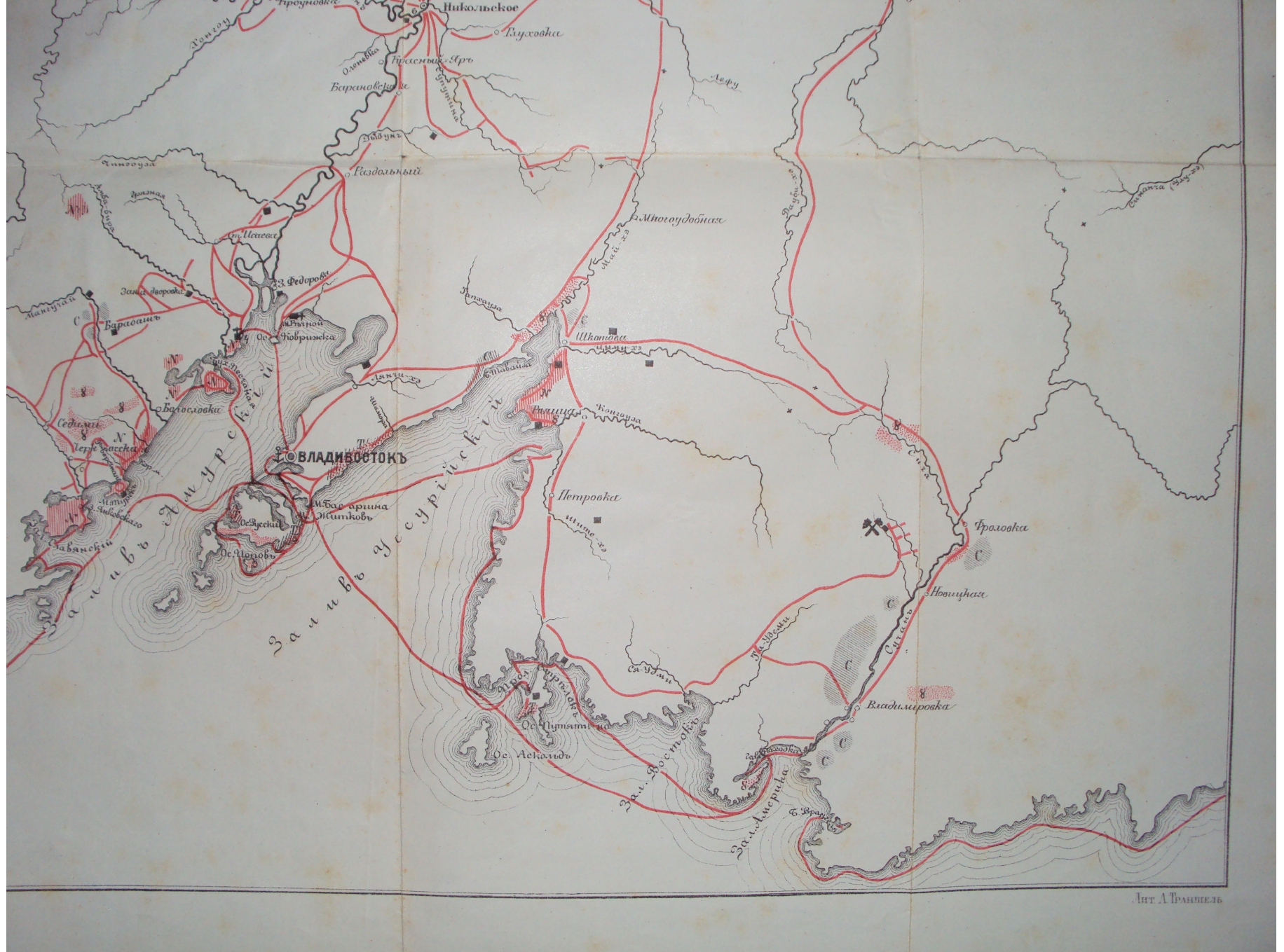
Маршруты Южно-Уссурийской горной экспедиции (1888—1890)

В виду необходимости иметь собственное топливо для Тихоокеанского военно-морского флота, Горный департамент в 1888 году отправил в Южно-Уссурийский край горную экспедицию для «изысканий месторождений каменного угля по возможности ближе к Владивостоку». Экспедиция обследовала угли бухты Угловой, Суйфуна и других месторождений, которые оказались негодными для эскадры. Как только стало известно об открытии Маргаритовым выходов бездымных каменных углей в бассейне реки Сучан, сюда была переброшена горная экспедиция. Разведочные работы экспедиции под руководством горного инженера Д. Л. Иванова в бассейне реки Сучан велись с 1888 по 1893 год.
В 1888 году Д. Л. Иванов направил к месторождению небольшую рабочую партию. Усилив партию крестьянами Новицкого, экспедиция затратила целый день на расчистку дороги и доставку тяжестей к месту разведок. Из «Разведки Сучанского каменноугольного месторождения…»: «Дорогу пришлось прокладывать по совершенно глухой местности, по топким низинам и косогорам, с расчисткой на всём протяжении густых лесных зарослей». 19 октября поднялась «вьюга», и только 20 числа удалось приступить к устройству землянки для людей и поставить несколько человек на разведочные работы.
Китайцы показали экспедиции несколько выходов каменного угля на поверхность. Д. Л. Иванов, пользуясь указаниями В. П. Маргаритова, подробно осмотрел лудеву. Шурф рядом со зверовой ямой показал целый пласт угля. Вблизи «зверового» шурфа П. А. Акимов задал наклонную шахту, которую назвали Кедровой — по высокому кедру, стоявшему вблизи. Как писал Д. Л. Иванов, угленосная полоса протягивалась в северо-восточном направлении в пределах от Кабаньей пади до реки Большой Сицы в длину более 12 вёрст:

…собственно угольные обнажения встречались крайне редко и первоначально уголь был открыт на SW-м конце месторождения в двух пунктах: одно в отроге по правую сторону Оленьей пади, другое — в обрыве левого склона той же пади. Первое место была китайская «оленья яма», вырытая в числе других для ловли зверя. Вблизи нея была заложена наша первая наклонная шахта по пласту угля, названная «Кедровой» в честь приметного кедра по соседству, а по шахте и самый пласт угля стал невольно зваться «Кедровым»… Около той же Кедровой шахты были построены казармы, домики, склады и мастерские, составившие жилой и административный центр разведочного рудника Экспедиции. Второй пункт выхода угля в долине дал возможность в 3/4 версты на NE от шахты Кедровой заложить «Штольну № 1-й» вглубь горы….
Кроме штольни № 1 в крутых склонах низин падей были заложены штольни и в некоторых других местах, особенно на Каменке. Далее Иванов перечисляет шахты: Кедровая, Оленья. Из-за незнания названий водоёмов среди безлюдной тайги участниками экспедиции были даны новые названия ближайшим падям: Оленья, Кабанья, Средняя, Остросопковая, и правым притокам Малой Сицы: Каменка, Топкая, Жилая.
В тайге началось строительство землянок, заготовка строительной древесины. В конце апреля 1889 года, с прибытием штейгера Мариуц и поручика Карского с тридцатью рабочими, начались вспомогательные работы: по возведению дороги от предполагаемого рудника, у шахты Кедровой, к ближайшей деревне Новицкой длиною 9 вёрст, строительству конторы, избы для служащих, барака для рабочих на 40 человек, кладовой, продовольственного склада, кузницы, чёрной бани, конюшни и других мелких построек. К самим разведкам удалось приступить только к началу июля, которые продолжались до декабря 1889 года. Число рабочих в этот период составляло 30—50 солдат и 10—30 манз, взятых на пробу в августе. В октябре манзы поступили на работу для возведения новой дороги от рудника до Владимировки вдоль правого берега Сучана, в обход крайне неудобного брода у деревни Новицкой. Из публикации в журнале «Знание — сила» (1950), экспедиция Иванова состояла из стрелков Никольского гарнизона и Владимиро-Александровской воинской команды, которые построили себе землянки и заложили шахту «Кедровая». По рассказу шахтёра С. И. Волкова, в нескольких шагах от памятника первому углю и была первая штольня, здесь рос старый кедр.
По воспоминаниям горного инженера Н. А. Буткина, окрестности будущего рудника были покрыты лесами и густыми зарослями кустарников, плотно заселёнными дикими животными: кабанами, козами, изюбрами, здесь водились барсы и тигры. Оленья падь и все прилегающие к ней места представляли собой совершенно пустынное место, глухую тайгу: «Экспедиции приходилось местами буквально продираться сквозь чащу густо-сплетённых деревьев… С оружием в руках, на случай встречи с тигром или красным волком, отвоёвывать каждый шаг у глухой, непроницаемой тайги, и теперь ещё кишащей хищниками, от времени до времени заглядывающими на площадь разведок». В посёлок нередко заходили тигры. Старожил В. Л. Шарапов о трудностях первых дней освоения сучанского угольного района рассказывал: однажды утром рабочие китайцы, жившие в одном из бараков, недосчитались своего товарища. Его постель была ещё тёплой, как будто человек только что вышел на улицу. Потом пропал второй, третий… После исчезновения седьмого у барака были обнаружены следы. Пройдя по ним, русские охотники в полутора километрах от барака убили тигра-людоеда.

### Добыча угля

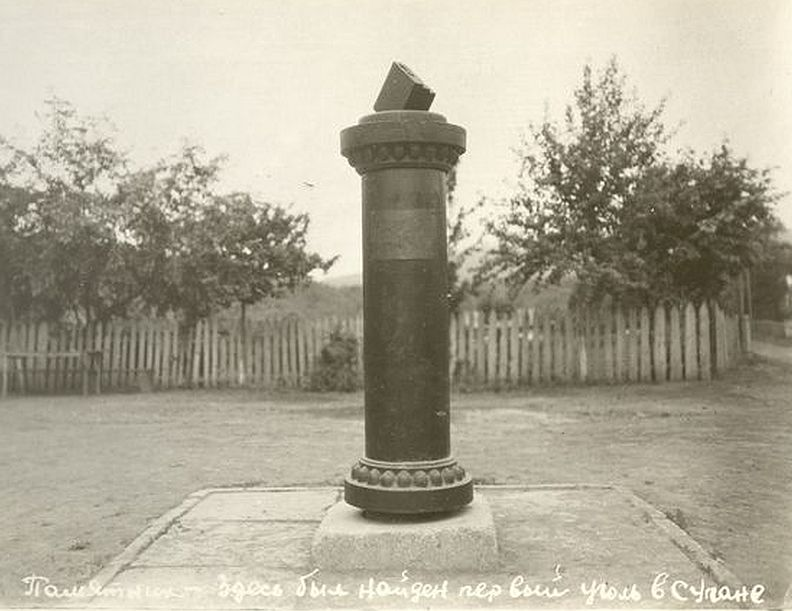
Памятный знак «Первый уголь» установлен в 1932 году. На табличке: «Здесь в 1883 году был найден первый уголь. Отсюда берёт начало рудник».

13 ноября 1888 года удалось передать полтонны угля на пароход «Новик» в Находке. Убедившись в хороших качествах угля, в 1889 году Д. Л. Иванов приступил к производству разведок. Разведочные работы производились на месте будущих шахт Кедровая и Остросопковая. С капитальных разведочных выработок уголь через Находку и Шкотово отправлялся для пробного сжигания в котельных установках кораблей. Кроме разведки и добычи угля, проводились работы по топосъёмке месторождения, строительные работы. Из шахты Кедровой за семь месяцев разведочной партией было добыто более двух тысяч пудов пробного угля.
С 1890 года разведки начинали получать название «рудник» или «угольный». В 1890 году заложена первая разведочная шахта Остросопковая. В шахте Остросопковой пади, в 1,5 верстах от шахты Кедровой, добывался уголь. В 1890 году сучанские угли испытывали на кораблях Тихоокеанской эскадры для определения свойств их горения и паропроизводительности в топках корабельных котлов. В 1891 году по заказу начальника тихоокеанской эскадры для морских кораблей было добыто 180 тонн угля.
Государство приняло решение приступить к разработке Сучанского угольного месторождения: построить за счёт частных средств две шахты и железную дорогу до бухты Находка. В 1892 году инженером В. Я. Белобородовым проведены изыскания и составлен проект узкоколейной железной дороги. Однако желающих реализовать намерения правительства не нашлось. Так, поначалу месторождение было сдано в частные руки — горному инженеру Н. Н. Летуновскому. В апреле 1892 года горный инженер и штейгер Летуновского занялись подготовительными работами по устройству копей и путей от них до Находки и Лянчихе.
В 1892 году проведена дорога от сучанского месторождения к селу Шкотово. В том же году добыча угля велась по заказу Морского министерства. Добытый уголь нужно было доставить в бухту Находка: для этого его везли на крестьянских подводах до Владимировки, где он сваливался на берегу Сучана, затем грузился на манзовские шлюпки и отправлялся в Находку. В 1892 году с сучанских копей было вывезено во Владимировку около пяти тысяч пудов угля. Добыча спекающегося угля производилась из Кедрового пласта Остросопковой шахты. По заказу моряков 1892 года было добыто 2064 тонны угля, в том числе 1824 тонны — из главной шахты «Кедровой» № 1, 32 тонны — из штольни № 1 Оленьей пади и 192 тонны — из шахты «Кедровой» № 3 — «Остросопковой».
Из воспоминаний шахтёра Е. Н. Варнахая: «…В 1893 перебрались на Сучан, где в это время производилась разведка угольного местонахождения. Пришли на пустое место. Несколько солдат, живших в землянках, — всё население. Кругом глухая тайга…». В результате разведочных работ Д. Л. Иванова были обнаружены почти все рабочие площади будущего Сучанского рудника, в том числе район за рекой Сицой. В результате геологических изысканий открыто угольное месторождение, которое было названо Сучанским. Осенью 1893 года Д. Л. Иванов получил сообщение от Горного департамента о завершении работ экспедиции. Для охраны горного имущества на руднике остался конторщик Южно-Уссурийской горной экспедиции А. Н. Канаревский с двумя сторожами и лошадью. 23 октября 1893 года он принял имущество, оставшееся от горной экспедиции.

## 1890-е годы

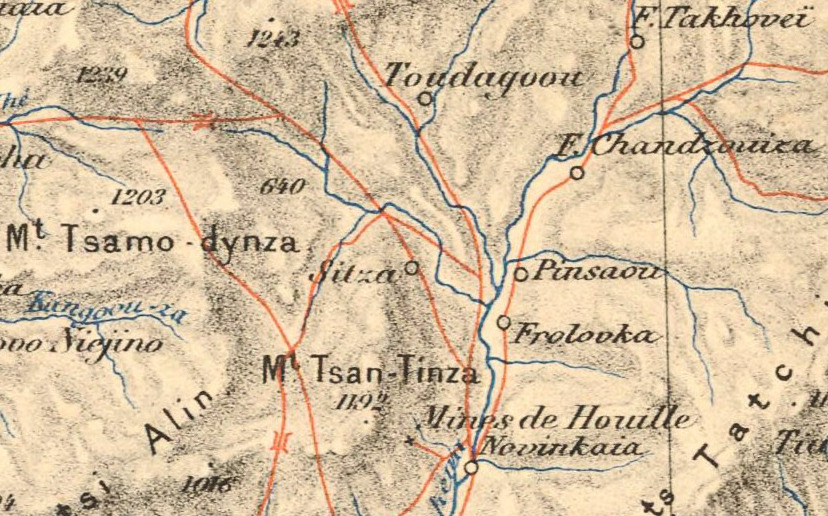
Рудник с окрестными дорогами и тропами на карте (1899)

По воспоминаниям шахтёра Е. Ф. Колесникова, который в 1884 году приехал на Сучан из Одессы, в 1892 или 1893 году, точно не помнил когда, он с И. Л. Неберой охотился в районе будущей первой шахты, кругом была сплошная тайга. Они наткнулись на звероловную яму и в ней нашли уголь. Взяв с собой несколько кусочков, они показали их во Владимиро-Александровском инженерам Белобородову и Солнцеву, и по просьбе инженеров провели их к месту, где обнаружили уголь.
В 1893 году сравнительно благоустроенной была заимка Коркина. В 1893 году арендатор Н. Н. Летуновский заболел и отказался от освоения угольного месторождения. В 1894 году новыми арендаторами стали инженер путей сообщения В. Я. Белобородов и горный инженер А. А. Износков, однако договор вскоре был расторгнут. В 1896 году коллежским ассесором Стрекаловским было проведено обмежевание земель месторождения.
С 1893 по 1896 год на руднике проживал смотритель А. Н. Канаревский. 7 февраля 1896 года Канаревский был уволен и по его рекомендации заместителем был принят бывший объездчик Сучанского лесничества И. П. Мельниченко. На руднике Мельниченко проживал с женой и дочерью. 24 июня 1900 года Мельниченко был призван на военную службу, а рудник и имущество сдал сторожу Колесникову. В январе 1901 года Мельниченко снова стал смотрителем рудника. В октябре 1901 года на рудник прибыла партия под руководством А. М. Павлова, и Мельниченко сдал имущество, а с 1 января 1902 года был зачислен на службу во временное управление по устройству и оборудованию Сучанского каменноугольного предприятия. По поздним воспоминания современников, «…подрядчик Мельниченко целую усадьбу себе отгрохал… На подрядах шальные деньги заколачивал». В 1919 году, по рассказу бывшего партизана Н. Тимченко, подрядчик Мельниченко донёс в японский штаб о местонахождении тщательно законспирированной базы партизан, на которую японцы и белогвардейцы устроили облаву. Узнав о подлом предательстве, партизаны послали мстителей на усадьбу Мельниченко близ Новицкого. Предателя вызвали из дома, и во дворе пристрелили.
Согласно статистическому справочнику по Приморской области (1899), в 1896 году селение называлось Сучанский каменноугольный рудник, род поселения — рудник, под постройками занято одно место, численность населения — два человека (мужского и женского пола). С 1894 по 1900 год решался вопрос, кто будет эксплуатировать месторождение — предприниматели или государство. Не найдя предпринимателей и нуждаясь в угле для военных нужд, государство в 1901 году решило приступить к эксплуатации месторождения.

## 1900-е годы

### Основание посёлка шахты № 1

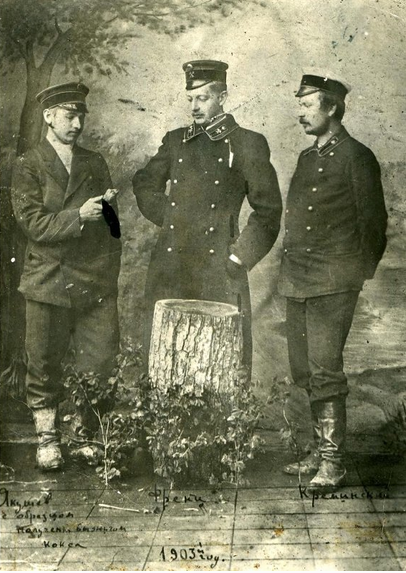
Якушев, Френц и Креминский (1903)

29 января 1901 года царь написал на докладе: «требую принятия немедленных мер для разработки Сучанских каменно-угольных копей». 17 мая 1901 года Государственный совет принял решение «разрешить Министерству Земледелия и Государственных Имуществ приступить к разработке каменноугольного месторождения в долине р. Сучана и устроить там за счёт казны шахты, рассчитанные на ежегодную добычу 6 млн пудов угля».
В 1901 году эксплуатация копей перешла в ведение Горного департамента. В том же году правительственным решением было образовано «Временное управление по оборудованию Сучанского каменно-угольного предприятия», которое возглавил инженер А. М. Павлов. Первым делом управление завербовало горняков из донецкой Горловки Екатеринославской губернии. 28 августа законтрактованные горняки отправились со станции Никитовка. 17 октября 1901 года на место старой разведочной шахты Южно-Уссурийской горной экспедиции прибыла партия из 48 человек в числе горнорабочих, мастеровых, техников и инженеров.
По воспоминаниям бывшего шахтёра А. С. Романенко, приехавшего из Донбасса, на шахте в Горловке шахтёры увидели объявление с предложением работы на Дальнем Востоке. Многих объявление заинтересовало. Узнали подробнее, что ехать можно только без семей, контракт на три года, положены суточные. Ехать согласились 48 человек. 15 марта вместе с инженером В. Н. Френцом и штейгером Креминским выехали из Горловки. До Владивостока добирались преимущественно по железной дороге, оттуда пароходом до Находки, и дальше на подводах до Новицкого, где и поселились на первое время. В то место, где было решено заложить первую шахту, рабочих привёл охотник из Новицкого. Партия контрактовых была разбита на несколько групп: одним поручили налаживать дорогу до Новицкой, другим заготавливать лес, третьим строить землянки, а наиболее опытные шахтёры принялись расчищать место для закладки шахты. К ним присоединились и крестьяне из Новицкой, Владимировки и Голубовки. Осенью 1901 года таёжный посёлок шахтёры уже называли «рудником»: здесь были построены полдесятка землянок, контора и дом для Френца и штейгеров.
26 декабря 1901 [8 января 1902] года управляющий рудником А. М. Павлов в телеграмме сообщил военному губернатору Приморской области: «Сегодня, 26 декабря, после молебствия с провозглашения многолетия государю императору и всему царствующему дому заложена шахта на бездымный уголь и освящены рудник и постройки». По воспоминаниям М. П. Якушева, одного из участников первой партии донбасских шахтёров, горняки из Донбасса жили в Новицком, пока не разместились в землянках, построенных к январю 1902 года.
17 февраля 1902 года А. М. Павлов был вызван по делам службы в Петербург. Обязанности по управлению рудником, на время отсутствия Павлова, по распоряжению министра земледелия и государственных имуществ были возложены на помощника управляющего горного инженера Френца. С 28 марта 1902 года Френц исполнял обязанности управляющего рудником, а с 7 сентября 1909 года он был назначен управляющим Сучанскими каменноугольными копями. Весной 1902 года за свой счёт из Донбасса прибыла вторая партия рабочих. Среди рабочих рудника были и местные крестьяне и ссыльно-поселенцы. В марте того же года началась расчистка густо заросшего места для постройки колонии шахты № 1. С апреля 1902 года от администрации рудника стали поступать заявления руководству области о происходящих беспорядках, скоплении различных «тёмных личностей», драках и пьянстве среди рабочих. К 1903 году построены 20 домов для семей и три казармы для рабочих.

Из отчёта горного инженера В. Н. Френца за 1902 год:
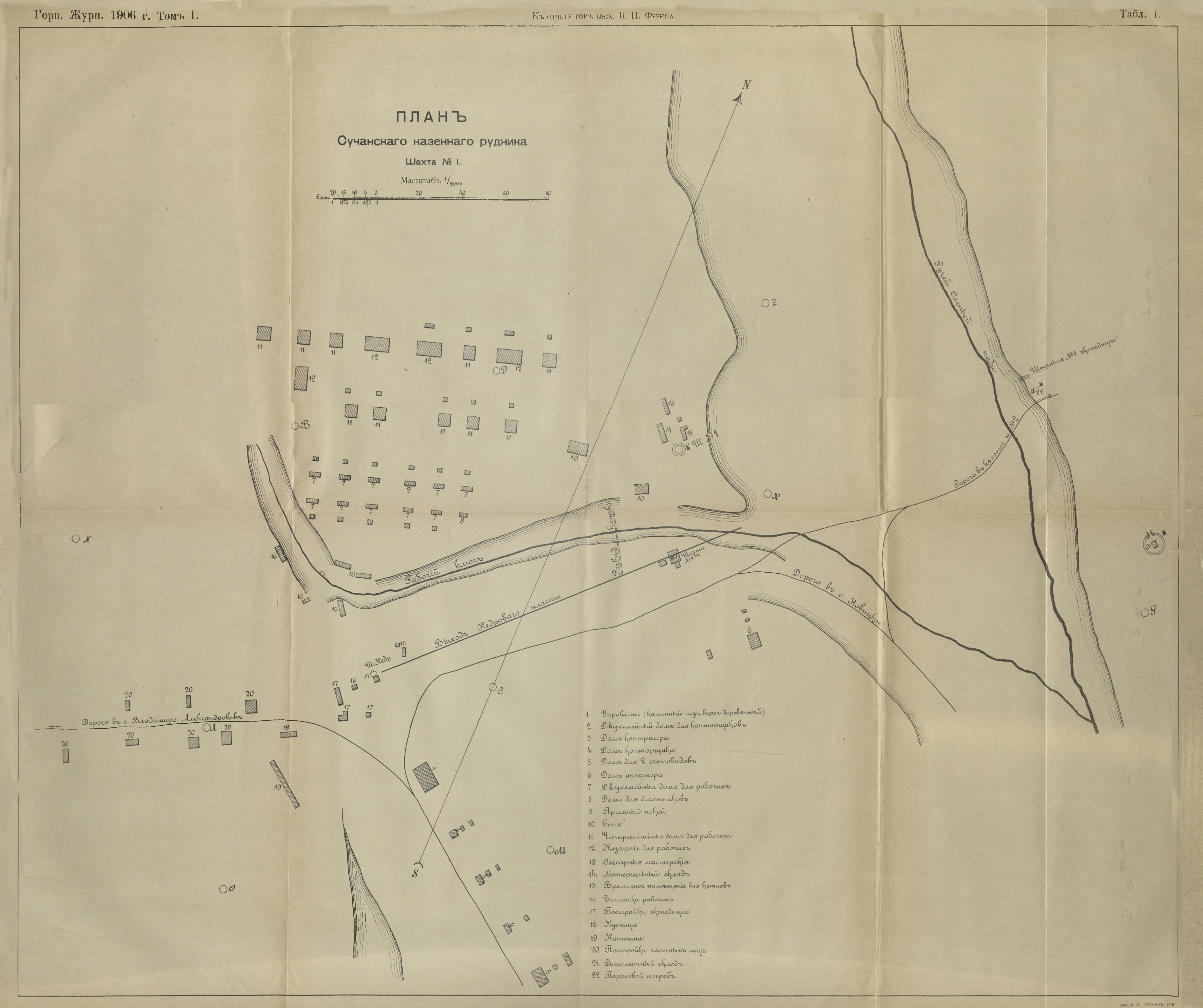
План рудника. Шахта № 1
План разведок Сучанского каменноугольного месторождения
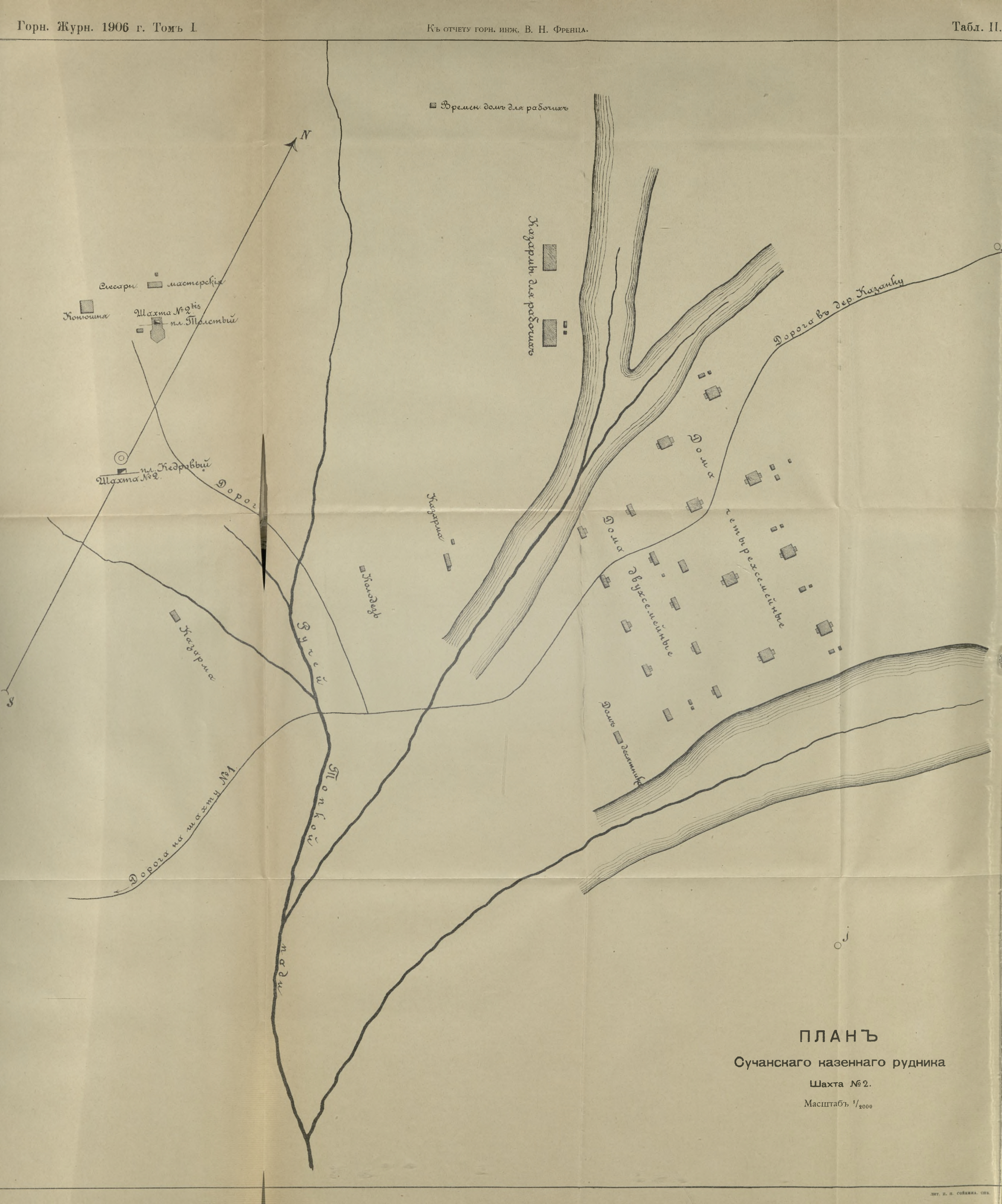
План рудника. Шахта № 2

### Основание посёлка шахты № 2 и дальнейшая жизнь рудника
К 1903 году на шахте № 2 было построено 18 домов для семей и две большие казармы. В начале 1903 года на Сучанских копях была учреждена горно-полицейская стража из одного урядника и четырёх стражников. 17 октября 1904 года в районе шахты № 1 состоялось освящение рудниковской церкви Макария Египетского, которую построил на средства служащих и рабочих подрядчик-китаец Хе Юшен. Несколько лет церковь оставалась без священника. В 1909 году её настоятелем был назначен Викентий Апеллесов.
С началом русско-японской войны на руднике готовились к возможной высадке неприятеля в бухте Находка. В начале мая 1904 года была сформирована отдельная Сучанская рудничная сотня из 140 человек, которая приступила к обучению. 14 июня 1905 года было получено распоряжение главнокомандующего о прекращении разработки угля. С началом мирных переговоров с Японией, 17 августа получено распоряжение министра финансов о возобновлении всех работ на руднике. После молебна 22 августа приступили к работам на руднике.
В 1905—1906 годах открыты первые министерские школы. В 1905 году на шахте № 2 в частные дома служащих и казармы рабочих проведено бесплатное электричество. Копи были соединены телеграфом и телефоном со станцией Кангауз и селом Владимиро-Александровским — административным центром Сучанской волости. В 1908 году на рудник из Донецкого угольного бассейна прибыла большая партия рабочих и специалистов, что привело к значительным сдвигам в росте добычи угля. В 1909 году на руднике числилось 900 мастеровых, 44 служащих и три горных инженера. В посёлке шахты № 1 находилась больница и школа. На шахте № 2 кроме горняков проживали рабочие железной дороги и военнослужащие охранной роты. При шахте № 2 находился больничный покой и баня. В мае 1909 года на руднике побывал владивостокский архиепископ Евсевий, который при посещении шахты № 2 на глубине 110 метров отслужил молебен преподобному Макарию Египетскому.

### Строительство железной дороги

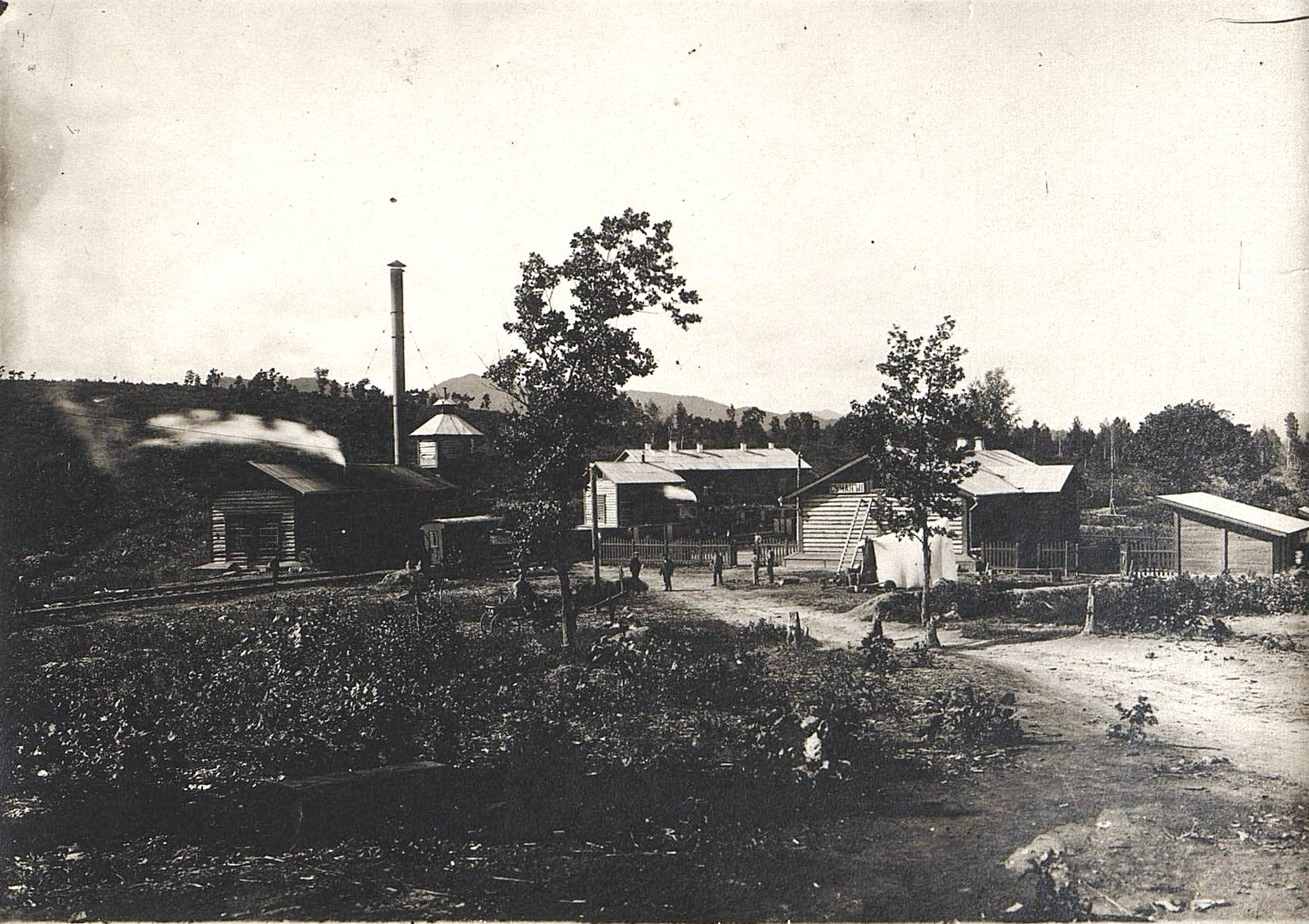
Станция узкоколейной железной дороги Сучан II (1912)

До 1907 года уголь с рудника вывозился на подводах в бухту Находка: иногда обозы достигали до 400 подвод. В 1900 году при правительстве была образована особая комиссия «по вопросу о разработке Сучанского угольного месторождения средствами казны». Во время её работы военные чины настаивали проложить железную дорогу от рудника на Владивосток, который был уже защищён в случае возможной войны с Японией. Однако выбор пал на вариант, предложенный гражданскими чиновниками — связать рудник с бухтой Находка. В 1903 году были составлены проекты узкоколейной железной и канатно-проволочной дорог до бухты Находка. 27 августа 1903 года начато строительство железной дороги Сучан — Находка. Во время русско-японской войны, в мае 1904 года правительством принято решение о срочном строительстве железной дороги Сучан — 30-я верста Уссурийской железной дороги. Строительство дороги к незащищённой бухте Находка было признано стратегически опасным, и потому решили вести железнодорожную линию в глубине тайги. 12 июня 1904 года вышло постановление о прекращении всех работ по строительству пути Сучан — Находка.
В направлении Транссибирской магистрали имелся большой перевал, и потому приняли решение строить узкоколейную железную дорогу с подъёмниками и перегрузкой. Чтобы избежать больших выемок грунта и сооружения туннелей через горные хребты Сихотэ-Алиня и для ускорения строительства, путь был разбит на два участка: ширококолейная линия Кангауз — Угольная по ровной местности и узкоколейная линия на канатной тяге Сучан — Кангауз, которая проходила через горные перевалы. В августе 1904 года началось строительство железнодорожной линии в направлении Уссурийской железной дороги, которое велось сразу в двух направлениях. В январе 1905 года военным командованием было отдано распоряжение о прекращении строительных работ на железнодорожной линии. В апреле 1906 года строительство железной дороги частично возобновилось. 1 сентября 1907 года из Владивостока отправился первый поезд на Сучан. 25 октября 1907 года после молебна по железной дороге начата перевозка угля. Уголь от станции Сучан I доставлялся на станцию Сучан II канатным подъёмником одну версту, поездами в четыре вагона. На Сучан II составлялись поезда на 10 вагонов (зимой 8 вагонов), которые шли на паровозной тяге до станции Фанза. Станция Сучан II была упразднена до 1930 года.

### Шахты
Во времена управляющего рудником В. Н. Френца велось строительство первых эксплуатационных шахт — № 1, 1-бис, 2 и 2-бис, продолжались разведочные работы на Старо-Сучанском месторождении, а также в районе Северного Сучана. В дальнейшем, с 1908 по 1931 год разные съёмочные партии производили геологическое изучение окрестностей рудника и научную обработку материалов месторождения. Геологи партий составили карты Сучанского угленосного бассейна, основываясь преимущественно на обнажениях горной породы по рекам и ручьям.
26 декабря 1901 [8 января 1902] года была заложена шахта № 1. В 1902 году заложен ствол шахты № 2: в декабре были начаты работы по проходке шахты № 2, которая со временем стала крупнейшей. В первые годы XX века рост добычи угля шёл медленно: развитие рудника сдерживалось нехваткой специалистов и рабочих рук, примитивным оборудованием, отсутствием удобных транспортных путей. 15 июня 1905 года из-за опасности захвата рудника японцами добыча угля была приостановлена. После окончания русско-японской войны в августе 1905 года возобновились работы на руднике.
В 1906 году на шахте № 2 пущена электростанция. С постройкой железной дороги в 1907 году заметно выросла добыча угля. К началу 1908 года закончено строительство подвесной проволочно-канатной дороги, соединившей шахты № 1 и 2. Эта дорога изначально проектировалась для доставки угля с шахты № 2 на шахту № 1 и его последующего вывоза в бухту Находка. По подвесной дороге осуществлялась перевозка полуантрацита с шахты № 1 на шахту № 2, где его погружали в вагоны Сучанской узкоколейной дороги. Сучанская канатно-проволочная дорога имела протяжённость 2,8 км, по ней ходили вагонетки. С 1908 года на руднике начало развиваться коксовое производство. Согласно изданию 1921 года, процесс коксования проводился примитивно в шести открытых печах, кокс вывозился в Западную Сибирь.

## 1910-е годы

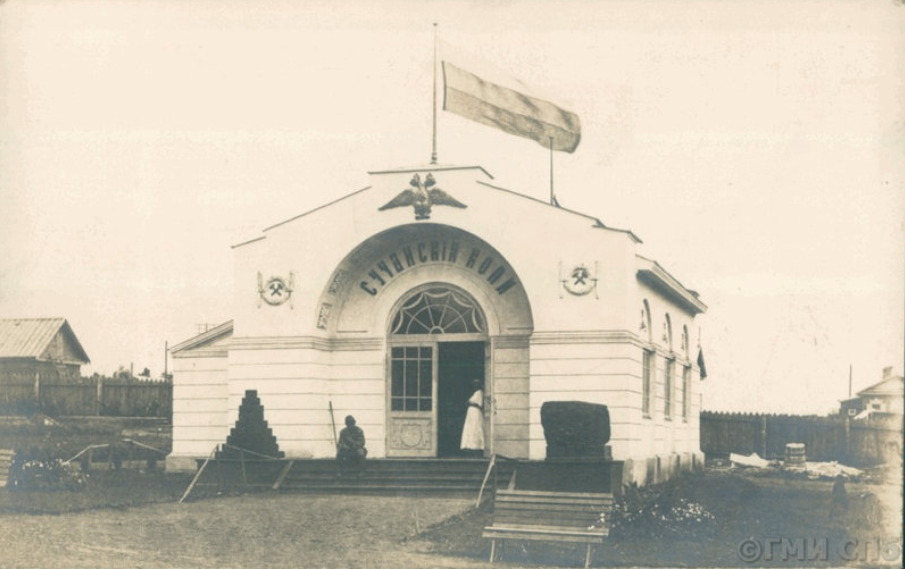
Павильон «Сучанские копи» на выставке Приамурского края в Хабаровске
Счетоводом рудоуправления Т. Г. Самусенко сделано множество фотографий рудника и рудничной железной дороги. Для павильона Сучанских копей на выставке Приамурского края, приуроченной к 300-летию дома Романовых (1913), им сделано до 300 снимков. Самусенко фотографировал во время партизанской войны и до конца 1920-х годов. Судьба большинства его фотографий не известна.

В 1911 году открыто почтово-телеграфное отделение. 1 мая В. Н. Френц, прогуливаясь по лесу, неподалёку от ручья случайно услышал приглушённый разговор двух десятков шахтёров, отдыхавших на поляне. Шахтёры говорили о том, что нужно свергнуть царя. В ночь на 25 мая 1911 года В. Н. Френц застрелился. Он был похоронен рядом с церковью в районе шахты № 1. На могиле была установлена каменная беседка-мавзолей; по версии краеведа В. В. Клименко, на памятнике была сделана надпись: «Незабываемому творцу Сучанских копей и беспристрастному защитнику трудящихся. Любимому начальнику и дорогому сотоварищу от осиротевших сучанцев». 26 мая 1914 года памятник освятили.
В 1911 году новым управляющим рудником был назначен В. В. Мурзаков, который пробыл в этой должности до 1916 года. В 1914 году в районе шахты № 2 существовало корейское общество Сек-тхан-гоан. В 1913 году рабочие шахты № 9 провели однодневную забастовку с требованиями сократить рабочий день и улучшить условия труда и быта. В 1914 году началась Первая мировая война, и большинство молодых шахтёров отправились на фронт. Оставшиеся на руднике были переведены в положение военнообязанных. Рабочий день на шахтах был удлинён, цены на продукты питания росли каждую неделю, а зарплата была уменьшена. Осенью 1914 года на фронт был призван счетовод рудоуправления Т. Г. Самусенко, который дважды попадал в немецкий плен и бежал. После окончания войны он вернулся домой.
Тяжёлая социально-экономическая ситуация, в которой находились рабочие, усиливало в них недовольство, вынуждало их становиться на путь открытых выступлений. Большую роль в этом сыграло ядро наиболее сознательных и политически грамотных людей, которое сложилось из среды рабочих, прибывших из Донбасса — Иван Агарков, Савва Бутт, Пётр Бондаренко, Степан Дорофеев, Григорий Локтев, Николай Заболоцкий, братья Чабановы и Царьковы. К их мнению прислушивались, за ними готовы были идти. В январе 1916 года более 150 шахтёров устроили забастовку, требуя повышения оплаты труда, сокращения рабочего времени и улучшения техники безопасности.
В 1916 году управляющим Сучанскими казёнными каменноугольными копями стал К. Ф. Егоров. В том же году на месте будущего общежития Сучанской швейной фабрики был построен деревянный «Иллюзион», в котором летом показывали кино. 13—17 августа приамурский генерал-губернатор Н. Л. Гондатти совершил поездку на рудник по Сучанской железной дороге. В районе вокзала Сучан I генерал-губернатора встречала деревянная арка, построенная по случаю его приезда. Гондатти остался доволен работой рудника.

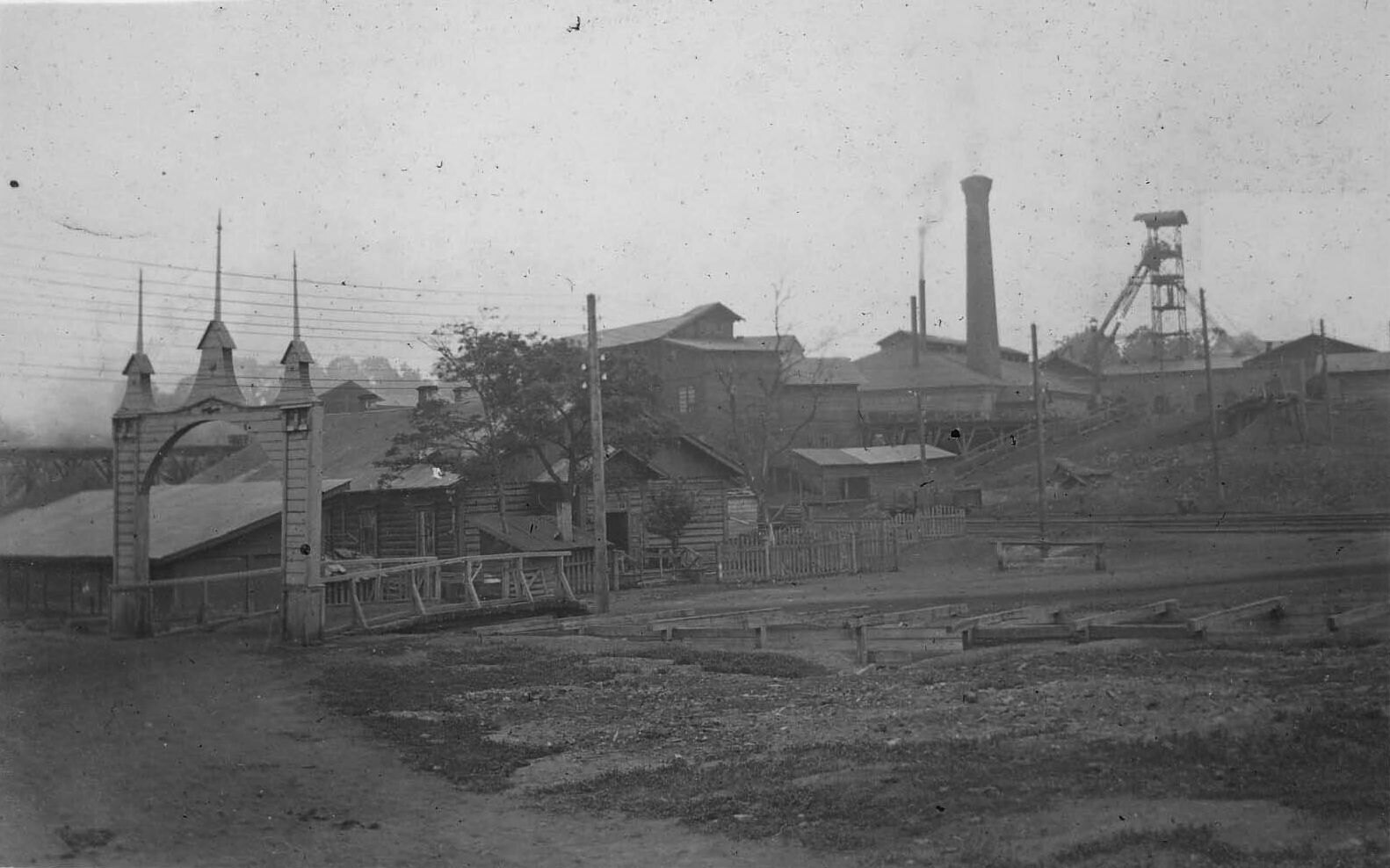
Вид на арку, станцию Сучан I и шахту № 2 (1921—1922)

В 1917 году был открыт Народный дом, строительство которого началось весной 1916 года на деньги, собранные рабочими. Народный дом сразу после открытия превратился в культурно-просветительный центр рудника. В доме появились кружки: драматический, танцевальный, хоровой; проводились собрания рабочих, митинги, конференции. Немного позднее после строительства Народного дома был разбит городской сад, который находился на месте между современных улиц Кронида Кореннова и Центральной. В 1930—1940-х годах городской сад был главным местом отдыха горожан в летний период, позднее сад был застроен бараками для переселенцев из Мордовии. По воспоминаниям старожила А. Лисеенко (род. 1958), среди больших деревьев стояли не только бараки, но и частные дома. От сада оставались аллеи, игровые площадки. Выше от современной пятиэтажки на Нагорной-4 стоял построенный судьёй Орловым красивый дом из кедра, который напоминал терем. Деревья городского сада до сих пор растут напротив дома № 1-а.
До революции Сучанский рудник представлял собой группу шахтных посёлков-колоний, которые состояли из бараков и разбросанных частных домов. Посёлки шахт были разделены друг от друга лесными массивами. На шахте № 2 до революции существовала рудничная больница. До Октябрьской революции жилищный фонд посёлков шахт состоял из 10 казённых бараков. В каждой комнате бараков, как правило, проживало 2—3 семьи. Вокруг бараков строились землянки, которые зимой были переполнены. В посёлке шахты № 1 располагалось управление угольными копями. Улиц поначалу не существовало, однако дома имели номера в порядке очерёдности постройки. В августе 1916 года на копях числилось 2094 рабочего, в том числе русских — 1164 и китайцев — 930, на железной дороге — 505 рабочих, в том числе русских — 318 и китайцев — 187. Рудник и железнодорожную линию до революции охраняли 8 стражников и полицейский надзиратель, а также воинская часть ополченской дружины из 54 нижних чинов, при двух старших.
Труд в забоях на руднике был тяжёлым, зарплаты низкие, цены на продукты питания высокими: это дополнялось начальственными оскорблениями, унижающими человеческое достоинство. Для поддержания порядка на руднике существовал большой штат надзирателей и полицейских. Самым распространённым наказанием были штрафы. Малейшее пререкание в ответ на произвол чиновников приводило к увольнению. По рассказу одного старожила, для работы в шахте брали в основном молодых без семьи. Жили артелью в землянке, единственным развлечением для рабочих была водка: после расчёта артелью шли в Новицкое, где находился самый большой кабак. Из воспоминаний шахтёра Е. Н. Варнахая, проработавшего на руднике 40 лет: «Работали в две смены, по 12 часов… Многие получали жестокий ревматизм и к 30—35 годам выходили из строя. Недаром крестьяне ближайших деревень называли наш труд каторжным… Свободное время шахтёры проводили в кабаках, пьянствовали, дебоширили». Из воспоминаний сучанских шахтёров: «Уголь брали пудами, пот лил вёдрами, сивуху пили литрами и подкошенными падали». По рассказу А. С. Аллилуева, в 40—50 лет шахтёры становились инвалидами. По воспоминаниям М. П. Богатова, все дома в селе Новицком были выстроены «на наши денежки». Кроме русских на сучанских подрядах работали также корейцы и китайцы: «Тяжело было и русскому рабочему, а китайцу ещё трудней. Его и за человека не считали. Называли китайцев оскорбительными кличками, ещё больше чем русских рабочих обсчитывали». По воспоминаниям И. С. Силина, приехавшего в Сучан в 1916 году, кругом были болота, некоторые бараки стояли на болоте; шахтёры-китайцы жили в бараках.
В досоветский период очень высокой была естественная смертность, особенно среди детей в возрасте до пяти лет. Настоящим бичом мужского населения рудника были простуда, туберкулёз, воспаление лёгких, мозга, паралич. Медики лечили шахтёров кровопусканием, которое считалось весьма целебным.

### Установление советской власти
В начале марта 1917 года на руднике узнали, что в Петрограде произошла революция и царь отрёкся от престола. Новость сообщили рабочим на стихийных митингах шахт, после чего состоялся большой митинг на центральной площади, недалеко от будущей автобазы «Приморскуголь». На большом митинге выступил управляющий рудником Егоров, который провозгласил здравицу в честь Временного правительства и князя Львова. Затем к собравшимся обратился С. А. Замараев: «Правительство князя Львова — не наше правительство. Оно будет защищать интересы буржуазии, во имя этих интересов продолжит войну. И проблему восьмичасового рабочего дня не решит. Но одно несомненно: Временное правительство рухнет…». Замараев сказал, что необходимо организовать профсоюз и провести выборы в Совет рабочих депутатов. Во время выборов Совета рабочих депутатов управляющий Егоров говорил: «Если рабочие отдадут голоса за большевиков, я брошу рудник и все штейгеры тоже уедут».
5 марта 1917 года на руднике был избран Совет рабочих депутатов, в исполнительный комитет которого вошли шахтёры во главе с С. А. Замараевым. Замараев приехал на рудник в 1915 году, с 1905 года он состоял в РСДРП. 7 апреля 1917 года на руднике оформилась социал-демократическая организация, создателем которой был большевик С. А. Замараев. В её состав входили горняки, среди которых был и А. С. Аллилуев. 27 марта [9 апреля] 1917 года на руднике состоялся многолюдный митинг, на котором выступил передовой рабочий Новосельцев: «Товарищи шахтёры! Хватит, цари и помещики много попили нашей крови, теперь её продолжает пить буржуазия и Временное правительство. Долой кровопийцев!». 20 апреля 1917 года на руднике сформировалась социал-демократическая ячейка, в которую вошли С. Замараев, А. Аллилуев, И. Агарков, Г. Локтев, З. Мартынов, А. Чабанов, С. Бутт. В это время здесь существовало своеобразное двоевластие: власть управляющего рудником кадета Егорова и власть Совета рабочих депутатов. В августе ночью Егоров и находившиеся под его влиянием штейгеры бежали с рудника. После перевыборов Сучанского Совета рабочих депутатов 28 августа [10 сентября] 1917 года вся власть на руднике полностью перешла в руки Советов рабочих депутатов.
16 (29) ноября 1917 года на руднике была провозглашена советская власть. Все государственные предприятия, в том числе Сучанские каменноугольные копи, перешли в руки Советов. 16 ноября большевики и Совет рудника приступили к созданию Красной гвардии: «Сучанский Совет считает необходимым немедленно приступить к организации самозащиты трудовых масс, то есть Красной гвардии, дабы в случае надобности дать вооружённый отпор насильникам и палачам трудящихся».

### Шахты
В это время возникли вспомогательные предприятия: электростанции шахт, железнодорожное депо, механические паровозоремонтные мастерские. С 1910 по 1916 год на руднике появилось ещё 12 шахт. В 1910—1911 годах в районе шахты № 2 была построена обогатительная — углепромывочная фабрика, которая позволяла улучшить качество угля, снизить зольность кокса. В 1911—1912 годах во Владивостоке была построена брикетная фабрика Сучанских копей. 13 августа 1916 года в присутствии генерал-губернатора Н. Л. Гондатти была торжественно заложена шахта № 10. Вскоре заложена шахта № 11. В 1913 году на шахте № 2 была организована спасательная артель, положившая начало горноспасательному делу на руднике. Артель просуществовала до начала 1916 года.
В 1915 году на руднике эксплуатировалось 8 шахт, четыре электростанции, здесь работали 2094 рабочих. Уголь бурили вручную, работали в две смены по 12 часов. В 1916 году была заложена шахта № 3. К 1917 году в эксплуатации находились две основные и восемь вспомогательных шахт. В 1917 году в эксплуатации находилось 11 шахт. К 1917 году Сучанский рудник обслуживали четыре электростанции. В 1918 году была сдана в эксплуатацию шахта № 10.

## Гражданская война и интервенция (1918—1922)
28 июня 1918 на руднике узнали о чехословацко-белогвардейском перевороте во Владивостоке. Власть Советов в Приморье была свергнута. Из телеграммы сучанские красногвардейцы узнали, что чехи и белогвардейцы движутся на Сучанский рудник. Горняки поклялись драться с врагом. Сразу после митинга свыше 300 шахтёров отправились на фронт. После бело-чехословацкого переворота в составе отряда сучанских углекопов на фронт отправился поэт Сучанской долины К. Рослый. В боях за Никольск-Уссурийский погибло 78 шахтёров, в боях за Спасск-Дальний было убито и ранено 120 человек.
В обстановке иностранной интервенции против Советской России 25—28 августа 1918 года в Хабаровске прошёл Чрезвычайный съезд Советов рабочих, солдатских и крестьянских депутатов Дальнего Востока, на котором было принято решение прекратить борьбу на Уссурийском фронте и перейти к партизанской борьбе против интервентов и белогвардейцев. Осенью 1918 года в Приморье началось партизанское движение. К началу интервенции в Приморье эксплуатация Сучанских копей фактически прекратилась. В начале сентября 1918 года, сразу после прибытия американцев в Приморье, командованием интервентов было принято решение отправить войска на Сучанские угольные копи с целью начать их эксплуатацию.
12 сентября 1918 года на рудник прибыли войска интервентов в составе 250 американцев, 300 японцев, 50 китайцев и 25 казаков. Японская и китайская роты подчинялись американскому командованию. Американцы были расквартированы в здании рудничного управления. Вместе с интервентами на рудник вернулся бывший управляющий копями К. Ф. Егоров. 21 сентября 1918 года на Сучан пришла телеграмма эсэровского правительства Дербера: в ней сообщалось, что советская власть пала. Для наведения порядка Егоров в том же месяце распорядился уволить 186 большевистски настроенных рабочих, часть которых была выселена за 100 вёрст от копей. Была введена 12-часовая рабочая смена, уменьшена заработная плата. Населению было предписано оказывать союзникам всяческое содействие. Шахтёры отказывались работать в новых условиях и практически сразу вступили в борьбу против интервентов.

### Партизанское движение
…Собирайтесь на сопках, борцы,

Зажигайте вы ночью костры,

Пусть дрожат палачи-наглецы

Перед нашим налётом, орлы.

Цепью стой…

…Завывает тайфун у морских берегов,

А на сопках орлам веселей:

Для морских палачей, пауков и воров

Мы готовим погибель черней.

Цепью стой…

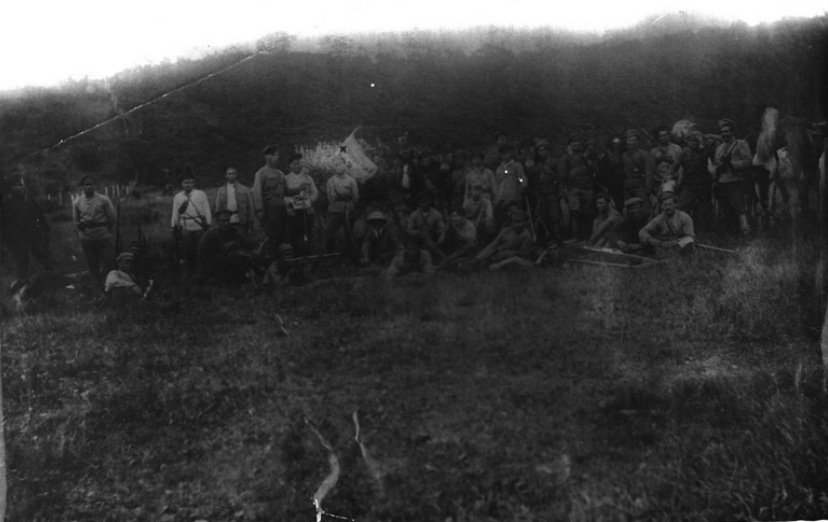
Сучанский шахтёрский партизанский отряд в сопках (1920)

В декабре 1918 года белогвардейцы начали мобилизацию бывших солдат в свою армию. Вышел приказ об изъятии оружия у населения. Крестьяне Сучанской волости, воевавшие в красноармейских отрядах ранее ликвидированного Уссурийского фронта, не стали сдавать оружие и выполнять приказ о мобилизации. Большинство молодых горняков бежали от мобилизации в тайгу, в окрестные таёжные сёла, где вступили в формирующиеся отряды партизан.
В некоторых сёлах долины продолжали действовать Советы. Сучанская долина была отделена от городов труднопроходимыми грядами гор: географические условия создавали из долины неприступную партизанскую крепость. Наиболее революционные деревни располагались к северу от Сучанского рудника. 21 декабря 1918 года на съезде представителей боевых дружин Сучанской долины в селе Фроловка было принято решение о восстании, избран Совет Сучанского партизанского отряда во главе с председателем и командующим отрядом Н. К. Ильюховым.
Главной задачей американцев являлось беспрепятственное поступление угля для железной дороги и порта Владивостока. Поэтому они долгое время не трогали партизан, принудили белого генерала П. П. Иванова-Ринова вывести войска из района Сучанского рудника.
2 января 1919 года состоялся первый бой партизан Сучанской долины с отрядом карателей у деревни Хмельницкая, в том же месяце в долине началось партизанское восстание. С целью порчи механизмов и срыва добычи угля рабочие создавали на руднике группы сопротивления и саботажа. Им удалось наладить изготовление взрывчатки в механических мастерских и поставку оружия из Владивостока. В январе—феврале шахтёры и рабочие рудничной железной дороги устроили 40-дневную забастовку, в результате чего добились восстановления ранее запрещённого профсоюза и повышения заработной платы на 37 %.
14 марта 1919 года управление Сучанского рудника передало во Владивосток сообщение, что в связи с объявлением призыва в колчаковскую армию, молодые рабочие массами уходят в окружающие деревни и вливаются в партизанские отряды. Управляющий рудником доносил, что в десятых числах марта наблюдался «массовый уход рабочих с копей. Рабочие сосредоточивались в районе Казанки и Фроловки. Среди ушедших рабочих [рудника] были не только лица, подлежавшие мобилизации в армию, но и рабочие старших возрастов». В апреле управляющий рудником телеграфировал в Омск: «Положение Сучана резко изменилось. Кругом восстания большевиков, многие рабочие ушли в сопки… Служащие покидают рудник. Производительность падает».
В мае 1919 года Сучанским подпольным комитетом РКП (б) была организована первомайская демонстрация, которая прошла под лозунгами: «Долой интервентов!», «Долой Колчака!». Первомайский митинг состоялся неподалеку от будущей автобазы № 4 «Приморскуголь». На митинг пришли все горняки шахт № 2, 3, 6, 10 с семьями. 21 мая началась всеобщая политическая забастовка шахтёров, в ходе которой было выдвинуто требование вывести войска интервентов из Приморья. Многие шахтёры покинули рудник и ушли в повстанческие районы. Лозунгами во время выступлений рабочих были: «Долой интервентов!», «Ни пуда угля Колчаку!». Газета «Уссурийский край» от 4 июня сообщала: «На Сучанском руднике началась забастовка рабочих… Эта забастовка явилась результатом пропаганды большевистских агитаторов… в окрестных деревнях уже несколько месяцев как восстановлены пресловутые Советы и организованы большие банды красногвардейцев, которые объявили войну всем союзникам, не исключая и американцев». Забастовка продолжалась до января 1920 года. Поддерживая забастовщиков-шахтёров, американцы, удалили большевистских агитаторов, в результате чего характер забастовки поменялся с политического на экономический.
Постепенно отношения американцев с партизанами ухудшались, и в июне 1919 года партизаны с целью нарушения снабжения Владивостока углём перешли под руководством С. Лазо в наступление. 23—25 июня американская охрана на рудничной железной дороге подверглась нападению: было взорвано шесть мостов и три подъёмника, разрушено полотно дороги. Главной задачей партизан было прекращение транспортировки угля интервентами. Сучанская железная дорога была выведена из строя, прекращена доставка угля во Владивосток. После этого американцы вместе с белогвардейцами и другими интервентами приняли участие в карательных действиях против партизан. В июле белогвардейцы и интервенты начали наступление против приморских партизан по всему фронту, в результате чего партизаны отступили в тайгу. 19 августа американское командование было переведено во Владивосток.
2 декабря 1919 года на Сучанских копях произошло восстание 33-го стрелкового полка колчаковцев, которые перешли на сторону партизан. После падения власти Колчака в Сучанской долине в январе 1920 года управляющий Егоров вместе с американцами покинул Дальний Восток. В феврале собрание рабочих и служащих рудника решило образовать рабочий комитет для управления копями. Новым управляющим избран горный инженер В. С. Пак, который занимал эту должность до 1922 года. 10 февраля рудник был занят 3-м Горно-Сучанским батальоном.

#### Бой на Японской сопке

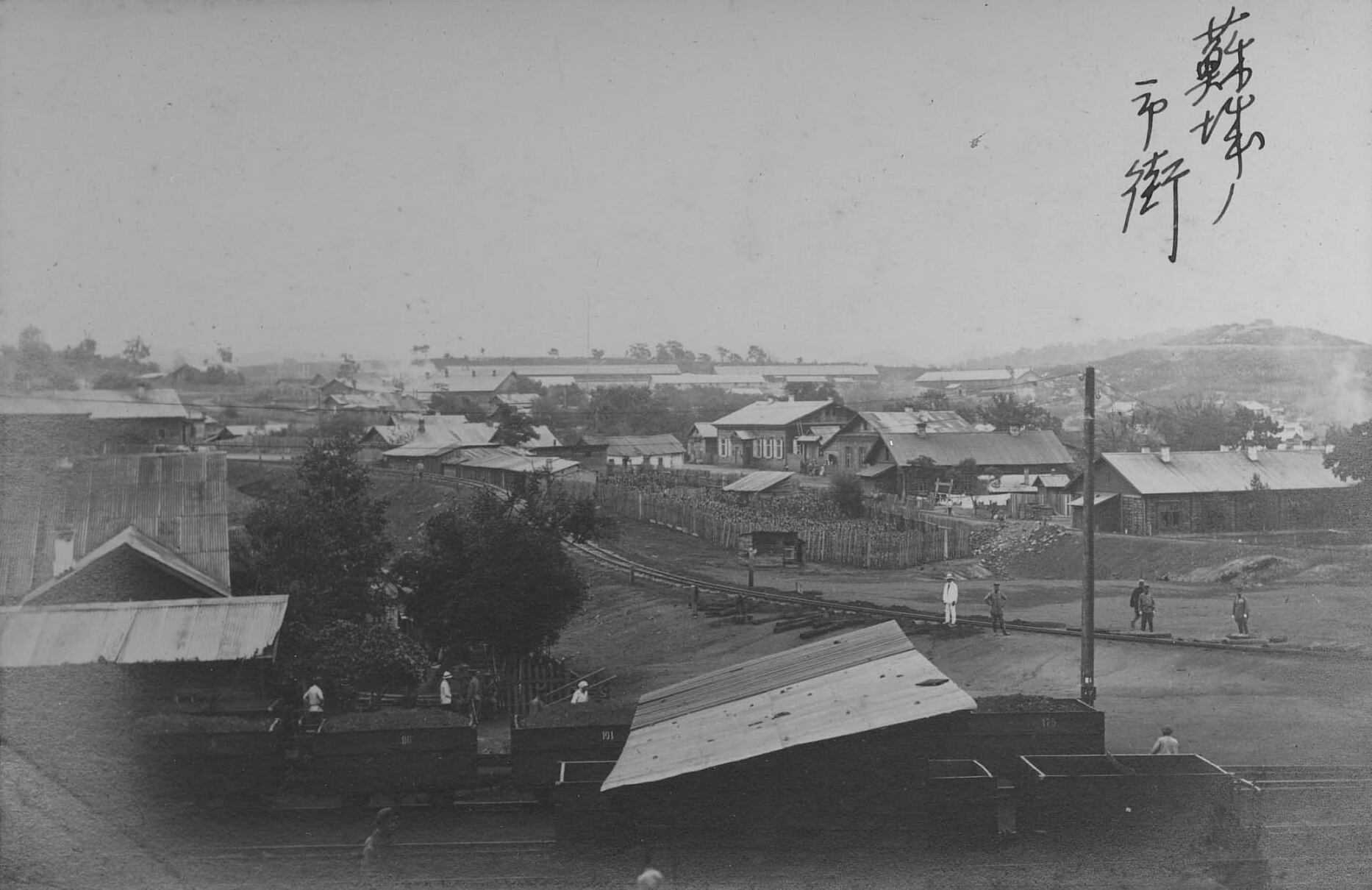
Вид на станцию Сучан I и посёлок шахты № 2. На дальнем плане японские казармы и Японская сопка (1921—1922).

Опасаясь нападения партизан, японские интервенты превратили Японскую сопку в оборонительное сооружение, очистив её от деревьев и кустарников. У подножия северной стороны сопки, на месте будущего Дворца культуры угольщиков, японцы построили пять солдатских бараков. На вершине сопки устроены дот или наблюдательный пункт, связанный траншеей с бараками. На склонах сопки сделаны окопы для стрельбы из пушек, пулемётов и винтовок.
В мае 1920 года в сёлах Сучанской долины появился белокитайский отряд под командованием русскоговорящего китайца Красильникова. Белокитайцы были наёмниками японских интервентов. Они грабили крестьян, жгли жилища. Отряду партизан под командованием А. П. Савицкого было дано задание немедленно прибыть на рудник и разбить белокитайцев. Во второй половине мая белокитайский отряд в количестве 480 человек прибыл в посёлок шахты № 2, и занял пустовавшие японские бараки и Японскую сопку. Красильников потребовал от населения выкуп деньгами и золотом. Вечером в районе шахты № 1 белокитайцы устроили грабеж. В тот же день отряд партизан под командованием А. П. Савицкого прибыл в посёлок шахты № 1, в его отряде было до 400 бойцов, конная разведка. Ночью отряд Савицкого вместе с рабочими дружинами шахт № 1, 2, 6, 10 заняли позиции вокруг сопки. Ранним утром следующего дня партизаны вместе с рабочими дружинами рудника пошли в наступление на белокитайцев. Бой длился до позднего вечера. Гранатомётчики подошли к окопам и забросали неприятеля гранатами. От белокитайского отряда осталась лишь горстка уцелевших, которые сдались. Коу-сан-Красильников был ранен и попал в плен. В бою погибло 22 партизана.
Прощание с погибшими партизанами проходило у Народного дома, где были выставлены одиннадцать гробов. 11 партизан были похоронены в братской могиле в районе шахты № 1. Позднее в этой же могиле были похоронены участник революционного движения Н. Г. Чабанов, а также комсомольцы-подрывники, заколотые карателями штыками. В 1921—1922 годах в могиле были похоронены ещё трое. В 1958 году здесь был установлен обелиск по проекту С. Н. Горпенко. На доске памятника надпись: «Героям-партизанам, павшим за Советскую власть в Приморье в 1919—1922 гг. …». В братской могиле похоронены также трое неизвестных бойцов. Памятник на кладбище шахты № 1 был сооружён в 1959 году. По сведениям бывшего партизана П. Е. Бельченко, памятник установили недалеко от того места, где прежде находилась братская могила партизан и могила Михаила Анисимова. В дальнейшем японские казармы использовались трестом «Сучануголь» для хозяйственных нужд города, пока не были разобраны для освобождения места под строительство дворца культуры.

#### 1920—1922 годы
Вскоре после боя с белокитайцами на руднике снова появились японские войска. С 1921 года Сучанским шахтёрским стачечным комитетом в типографии, оборудованной в заброшенной выработке шахты № 10, нелегально издавалась партизанская газета «Красный Сучан». Она выходила тиражом 10 экземпляров, распространялась по шахтам, передавалась из рук в руки. По воспоминаниям бывшего партизана В. Богинского, в годы интервенции в Сучане издавалась подпольная газета «Обушок».
С 27 мая 1921 года жизнь рудника замерла: рабочие были настроены революционно, большинство из них расходились по ближайшим деревням или уходили в сопки. В сводке японских агентов от 17 августа сообщалось: «В Сучанском районе из 6000 рабочих, работающих на копях, — 25 % большевиков-коммунистов, которые вместо работы занимаются агитацией…». Летом 1921 года на рудник прибыл батальон каппелевцев. 11 сентября состоялся митинг горняков, на котором присутствовали каппелевские и японские войска, а также около двух тысяч рабочих и крестьян ближайших деревень. В октябре правительство Меркуловых сдало рудничную железную дорогу японцам. Японский управляющий арендованными железными дорогами доносил в Токио о намерении «организовать акционерное предприятие по эксплуатации и вывозу богатств Приморья», и арендовать Сучанский рудник. В ноябре на священника рудниковской церкви Викентия Апеллесова было совершено покушение. В декабре Апеллесов взял отпуск и уехал на станцию Именко КВЖД, где и остался, поскольку сучанскую церковь сожгли. В 1930 году Апеллесов был расстрелян в Хабаровске.
26 июня газета «ДВ путь» сообщала: «…Сучанские рудники находятся в кольце партизанских отрядов… Лишь по прибытии японских частей партизаны отошли от рудника на расстояние четырёх вёрст». С середины года сучанские партизаны портили линию железной дороги, пускали под откосы поезда, не давая покоя интервентам. В июле 1922 года под ударами партизан белогвардейцы покинули рудник.
26 августа 1922 года японские интервенты окончательно покинули рудник. В тот же день рабочие рудника торжественно встретили партизанский отряд, который вошёл в район шахты № 2 — по улице Сучанской: потом её переименовали в улицу Партизанская тропа, а позже — в Партизанскую.

##### Партизаны, именами которых названы улицы Партизанска
Кронид Кореннов работал в горномеханических мастерских. Весной 1919 года Кронид по таёжным тропам ушёл в партизанский отряд во Фроловку. В группе партизан-подрывников он участвовал в уничтожении железнодорожных мостов, поездов, живой силы врага. Степан Зайцев трудился забойщиком шахты № 6. В 1920 году стал комсомольцем, после чего ушёл в комсомольский отряд партизан. В начале марта 1922 года командир партизанского отряда Кореннов и его помощник Зайцев отправились на шахту № 6 для набора комсомольцев в новый партизанский отряд, где были предательски выданы белогвардейцам-каппелевцам. После того, как их арестовала милиция рудника, партизаны были брошены в подвал Народного дома, где их пытали. По разным данным, партизаны были замучены в подвале Народного дома, убиты после истязаний, сброшены в шурф, связаны колючей проволокой, сожжены японцами в паровозной топке или бежали из-под ареста по дороге во Владивосток. Сестра Кореннова писала, что когда 26 августа 1922 года комсомольцы вошли в Народный дом, там всё было залито кровью. В подвале дома, где прежде томились партизаны, на стене была обнаружена надпись Кореннова: «Здесь нас пытают, но мы никого не выдадим». Кронид оставил о себе память как бесстрашный партизан, вожак комсомольцев рудника.
Улица в районе шахты № 6 с домом, где в 1922 году Кореннов вместе с товарищами был схвачен рудничной милицией, была названа его именем. А параллельная ей улица — именем Степана Зайцева. Позднее этот дом был снесён, а улицы исчезли. Новой улицей Степана Зайцева стал переулок Встречный в районе бывшей шахты № 6. В 1965 году название Кронида Кореннова перенесли на улицу Инженерную в районе училища № 17.
Пётр Кашин вместе с комсомольцами шахты № 10 ушёл в партизаны. Будучи разведчиком, Кашин доставал ценные сведения, предупреждал свой отряд о ловушках и кознях врага. Летом 1922 года, находясь на руднике, он был схвачен белогвардейцами. Стремясь узнать о связях Кашина с шахтёрами, его пытали в Народном доме. Здесь он погиб или вблизи Владимиро-Александровского, где, по рассказам бывших партизан, и захоронен. Андрей Грибов работал на шахте № 2. Весной 1921 года ушёл в партизанский отряд имени Карла Либкнехта. Погиб при захвате бронепоезда белогвардейцев между станциями Новонежино и Романовка. Моисей Фурман из подрывной команды партизанского отряда в декабре 1921 года вместе с бывшим рабочим шахты № 10 Николаем Трофимовым и товарищами были предательски выданы белогвардейцам. Ночью враги окружили землянку партизан, вывели их на замёрзшую реку и закололи штыками.
В 1967 году решением Сучанского исполкома об увековечении памяти партизан Сучанского рудника, погибших в годы интервенции 1918—1922 годов, был переименован ряд улиц. Улица Сицинская стала улицей Петра Кашина. В память о партизанах названы улицы: Андрея Грибова, Моисея Фурмана. В том же году 1-я Кирпичная была переименована в улицу Николая Трофимова.

## Послевоенные 1920-е годы

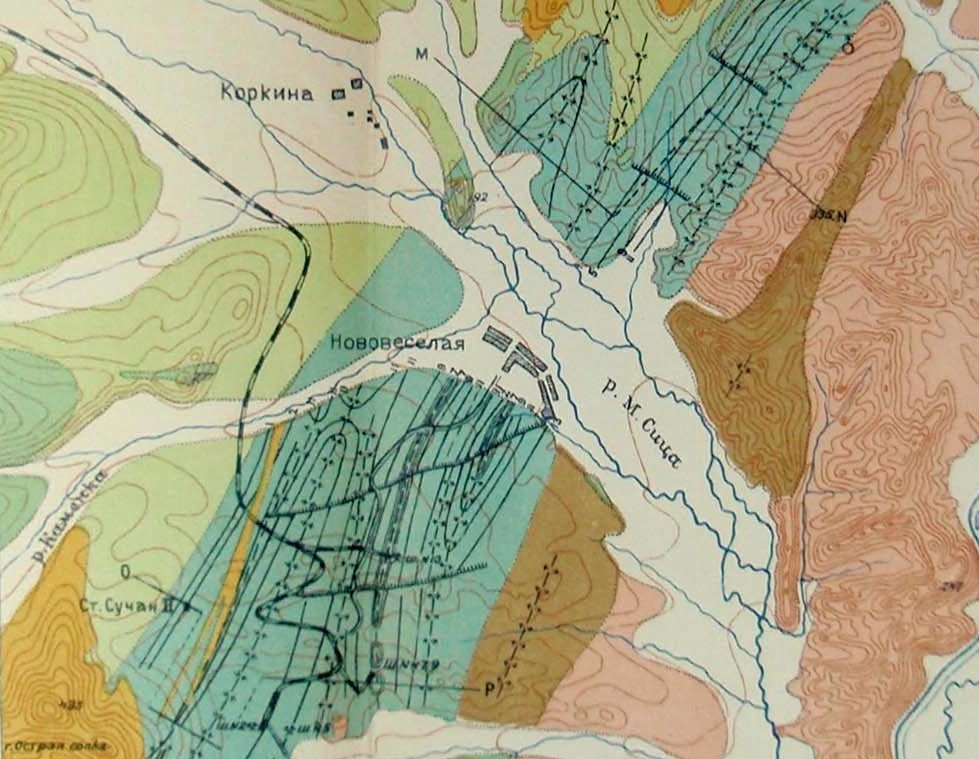
Фрагмент геологической карты М. А. Павлова, с изображением железной дороги, станции Сучан II, а также деревень Нововесёлой и Коркина

В первые послевоенные годы горняки испытывали трудности: не хватало жилья, продовольствия, только 7 % зданий жилого фонда находилось в нормальном состоянии. Согласно изданию 1921 года, все жилые помещения на руднике были деревянными. На руднике имелась одна больница при шахте № 1. Муку рабочие покупали за уголь у местных крестьян. Мясо было большой редкостью. В основном ели солёную рыбу. В условиях кризисного времени, нехватки денежных знаков, для выплаты зарплаты рабочим на руднике правление кооператива «Углекоп-двигатель» выпускало своеобразные денежные знаки — боны в 1, 3, 5 и 10 рублей, отпечатанные на простой бумаге. Эти деньги имели хождение до 1927 года, обращались только на руднике.
В ноябре 1922 года Дальревком приступил к национализации крупнейших предприятий Приморья: первым был национализирован Сучанский рудник, который в том же году получил статус каменноугольного государственного предприятия «Сучанские копи». К 1 января 1923 года на руднике проживало 2668 рабочих и служащих. В начале 1923 года на шахте № 10 вышел первый номер стенной газеты «Обушок». Раз в месяц выходила общерудничная стенгазета «Красный сучанец». В 1923 году на руднике имелось 7 начальных школ и школа горно-заводского ученичества. В 1923 году открыта школа Горнопромышленного ученичества. В 1978 году эта школа после реорганизации была переименована в среднее профессионально-техническое училище № 17.
В 1920-х годах в здании Народного дома разместился шахтёрский клуб. В нём проходили рабочие собрания, на которых присутствовали рабочие всех шахт и рудничной железной дороги. На этих собраниях решались жилищно-бытовые вопросы, вопросы снабжения шахт, охраны труда и прочие. Среди населения велась культурно-просветительная работа. В семьях рабочих проводились антирелигиозные лекции и беседы. Многие рабочие в кружках обучались политграмоте.
В 1924 году организована Сучанская волость с центром в Сучанском руднике (из Фроловской волости и Сучанского рудника). В 1924 году упоминалась деревня Коркино. Согласно изданию 1926 года, на Сучанском руднике имелось 1879 хозяйств. В 1925—1926 годах рудоуправлением было построено 16 домов общей площадью 2088 м², индивидуально рабочими — 47 домов и 1688 м², жилищной кооперацией — 10 домов и 882 м². Дефицит жилья составлял 36 %. Большая часть жилого фонда рудоуправления оставалась крайне изношенной и обветшавшей. До 60 % шахтёров были выходцами из соседних деревень. По данным горсовета за 1927 год, около 85 % рабочих имели собственные дома, огороды, сады, пасеки, разводили коров, свиней и коз. В 1925 году на руднике произошло вооружённое восстание шахтёров, причиной которого послужило установление платы за жильё, водоснабжение и электроэнергию. К 1 октября 1925 года кризис на руднике был полностью преодолён. В 1925—1926 годах установилась твёрдая валюта. Постановлением ВЦИК от 4 января 1926 года был образован Сучанский район с центром в посёлке Сучанский рудник. В 1926 году на шахте № 10 введён в эксплуатацию клуб со зрительным залом на 350 мест. В 1927 году на руднике поселился художник И. Ф. Палшков. Здесь он работал учителем рисования и преподавателем черчения, занимался исследованиями в области энтомологии. В Сучане художник увидел «много влекущего: весна с голубыми далями, пышная растительность летом, осень — золотая с здоровым воздухом, мягкая зима с голубым ясным небом». Палшков написал более 250 полотен живописи, некоторые из которых посвящены Партизанску.

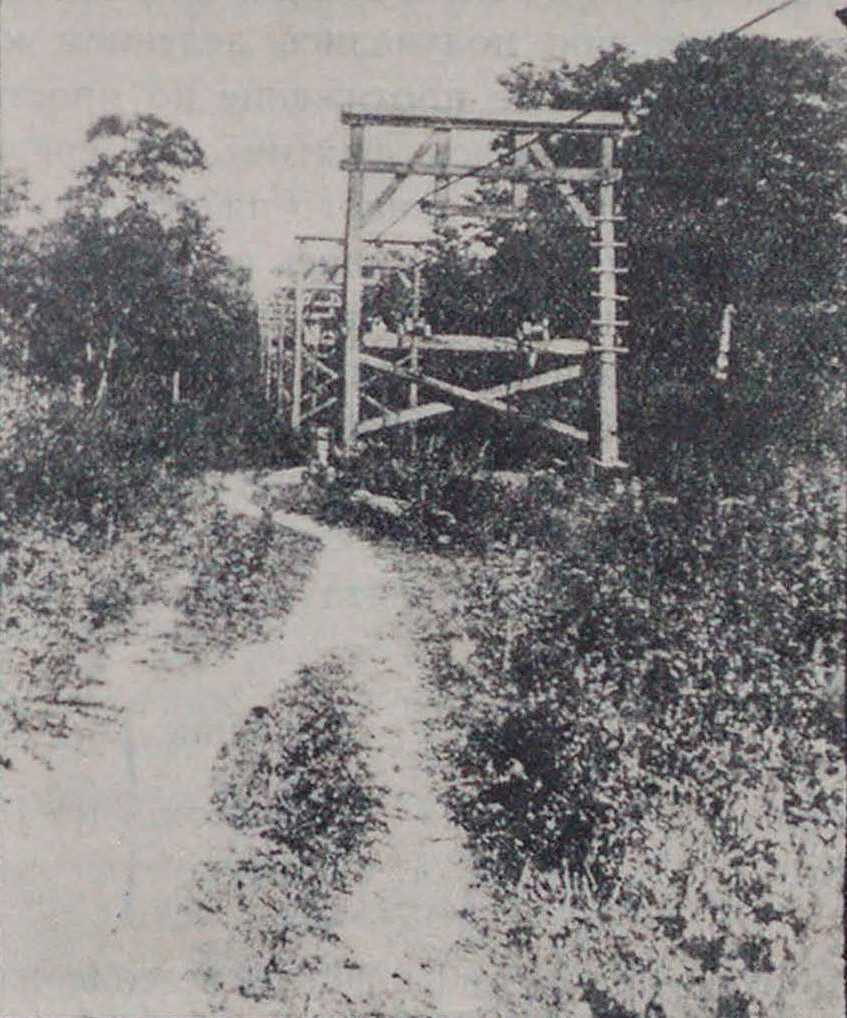
Подвесная дорога (1928)

22 декабря 1927 года Сучано-рудничный исполком переименовал улицу Нижне-Корейскую в Анисимова, позднее — Михаила Анисимова, в честь командира партизанского отряда, а улицу Верхне-Корейскую — в Почтовую. Верхне-Корейская включала в себя современную улицу Селедцова. Эти улицы образовывали корейский квартал. Корейцами был преимущественно заселён район от железнодорожного вокзала до территории современного микрорайона Янтарный. Корейские фанзы находились в районе бывшего кладбища на месте микрорайона Янтарный. Одна из улиц рудника носила название Китайская, позднее она была переименована в Народную. В 1920-х годах в одной из школ рудника велось преподавание на китайском языке. Отношения между русскими и китайцами до 1930-х годов были крайне напряжёнными. Русские пренебрежительно относились к китайским рабочим. В 1929 году на краевой партийной конференции говорилось о крупном столкновении на руднике, где «сотни русских рабочих и китайских шли стенка на стенку из-за издевательств русских рабочих над китайскими». После очередного конфликта китайские рабочие потребовали выделить им для работы отдельные шахты.
В 1928 году в журнале «Всемирный турист» был опубликован очерк об экскурсии туристов, прибывших по железной дороге на шахту № 2 Сучанского рудника, откуда они направились в сторону Малой Сицы — «кругом тянулись бесконечные поля ржи и пшеницы». В том же году началось строительство Сучанской центральной электростанции (ЦЭС). С января по март 1929 года на руднике выходила смотровая газета «Тихоокеанская звезда», являвшаяся органом Дальневосточного крайкома и Союза горняков и сучанских рабочих. С января по март 1929 года проходил смотр достижений Сучанского рудника: сотни «смотровых бригад» обходили шахты, мастерские, бараки, столовые; призывали вносить предложения, вскрывать недостатки. Такого смотра на Дальнем Востоке ещё никогда не было. Редакция краевой газеты «Тихоокеанская звезда» в результате смотра получила 1407 статей, заметок и рационализаторских предложений. 1 июля 1929 года вышел первый номер рудничной газеты «Красный сучанец». Первоначально газета называлась «Двухнедельная газета рабочих и служащих Сучанских копей». Постановлением ВЦИК от 4 февраля 1929 года посёлок Сучанский рудник был отнесён к категории рабочих посёлков. К концу 1920-х годов условия на руднике оставались трудными: зарплата была низкой, жильё не строилось. В 1929 году по оргнабору на рудник прибыли забойщики из Шахтинского района Донбасса.

### Шахты

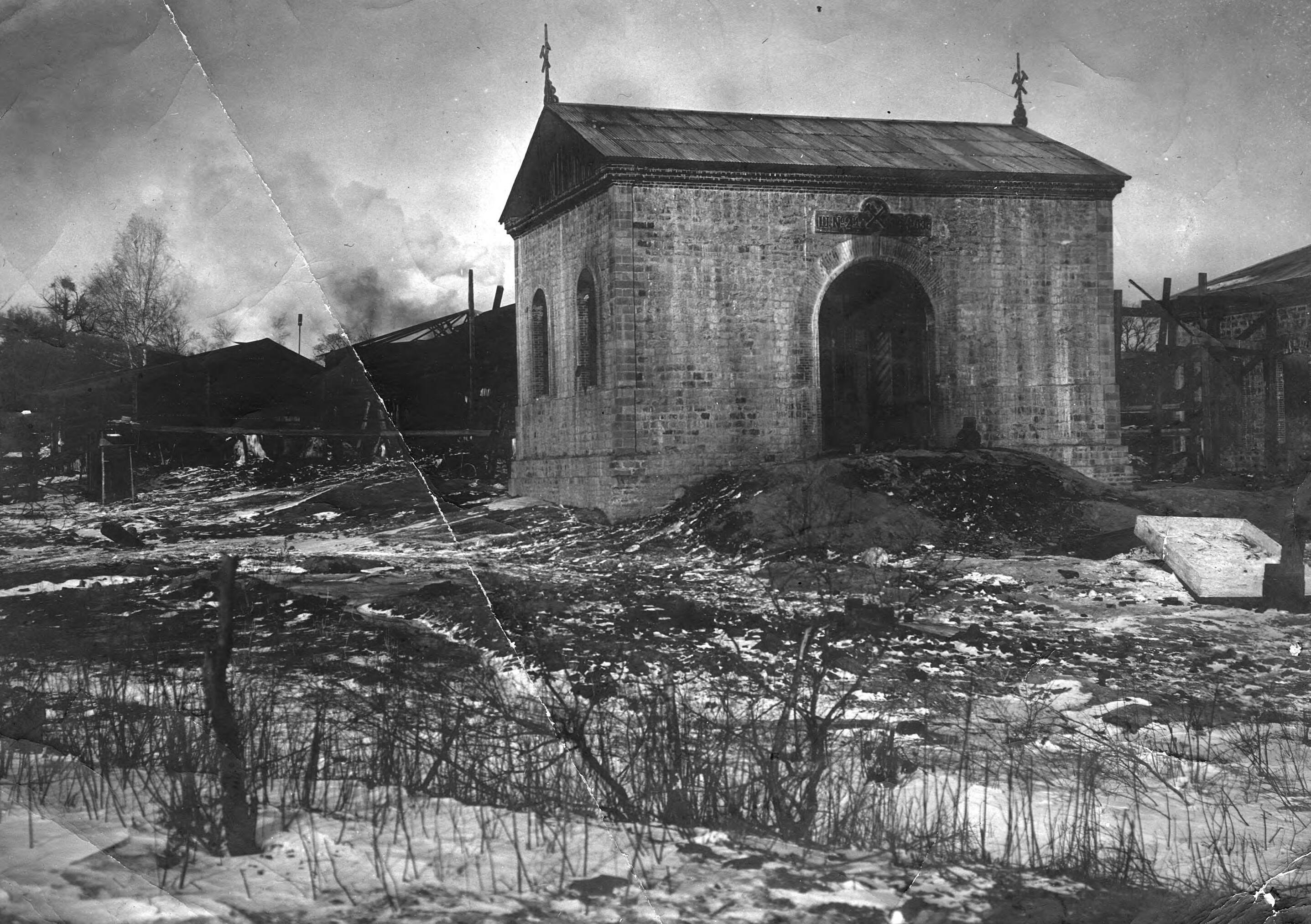
Шахта № 2-бис (1920—1929)

До советизации на Сучанском руднике было добыто 2,9 млн тонн угля. За годы Гражданской войны стволы шахт пришли в ветхое состояние, завалились штреки, рудничные постройки были поражены грибком. После организации работ в 1923 году были восстановлены ствол и штреки на шахте № 2, погрузочные и сортировочные на шахте № 10, завершено оборудование шахты № 3 капитальная. Однако предприятию не удалось восстановить рудничное хозяйство, приобрести вагоны для погрузки, провести разведочные работы. Согласно изданию 1921 года, 30 % штата рудника составляли китайские рабочие. В 1924 году на Сучанских копях было занято 2191 человек, в том числе 642 иностранных рабочего. В 1925 году сообщалось, что доля иностранного труда на Сучанских копях составляла 25 %, китайские рабочие в забоях не вырабатывали установленных норм, и средний заработок забойщика китайца составлял 75 % от заработка русского забойщика.
В годы советской власти, разведочные и геологопоисковые работы по всей площади бассейна производились партиями треста «Сучануголь», Дальгеологии и треста «Дальуглеразведка». В начале 1920-х годов работали шахты № 2, 2-бис, 3, 6, 10, 15, «Каменская» и «Сица». Согласно изданию 1921 года, существовали шахты 6-бис, 10-бис. В 1923—1924 годах на Сучанском руднике работало 7 шахт: № 1, 2/5, 3 капитальная, 3 полукапитальная, 3-бис, 6, 10. С 1923 года сучанский уголь пошёл на экспорт в Китай. В 1924 году образована горноспасательная станция, на базе которой позднее был создан военизированный горноспасательный отряд. В 1924—1925 годах созданы мастерские по ремонту оборудования шахт и рудничной железной дороги. Позднее они получили название центральных электромеханических мастерских (ЦЭММ). В 1926 году на Сучанских копях имелось четыре электростанции. Сучанский уголь шёл на производство цемента, обогащённые угли — на нужды Тихоокеанского флота и оборонное производство.
В 1927 году на руднике действовало 7 шахт. В августе 1927 года Сучанские копи были затоплены ливнями и оставались в бездействии до конца года. В 1928 году велось строительство первого на руднике промышленного водопровода от реки Малая Сица. В 1929 году в строй вступила шахта № 16. В том же году по решению райкома ВЛКСМ шахта № 16 получила звание комсомольско-молодёжной. В июле 1929 года во время тропического ливня рабочие двое суток спасали шахты от затопления.

## 1930-е годы
В 1930-х годах появились улицы, образующие центр города: Ленинская — прежде здесь проходили улицы Аллилуева и Корейская, Центральная, Щорса, Кронида Коренного. Улица Щорса была названа именем участника Гражданской войны Н. Щорса. Трестом «Сучануголь» для строительства административных зданий было выбрано свободное место недалеко от будущей шахты № 21. Первое здание горкома партии было бревенчатым, и располагалось на месте кафе «Алиса». Правая сторона улицы Щорса в это время застраивалась административными каменными зданиями. С 1930 года «Дальшахтастрой» вело строительство новых шахт и жилья для шахтёров. В 1930-х годах открыта шахта горкомхоза для местных нужд.
С конца 1930-х годов до 1965 года архитектурой города руководил У. Ф. Гайвинис, который оказался в Сучане по распределению после окончания Ленинградского института коммунального строительства. Здесь он был назначен руководителем строительства городского водозабора и водопровода. В те годы строительством, благоустройством и коммунальным хозяйством города заведовал рудкомхоз треста «Сучануголь». За три десятилетия деятельности архитектора в городе были построены жилые дома, здания общественного назначения, которые создали исторический облик Партизанска. Под руководством Гайвиниса были построены здания городской больницы на улице Ленинской, горкома партии на улице Щорса (ныне детская больница), треста «Сучануголь» на улице Вахрушева (ныне детская поликлиника) и школы № 1 на улице Тургенева. На улице Павла Разгонова сохранился и дом Гайвиниса, который он сам спроектировал и построил. С 1959 года до выхода на пенсию в 1965 году он занимал должность главного архитектора города. Во времена Гайвиниса стены зданий красились охрой: первоначально именно так выглядели стены городской, детской больницы и детской поликлиники.
В 1930 году рассматривалась возможность создания Сучано-ольгинского металлургического комбината с доставкой руды из посёлка Ольга. Для его работы предполагалось построить гидроэлектростанцию на реке Сучан в районе ущелья Краснопольские щёки с затоплением выше расположенной долины Сучана. В связи со строительством комбината предполагалось строительство города на 50 тысяч жителей. В 1931 году создано Горнопромышленное училище, на базе которого в 1932 году в здании бывшего управления рудником в посёлке шахты № 1 был открыт Сучанский горный техникум — единственный на Дальнем Востоке. 25 сентября вступила в строй первая очередь Сучанской ЦЭС. В 1933 году был утверждён проект расширения ЦЭС. Работы осуществлялись трестом Дальтрансуголь. Для станции строились новые объекты, в том числе градирни, брызгальный бассейн, новый водопровод. 15 июля 1936 года Сучанская ЦЭС после реконструкции была введена в строй. Станция обеспечивала электроэнергией промышленные объекты и город. Сучан снабжался электроэнергией от ведомственной станции. В 1935 году для шахт и ведомственной электростанции построен новый водопровод, который обеспечивал водой и население. В 1936 году на улице Ленинской, между шахтами № 2 и 10, установлено 50 фонарей шахтового электроосвещения.
В 1932 году в ознаменование открытия месторождения угля на шахте № 1 открыт памятный знак «Первый уголь». Бывший Народный дом — клуб на шахте № 2 переоборудован в школу. На шахте № 20 построен клуб с залом на 200 мест. В 1933 году сдан в эксплуатацию Дворец культуры угольщиков (ныне городской Дворец культуры) с залом на 1200 мест. Это был первый дворец — очаг культуры, построенный на Дальнем Востоке. Дворец располагался на целике — участке, под которым не было горных выработок. Открыт Сучанский хлебокомбинат. В 1946 году построен хлебозавод № 6. С 1973 года он назывался Партизанским хлебокомбинатом.
1 или 19 сентября 1933 года в 4 часа 46 минут в районе Партизанска произошло землетрясение в семь баллов. На станции Сучан произошло сильное землетрясение: двери и окна отворялись и хлопали, образовались трещины на земле. К 1934 году в городе существовало 15 школ, в том числе 8 начальных, 7 семилетних и одна средняя. Имелось 6 библиотек, 7 магазинов. В том же году учреждено литературное объединение Сучана. Образован Сучанский плодово-ягодный питомник, который в 1961 году получил название плодопитомнический совхоз «Горный». В 1934 году в Сучане должно было развернуться строительство базы для железнодорожной артиллерии. В том же году в Сучане планировалось сформировать лёгкобомбардировочную авиабригаду, построить аэродром для одной бригады лёгких бомбардировщиков из 62 самолётов Р-5.
С 1934 по 1936 год подразделениями Красной Армии — 73-м железнодорожным строительным батальоном (располагался в районе современной остановки «73-й») велось строительство железнодорожной линии Сучан — Находка. Станция Сучан, которая находилась в междуречье Малой и Большой Каменки, в стороне от узкоколейки, стала узловым железнодорожным пунктом на ветке Угольная — Находка. В районе станции велось строительство большого посёлка для железнодорожников. Строительную отрасль города образовывали два кирпичных и два известковых завода. Действовало два химических, два пищевых, одно пошивочное и одно обувное предприятие. В 1934 году железнодорожные войска приступили к возведению железной дороги Сучан — Сергеевка длиной 37 км, которая должна была вступить в строй в 1941 году. При возведении линии на Сергеевку для обеспечения быстрой укладки пути были построены временные деревянные мосты через реки Малую Сицу и Сучан. В 1950-х годах по этой линии один раз в сутки ходил поезд из 4—5 вагонов.
Осенью 1935 года завершилось строительство железнодорожной линии Кангауз — Сучан — Находка. В 1936 году открыт клуб железнодорожников станции Сучан. 1 апреля было основано эксплуатационное локомотивное депо. В том же году началась установка радиоточек в домах города. В августе 1936 года группа молодых сучанцев под руководством партизана Ляшок отправилась в поход по партизанским тропам. Через 22 дня после выхода из Сучана группа дошла до Тетюхе. Из публикации в журнале «Наука и жизнь», в 1938 году в ходе Дальневосточной операции выловленные солдатами войск НКВД китайцы и корейцы в посёлке Ольга были посажены на пароходы Дальстроя и через Сучан отправлены по железной дороге в Центральную Сибирь: на Лену и Вилюй.
В 1939 году на Лысой горе у станции Сучан велось строительство посёлка из восьмиквартирных домов. В посёлке появилась школа, клуб, больница, поселковый водопровод и канализация. На станции были построены пассажирское здание и дом связи. 20 и 21 январе 1939 года на шахтах Сучана состоялись траурные собрания, посвящённые памяти Ленина. В 1939 году в городе действовало 20 школ. Во Дворце культуры угольщиков появился драматический театр. В том же году открыта новая городская больница на 120 коек. В городе действовало 50 магазинов и ларьков. Начато строительство городского парка. В 1939 году началось строительство коммунальной бани, которое было приостановлено с началом войны. Как показано по карте РККА Приморского края (1906—1945), географические очертания города, начиная от района шахты № 1 и заканчивая районом шахты № 24 (с окраинными районами современных улиц Каменская, Менжинского, 1-я Красноармейская) сформировались в довоенное время или в победном 1945 году.

### Преобразование рабочего посёлка Сучанский рудник в город Сучан

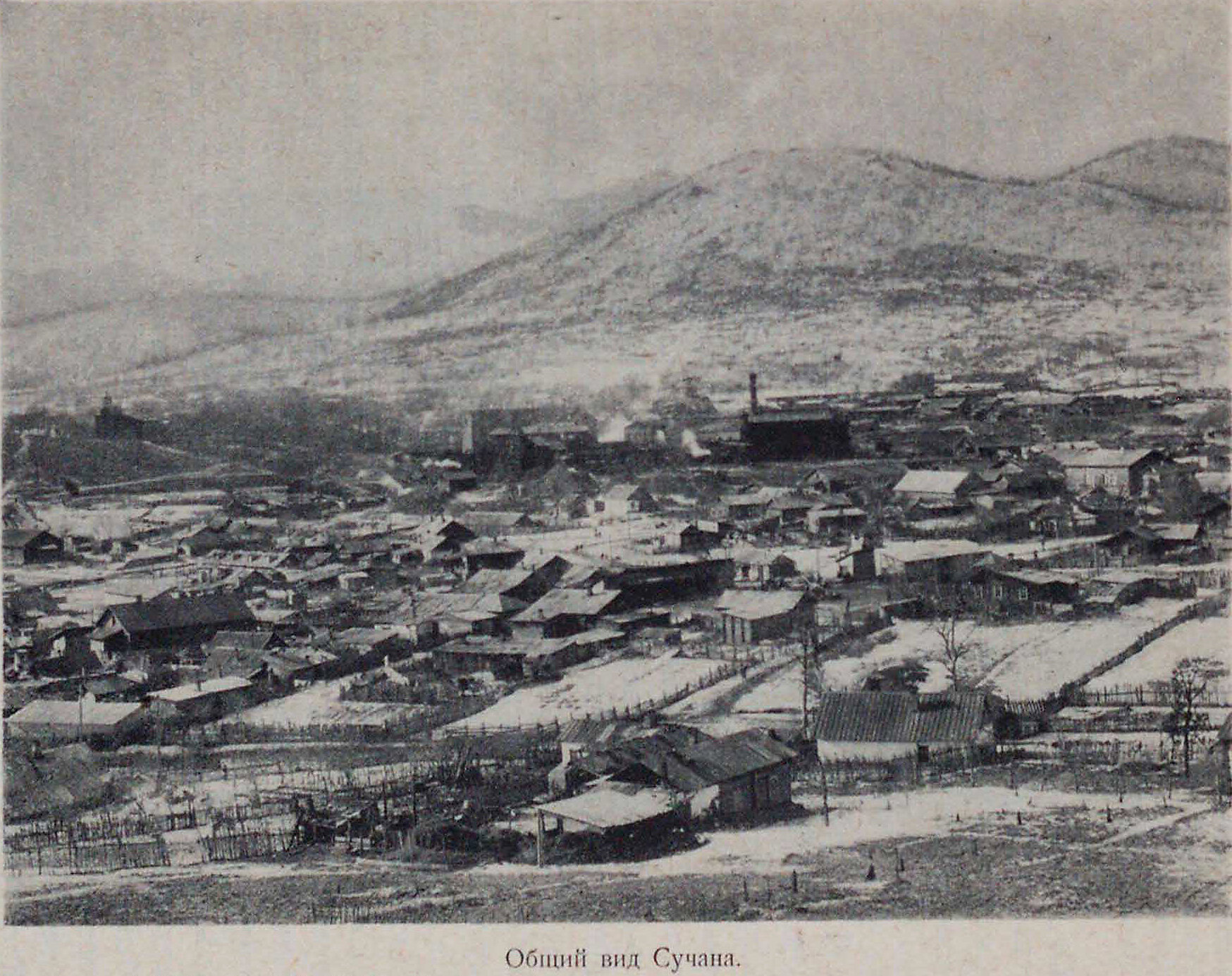
В геологическом издании ещё в 1928 году Сучанский рудник упоминается как Сучан.

Постановлением Далькрайисполкома от 19 февраля 1932 года центр Сучанского района перенесён во Владимиро-Александровское. 20 марта 1932 года Президиум ВЦИК рассмотрел вопрос о преобразовании рабочего посёлка Сучанский рудник Сучанского района Дальне-Восточного края в город Сучан. Президиум ВЦИК постановил рабочий посёлок Сучанский рудник преобразовать в город, выделить его в самостоятельную административно-хозяйственную единицу с непосредственным подчинением Сучанского горсовета Дальне-Восточному крайисполкому, подчинить экономически и территориально тяготеющие к городу Сучану Корединский, Несвоевский и Хаммендонский сельсоветы и населённые пункты, расположенные по долине Сучано-рудничной узкоколейной железной дороги до станции Кангауз-2 включительно — Сица, Фанза, Френцовка, Таёжная, Партизан, Держаново, Кангауз 2-я, в связи с выделением города Сучана в самостоятельную административно-хозяйственную единицу, центр Сучанского района Дальне-Восточного края установить в селении Владимиро-Александровском с сохранением прежнего названия района. Президиум ВЦИК направил ходатайство о переименовании преобразованного в город рабочего посёлка в Президиум ЦИК СССР. 27 апреля 1932 года Президиум ЦИК СССР ходатайство удовлетворил и присвоил преобразованному в город рабочему посёлку наименование Сучан.
В одной из газет вместе с новостью о преобразовании рабочего посёлка в город сообщалось о том, что было намечено увеличение населения города до 246 тысяч человек. До переименования Сучанского рудника в Сучан здесь уже имелись железнодорожные станции с дореволюционными названиями Сучан I и Сучан II. В издании 1929 года, посвящённом переписи населения 1926 года, был указан населённый пункт Сучан Сучанского горсовета. В издании «Районы Дальневосточного края» (1931) районным центром Сучанского района назван посёлок городского типа Сучан. Согласно «Топонимическому словарю Приморского края» (2012), город Сучан был назван так по реке Сучан.

### Попытка переименования города в Гамарник
С 1934 по 1936 год город неофициально назывался Гамарником — в честь советского государственного деятеля, бывшего председателя Приморского крайисполкома и первого секретаря Дальневосточного крайкома ВКП(б) Я. Б. Гамарника: с 11 октября 1934 года выходили постановления Гамарниковского городского Совета депутатов трудящихся.
7 сентября 1934 года станция Сучан, по ходатайству Дальневосточного крайисполкома, была переименована в станцию Гамарник. По утверждению старожила С. Л. Федотова, первое название станции широкой колеи было Гамарник, он присутствовал на открытии этой станции: на митинге в строю были почти одни красноармейцы, была устроена деревянная трибуна, выступал высокий военный с усами и пышной бородой, на гимнастёрке два ордена, в петлицах по четыре ромба; говорили, что это Гамарник. 19 октября 1936 года состоялся визит Гамарника в Сучан. Во время визита он подробно интересовался работой рудника и жизнью города. Посетив Дворец культуры, Гамарник обратил внимание его директора и начальника рудника на то, что во дворце грязно и неуютно.
Сучанский горсовет и Приморский облисполком направили ходатайство о переименовании города Сучана в город Гамарник: предложение прошло через ряд вышестоящих инстанций, однако так и не было утверждено на союзном уровне. В 1936 году вышло постановление ЦИК СССР о прекращении переименований населённых пунктов и станций. Весной 1937 года по подозрению в антисоветской деятельности Гамарник был отстранён от должности, в мае 1937 года накануне ареста застрелился, после чего был объявлен врагом народа. 7 июня 1937 года станция Гамарник была переименована обратно в Сучан.

### Репрессии
В годы репрессий отдельные аресты начались в 1935 году: Сучанским отделом НКВД за нарушение трудовой дисциплины были арестованы начальник и несколько сотрудников рудничной железной дороги. В 1937 году А. С. Аллилуев, который в 1925 году был назначен директором Сучанского рудоуправления, был арестован и два года находился в тюрьме. После выхода на свободу восстановлен в должности управляющего. В 1984 году шахтоуправлению «Глубокое» было присвоено имя А. С. Аллилуева. Репрессирован был бывший командир партизанского отряда А. П. Савицкий: в 1937 году его посадили как врага народа, а в 1939 году освободили. Савицкий был автором множества работ о партизанском движении, в 1966 году начал писать «Историю партизанского движения в Сучане».
В 1937 году начались массовые аресты: среди прочих были арестованы председатель и главный инженер Сучанского рудника, начальники шахт № 10, 20. Им предъявлялось обвинение в принадлежности к правотроцкистской террористической организации, в проведении вредительской работы, шпионажа в пользу Японии. В 1957 году Военная коллегия Верховного Суда СССР отменила приговор, указав, что дело против работников угольной промышленности было сфальсифицировано сотрудниками НКВД. В книге «Большой террор в Приморском крае…» имеется свыше ста фамилий, проживавших в городе Сучане и приговорённых к высшей мере наказания, приговоры приведены в исполнение. В подавляющем большинстве — мужчины, рабочие, иногда пенсионеры, более половины 1890—1900-х годов рождения, приговоры приводились в исполнение во Владивостоке, в единичных случаях — в Уссурийске и Хабаровске. Свыше десяти человек обвинялись в религиозной деятельности (баптисты), несколько человек — в шпионской деятельности. Типичные сведения: «Рабочий на шахте проживал в г. Сучане. Арестован в 1938, обвинялся в антисоветской агитации. Постановлением тройки НКВД 1938 приговорён к высшей мере наказания. Приговор приведён в исполнение в 1938 в г. Владивосток». Среди расстрелянных в основном русские, несколько мордвинов, а также поляк Я. Я. Гуманицкий — рабочий рудника, обвинялся в националистической деятельности, уроженец Австрии серб Н. Г. Маринович — рабочий, обвинялся в антисоветской деятельности. Среди репрессированных был директор школы № 14 и фотограф на «Динамо». Один человек в 1938 году обвинялся в диверсионно-повстанческой деятельности, ещё один был репрессирован в 1942 году по статье 58-10. В 1939 году из города Сучана были выселены «неблагонадёжные» в количестве 681 человека, среди которых преобладал кулацкий элемент.

### Лагеря заключённых
В литературе встречаются упоминания о лагерях заключённых, связанных с Сучаном. В городе находилось управление Сучанлага. Сучан — распредпункт, обслуживал колымские лагеря, одна из самых известных пересылок на восточном направлении страны наряду с Ванино, Сковородино и городами Сибири. В лагере № 532 (507) находилось управление группой лагерей Дальстроя в Сучане, бухте Находка, Владивостоке и Ворошилове. В конце 1936 года с шахт Сучана были сняты заключённые Дальлага, на смену которым в 1937 году прибыли вольнонаёмные шахтёры. В связи с началом войны в 1941 году НКВД СССР считало необходимым прекращение работ на Сучанском цементном заводе.

### Шахты

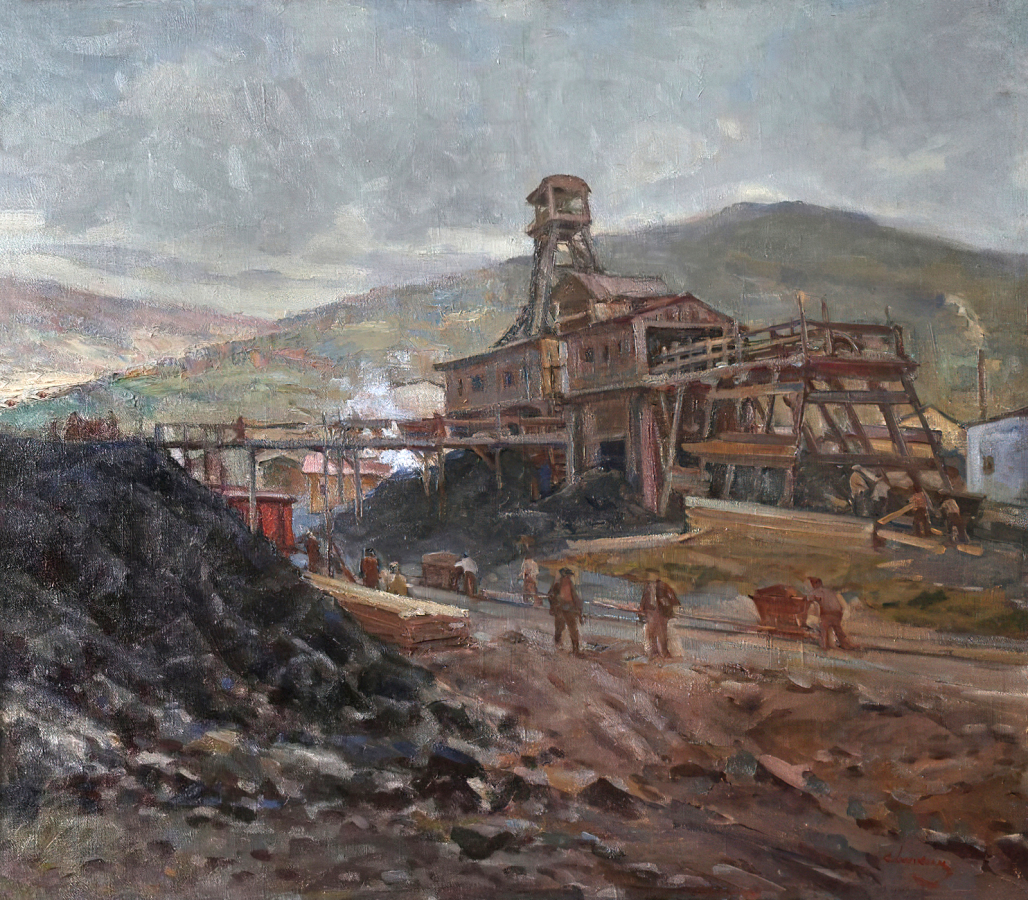
«Шахта № 22. Сучан». Картина худ. С. П. Аникина (1894—1942)

В начале 1930-х годов Артём обошёл Сучан по добыче и превратился в основного поставщика угля. Так, в 1933 году в Сучане было добыто 376 тысяч тонн угля, а в Артёме — 1,126 тысяч тонн. В 1930 году началась реконструкция рудника. В том же году на шахте № 10 началось освоение отбойного молотка. В 1931 году велось строительство шахты № 20. Началась перекладка узкоколейной железной дороги на колею нормальной ширины. В 1933 году сгорела и была затоплена самая большая шахта рудника № 2/5, в результате аварии погибли восемь шахтёров. Как сообщала газета «Красное знамя», враги народа, орудовавшие на руднике, путём диверсии сожгли ствол и затопили шахту. В 1934 году на руднике действовало четыре шахты, трудились 2462 рабочего. По подсчётам 1936 года запасы угля 12 шахт составляли 69 341 тысячу тонн. В 1937 году велось строительство промышленного водопровода, Центральной обогатительной фабрики, шахт № 1, 20, 21, 22 и 23. В том же году забойщик шахты № 10 П. С. Черпак был выдвинут шахтёрами депутатом в Верховный Совет СССР. В 1939 году действовало 6 шахт. В том же году было начато освоение площадей Северного Сучана.
В это время высококалорийный каменный уголь Сучана обеспечивал работу паровозов железной дороги, морских и речных судов. На стойловых коксовых печах рудника выжигался кокс для промышленности. Сучанский уголь отправлялся в Японию и Китай. Крупнейшими по величине добычи были шахты № 10, 20 и 6. Работы шахты № 3 были объединены с работами шахты № 6. В качестве ближайшей перспективы освоения Старосучанского месторождения геологами выдвигался Коркинский район, располагавшийся в окрестностях деревни Коркино. В районе Коркино запасы угля предполагались до 100 млн тонн. Недостатком этого района были большие глубины залегания основных пластов: 650—800 м.
Поле шахты № 21 до её закладки включало в себя поле шахты № 22 и участок так называемой шахты № 24, который занимал район между ключами Жилым и Семёновским и выходил от ключа Семёновского примерно на 500 м на северо-восток. По первоначальному замыслу шахты № 22 и 24 создавались только для выработки верхних горизонтов поля шахты № 21. Шахта № 18 являлась разведочно-эксплуатационной для поля шахты № 20. С развитием работ шахты № 20, шахта № 18 как самостоятельная единица прекратила существование.

#### Стахановское движение
В годы первой пятилетки забойщик шахты № 10 И. С. Силин первым на руднике был удостоен звания Героя Социалистического Труда. Постановлениями СНК шахты № 16, 18 на 1933 год были признаны ударными стройками. В 1935 году на крупнейшей шахте № 10 началась подготовка горняков для работы по стахановскому методу. 22 сентября 1935 года забойщик Е. Коробейников с бригадой за 6 часов вырубил 84,5 тонны угля, установив рекорд добычи. 28 ноября 1935 года шахтёр К. Моисеенко установил новый рекорд — 185 тонн за смену.
1936 год стал стахановским годом: рудник добыл 765,9 тысяч тонн угля.
В первом полугодии 1936 года 34,1 % трудящихся рудника были стахановцами, выполняя норму на 150—200 % и более. Забойщик шахты № 10 А. Булгаров за ударный труд был удостоен ордена Трудового Красного Знамени. В 1985 году прежний переулок Торговый был назван именем стахановца Андрея Булгарова. За стахановский труд И. Е. Божок в 1939 году был награждён медалью «За трудовое отличие». Стахановцем был забойщик шахты № 10 Сун-Кин-Зян, который за год до революции пришёл из Китая на Сучан. Здесь он создал семью, обучился грамоте, стал членом облисполкома.
Стахановские методы работы приводили к повышению травматизма и гибели шахтёров. За первое полугодие 1936 года в Сучане получена 551 лёгкая и 16 тяжёлых травм, произошло шесть смертельных случаев. 27 июня 1937 года на шахте № 20 при взрыве метана было разрушено 200 метров штрека, погибло три стахановца. После этого шахтёры без должного обеспечения категорически отказывались от работы скоростными методами.

## 1940-е годы

### Великая Отечественная война

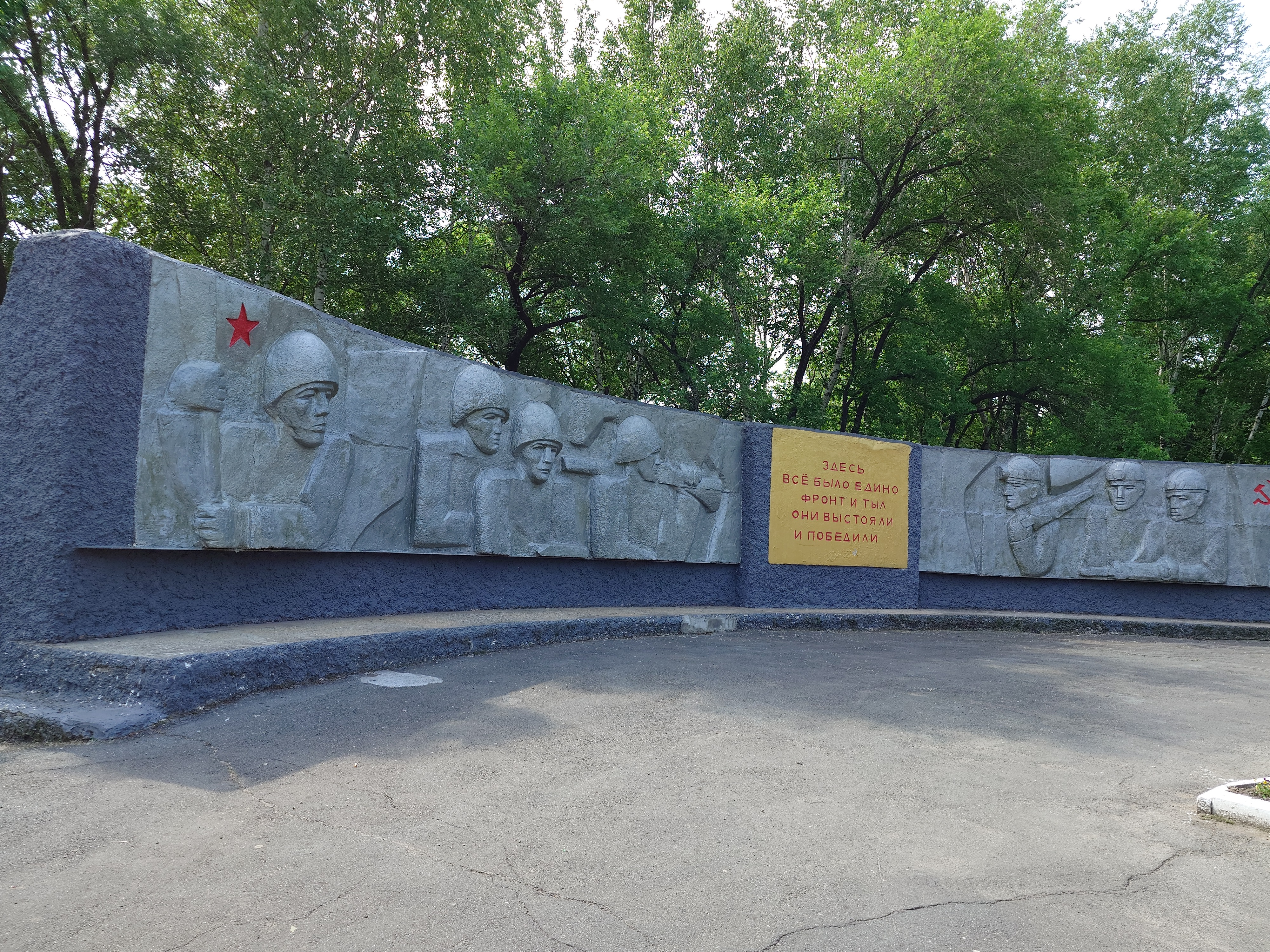
В 1985 году в сквере «Юбилейный» установлен новый памятник воинам, погибшим в ВОВ.
На гранитных плитах по сторонам монумента высечены имена тех, кто не вернулся с войны.

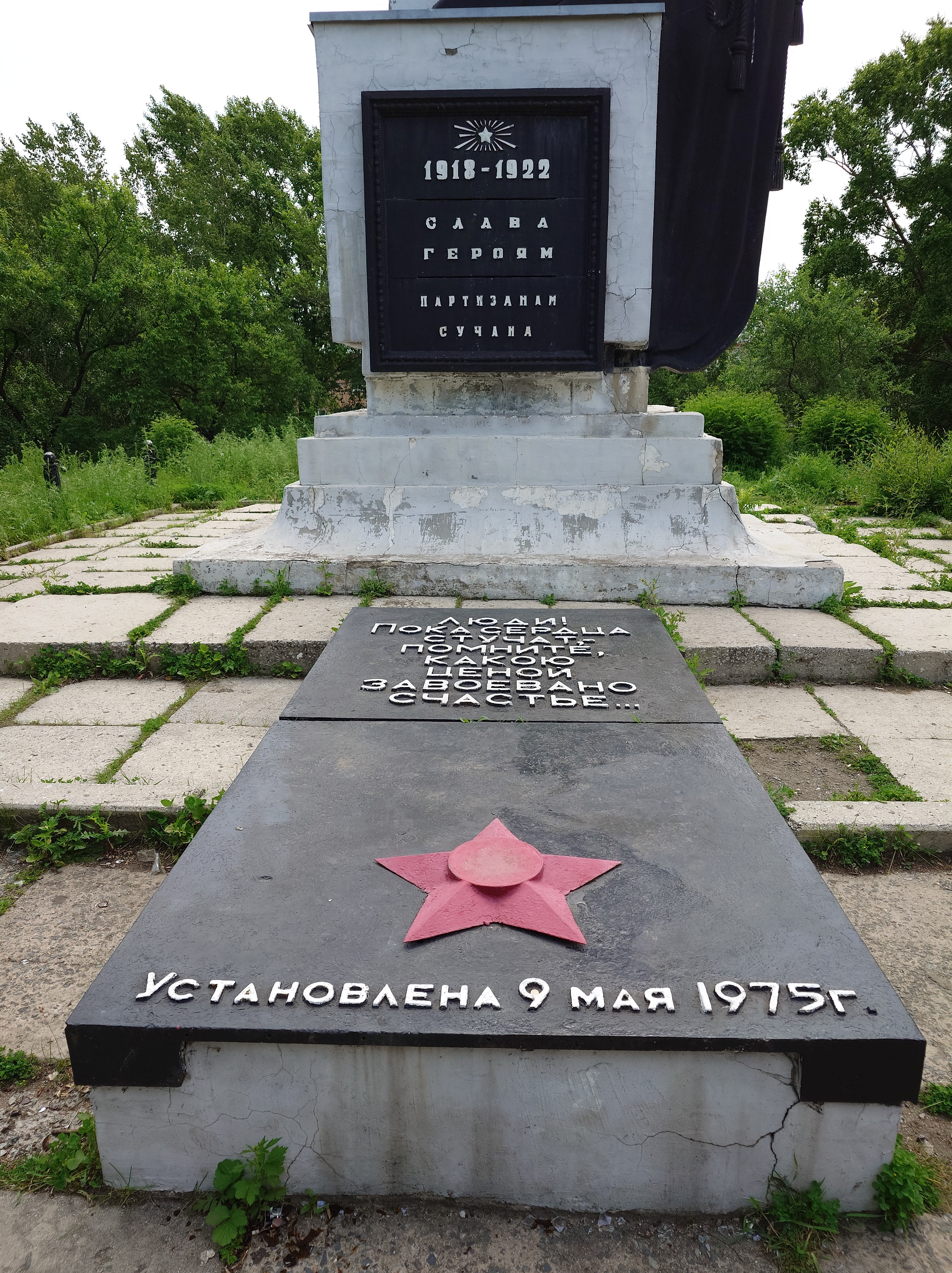
В 1975 году в память о погибших у подножия обелиска партизанам установлена чугунная плита со звездой, зажжён Вечный огонь.

22 июня 1941 года на городском стадионе проходил футбольный матч между командами города, в клубе угольщиков показывали киносеансы. Во второй половине дня по московскому радио сообщили о начале войны с Германией. 23 июня 1941 года на шахтах рудника прошли митинги. Более трёх тысяч горожан ушли на фронт.
В октябре 1941 года от вокзала Сучана бойцам 54-й армии Ленинградского фронта от населения города отправился поезд с подарками.
В подарок защитникам Ленинграда сучанцы собрали несколько вагонов продовольствия и тёплой одежды. В годы войны сучанцы перечислили в Фонд обороны свыше 38 млн рублей, собрали средства на строительство боевого самолёта «Сучанский школьник», танков «Горняк Сучана» и «Боец всеобуча», танковой колонны, на создание эскадрильи. На мехзаводе производились боеприпасы — гранаты Ф-1.
Призванных на фронт мужчин в шахтах заменили женщины, подростки и шахтёры-пенсионеры. В 1942 году введена в строй шахта № 21, в 1944 году — шахта № 24. С 1941 по 1945 год во Дворце культуры угольщиков находился военный госпиталь. В здании Народного дома в 1942—1944 годах располагался краевой драмтеатр угольщиков, с 1944 года — Дом пионеров и школьников. В годы войны было пущено автобусное движение. В 1942 году образован Сучанский горпищекомбинат, который занимался переработкой ягоды местных совхозов, изготовлением карамели. В 1943 году по решению горкома партии на улице Мордовской (ныне Нагорная, район капитальных гаражей) была построена единственная в городе церковь — Рождества Божией Матери.
В день Победы с уличных репродукторов звучал голос диктора, который читал указ Президиума Верховного Совета СССР об окончании войны и установлении 9 мая Праздником Победы. На 5 часов вечера на городской площади у Центральной сберкассы был назначен городской митинг. Люди пришли на площадь празднично одетые, было много цветов. Митинг открыл председатель горисполкома И. В. Гордиенко. Более половины ушедших на фронт погибли на полях сражений. Около тысячи воинов-сучанцев награждены орденами и медалями. А. Рубан, Г. Евишев, И. Селедцов, Ф. Щур, Г. Нестеренко, Б. Сидоренко и дошедший до Берлина Д. Стрелец были удостоены звания Героев Советского Союза.

### Послевоенные годы
В 1940-х годах улица Щорса стала административным центром города. На ней располагались горсовет, Сучанский городской комитет КПСС, ГК ВЛКСМ, трест «Сучануголь» и Сучанторг. Улица представляла собой аллею, обильно обсаженную деревьями и кустарниками. Улица Ленинская стала центральной транспортной магистралью города. В послевоенные годы предполагалось приступить к широкому жилищному строительству в районах шахт № 20 и 10, построить в этих районах рыночные площади; достроить баню в центре города и построить новую на шахте № 10; построить на шахте № 20 новый клуб на 200—250 зрителей.
В 1946 году городские власти решили широко отметить 50-летие Сучана. Была приглашена группа научных, инженерно-технических и литературных работников, которые для специальной книги готовили материалы по истории Сучана. В апреле открылась выставка посвящённая 50-летию Сучана. На ней экспонировались фотографии шахт № 1 и 2, из документов — отчёт Южно-Уссурийской горной экспедиции. Как сообщала газета «Красный сучанец»: «Следует выразить сожаление, что на выставке нет документов, относящихся к 1896 году, когда… был добыт первый промышленный уголь, и от которого ведётся летоисчисление Сучана, как промышленного предприятия».
До открытия обелиска героям партизанам Сучана в 1946 году бывший партизан Н. Тимченко сообщал в газете, что обелиск будет возвышаться над Партизанской сопкой в районе Дворца культуры. 19 мая в день 50-летнего юбилея Сучанского рудника на Партизанской площади (площади дворца культуры) состоялся митинг по случаю открытия памятника героям-партизанам Сучана. В 1946 году установлена городская доска почёта.
В 1947 году начал свою деятельность Сучанский лесхоз, созданный на базе лесов Сучанского рудоуправления и частично Сучанского и Будёновского райлесхозов. В 1956 году он был переименован в Сучанский механизированный лесхоз, в 1973 году — в Партизанский лесхоз. В 1947 году создано Партизанское шахтостроительное управление (ПШСУ), которое в дальнейшем строило шахты, многоквартирные жилые дома, производственные здания и сооружения, магазины, автомобильные дороги, линии электропередач и телефонной связи, водопроводные и тепловые сети, котельные. Каждый третий дом был построен ПШСУ. В 1947 году была образована Промстройконтора, которая находилась в подчинении треста «Сучануголь» и занималась строительством промышленных объектов, жилищным строительством для угольных предприятий, объектов соцкультбыта. В 1954 году она была преобразована в Сучанское строительное управление. В 1956 году из него был выделен Комбинат строительных материалов, в который вошли кирпичный и блочный заводы, железобетонный полигон, лесозавод и известковый завод. В 1963 году комбинат был ликвидирован, рабочие переведены в ремонтно-строительный стройучасток горисполкома.
В 1948 году промстройконтора треста «Сучануголь» ввела в эксплуатацию 3144 м² новой жилой площади, в том числе общежитий на 2099 м²; сдано в эксплуатацию 110 частных домов, построенных с помощью государственных долгосрочных ссуд. В 1948 году проходило выпрямление улицы Банковской (ныне улица 50 лет ВЛКСМ). В горном техникуме в 1948 году училось 500 человек. К концу четвёртой пятилетки планировалось пустить ночной поезд Владивосток — город Жданов с остановкой в Сучане, связать город с Северным Сучаном ширококолейной железной дорогой, по которой бы ежедневно курсировало несколько дачных поездов. В послевоенные годы Сучан изменился до неузнаваемости: фактически был построен новый город.

#### Храм Рождества Божией Матери
В 1946 году образован Рождество-Богородицкий молитвенный дом. В 1949 году, после ареста священника, горисполком запретил деятельность храма из-за того, что под зданием находилась галерея шахты, «угрожавшая обвалом». По распоряжению властей церковь была разобрана. Только в 1952 году верующие смогли добиться разрешения на строительство нового здания «на безопасном месте». Храм был перенесён на «восьмой участок» у входа на городское кладбище. В 1958 году на храме установлены главы с крестами, устроена колокольня. В 1959 году горисполком, ссылаясь на нарушение плана строительства, потребовал разобрать колокольню и снять с храма купола. Власти опечатали храм, активно сопротивлявшегося священника арестовали. Действия представителей местной власти подверглись осуждению со стороны руководства Совета по делам церкви, план ликвидации православной общины не осуществился.

#### Фильтрационный лагерь и лагеря военнопленных
С февраля по сентябрь 1945 года в Сучане находился фильтрационный лагерь производственной направленности — Дальневосточный ПФЛ № 0320. Лагерь был организован по приказу НКВД «для прохождения проверки и трудового использования спецконтингента, прибывшего из США». В связи с передачей спецконтингента в состав рабочих батальонов Наркомугля СССР лагерь был закрыт.
На 20 июля 1945 года в лагере находилось 3684 человека, которые в большинстве своём были гражданскими лицами. На 20 сентября 1945 года в лагере находилось 2288 человек: «власовцы» и служившие в немецких формированиях. Труд заключённых использовался для обслуживания работ комбината «Сучануголь».
После окончания войны с Японией образовано лагерное управление № 11, которое заведовало лагерными зонами военнопленных японцев в Сучане. В районе шахты № 20 располагалась зона на 2700 человек, которые были заняты на реконструкции шахты № 20 и достройке шахты № 24. Японские военнопленные работали на шахтах Сучана. Тысяча военнопленных проживали в бараках и 1700 — в палатках. Лагерные зоны имелись и в окрестных селениях к северу от Сучана. По документам треста «Сучануголь» труд военнопленных использовался по 1949 год.

#### Шахты
Зимой 1940—1941 годов была построена узкоколейная ветка от станции Сучан до шахты Тудагоу длиной 20 км. В послевоенные годы предполагалось увеличить мощность старых шахт, начать строительство новых в Северном районе города. Площадь Старосучанского месторождения была освоена действовавшими шахтами рудника полностью. На шахтах № 10 и 16 до 1950-х годов основные работы проводились на горизонте 397 и 460 метров. В 1944 году на шахте № 16 произошёл пожар, после чего шахта была затоплена. По словам старожила В. Е. Лобанова, в конце 1940-х годов была закрыта шахта № 3; на месте ствола шахты началось строительство завода железобетонных изделий.

## 1950-е годы

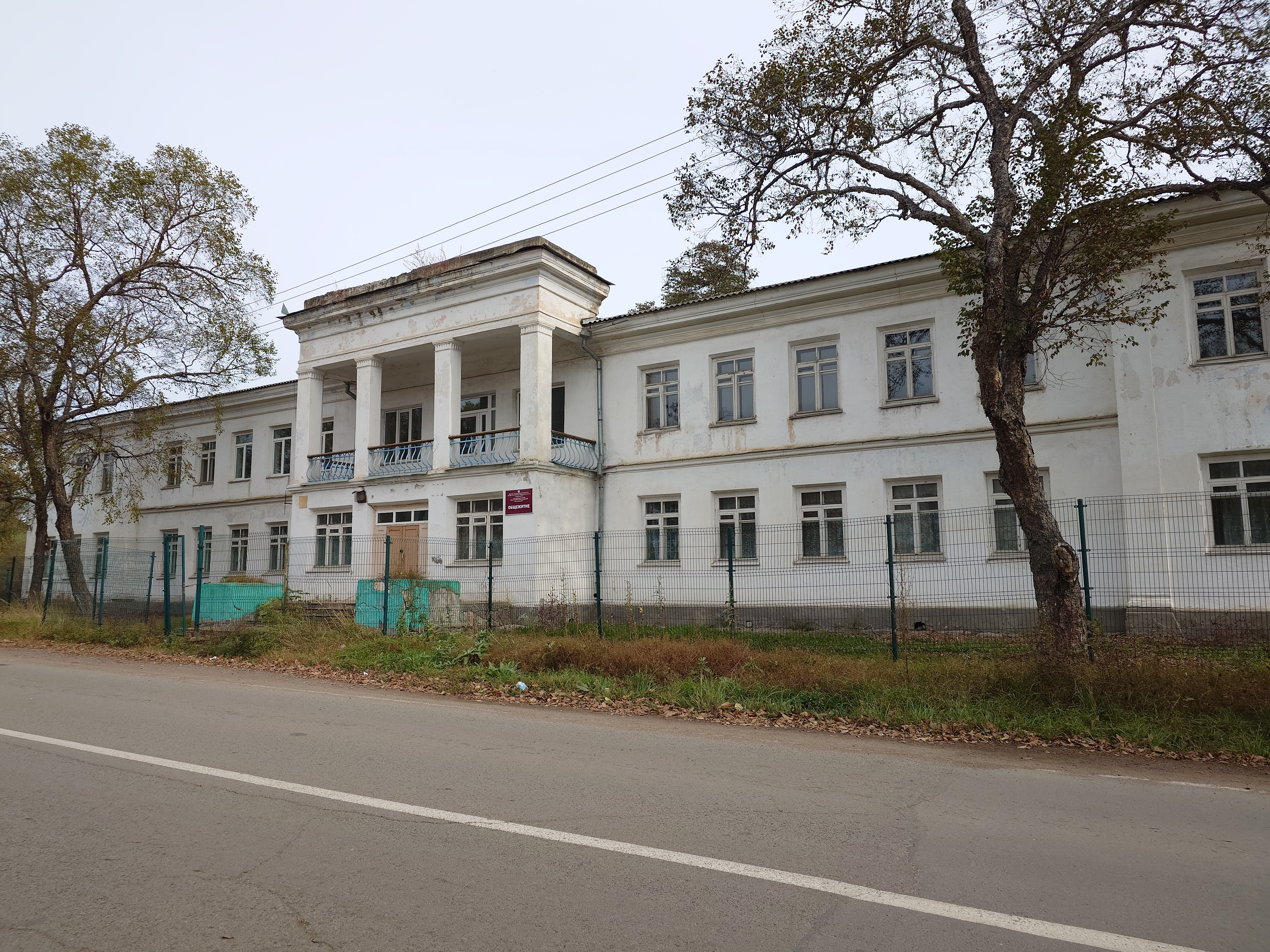
Бывшее общежитие училища № 23

В 1950-х годах в ближайших окрестностях города с учётом всех требований современного градостроительства велось интенсивное строительство новых посёлков шахтёров Северный Сучан и Авангард, и посёлка энергетиков Лозовый. Последние два посёлка строились на новых местах. В то время город круглый год был прокопчён угольной пылью, с запахом тлеющих породных отвалов. Четыре здания на правой стороне улицы Ленинской далее ГУМа до 1960-х годов представляли собой центр города. До появления площади Ленина праздничные демонстрации проходили на пересечении улиц Ленинской и Банковской. По воспоминаниям старожила В. С. Лысикова, демонстрации проходили на улице Банковской, а митинги — на площадке, где позднее построили «Детский мир».
Застройка территории города в 1950-х годах оставалась беспорядочной. В начале 1950-х годов центральной городской автодороги не было, улочки располагались поперечно современным улицам Центральной, Ленинской, Партизанской, и спускались по склонам: как, например, улица Щорса. На месте Ленинской и других длинных прямых улиц в то время существовала плотная барачная и промышленная застройка. При строительстве ГРЭС для провоза строительных материалов и агрегатов со стороны Шкотова через центр города была проложена широкая дорога до Лозового: таким образом появились в современном виде улицы Ленинская и Гоголевская.
В 1950-х годах горных специалистов учили в горном техникуме, горнопромышленном училище и в двух горнопромышленных школах; в районе шахты № 24 велось строительство школы на 280 мест. Бытовое обслуживание города осуществляла артель «Сучанец», в состав которой входили пошивочные мастерские, мебельная фабрика, фотографии, литейный и механический цеха. В начале 1950-х годов в здании бывшей шахты № 6 открыта новая мебельная фабрика Сучанского промкомбината, в её цехах производилась домашняя мебель. Для решения жилищной проблемы в первой половине 1950-х годов государство шло по пути расширения частного строительства. В 1951 году 117 человек получили государственные долгосрочные ссуды. В частном секторе города с давних времён было множество садов: прямо на улицах росли яблони, абрикосы, груши. В 1951 году газета «Красное знамя» сообщала, что многие шахтёры имели свои сады, велась подготовка к высадке у каждой школы фруктовых садов, фруктовыми деревьями должны были быть обсажены улицы города. На выставке подарков Сталину в Москве был представлен кусок сучанского угля с высеченным изображением вождя, и надписью: «И. В. Сталину от шахтёров Сучана». В 1951 году Министерство электростанций докладывало Совету Министров СССР о недопустимости закрытия лагерей на важнейших строительствах Министерства электростанций, в том числе Сучанской ГРЭС.
4 февраля 1952 года исполнительный комитет горсовета принял решение переименовать улицы с одноимёнными названиями. В 1952 году была открыта колбасная фабрика, которая в 1957 году получила название Сучанский мясокомбинат, с 1972 года — Партизанский мясокомбинат. В 1952 году к услугам трудящихся Сучана были предоставлены дворец культуры, клубы, избы-читальни и красные уголки. В 1953 году в городе имелось 170 магазинов, киосков и палаток. В личной собственности населения было более 400 мотоциклов и 23 легковых автомашины. 7 марта 1953 года газета «Красный сучанец» сообщила о смерти Сталина: по городу звучала траурная мелодия; на зданиях предприятий, учреждений и организаций установлены повитые крепом портреты Сталина, приспущены траурные флаги; в образовательных учреждениях прошли траурные собрания и митинги.

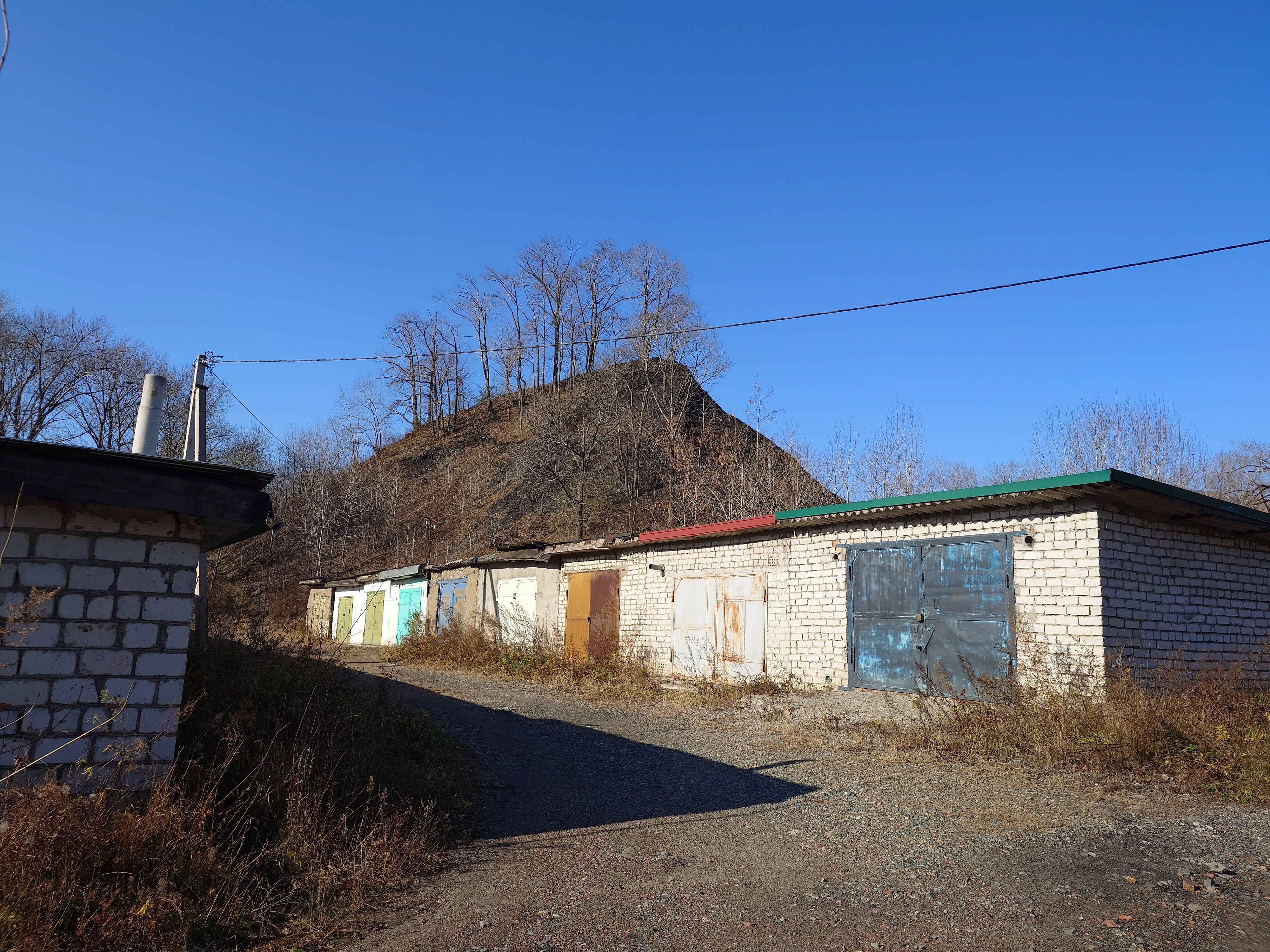
Террикон у бывшей шахты № 1

В 1954 году введена в строй Сучанская ГРЭС, закончено строительство водопровода. Ранее питьевую воду в город доставляли автоцистернами из реки Сучан: жители каждый день выстраивались в очереди с вёдрами за водой. В 1954 году открыт стадион «Шахтёр», который строили шахтёры под руководством В. Ф. Гарбара. Прежде городской стадион под названием «Угольщик» располагался на улице Банковской в районе старого базара. Стадион «Угольщик» с аркой на входе был огорожен высоким забором, со временем он пришёл в упадок, и на его месте появились дома. В 1953 году городская газета сообщала, что на стадионе «Угольщик» были уничтожены несколько тысяч высаженных ранее деревьев. Самый старый городской стадион находился на Маляровом поле в районе улицы Кирпичной.
В 1955 году велось строительство шоссейной дороги от города до железнодорожной станции. В 1957 году на месте прежнего пустыря велось строительство посёлка обогатителей — работников центральной обогатительной фабрики (ЦОФ). В 1957 году в районе ЦОФ появились улица Обогатительная и переулок Промышленный. В 1956 или 1957 году в здании шахтёрского общежития в доме № 28 по улице Банковской был открыт ночной санаторий для шахтёров. После реконструкции во второй половине 1970-х годов он был преобразован в санаторий-профилакторий «Шахтёр». В 1957 году образован Сучанский плодово-виноградарский совхоз, который в 1972 году в связи с переименованием города получил название плодово-виноградарский совхоз «Янтарный». В том же году была ликвидирована Сучанская ЦЭС. В 1957 году в центре города на улице Ленинской по инициативе горкома КПСС и совета ветеранов Гражданской войны установлен памятник командующему партизанских сил Приморья С. Лазо, созданный скульптором С. Н. Горпенко. В 1965 году памятник был перенесён в район шахты № 10/16.
На конец 1957 года 25—30 % жилого фонда города состояло из каркасно-засыпных, щитовых и рублёных домов. С 1955 по 1958 год в частные дома города вселились 1213 семей. В 1958 году началось строительство нового железнодорожного вокзала; строился роддом, две школы, два клуба и три бани. В 1959 году на базе ликвидированной горнопромышленной школы № 2 открыто профессионально-техническое училище № 23.

### Озеленение города

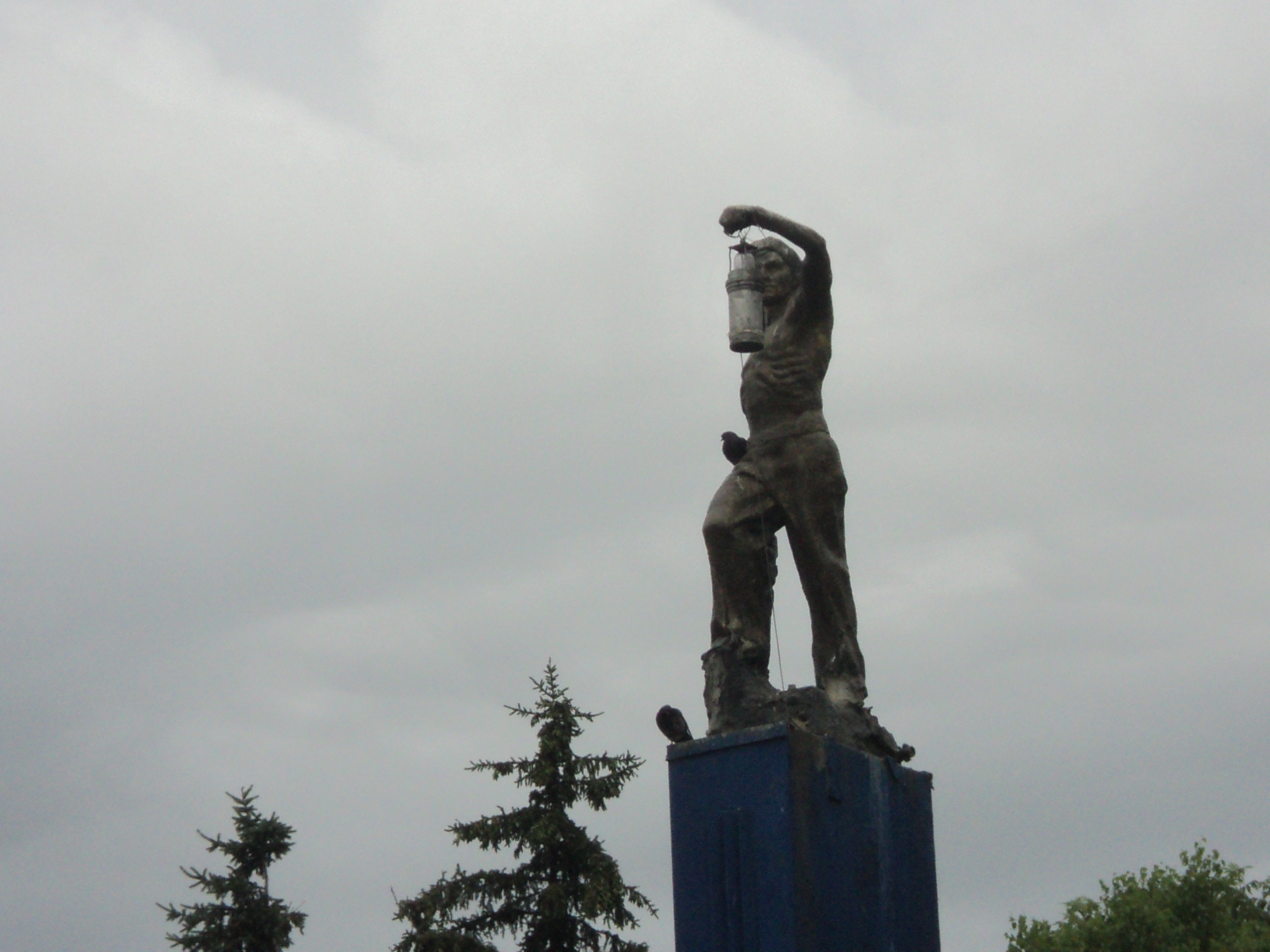
Статуя шахтёра на входе в городской парк с 1948 года стояла на месте центральной площади Владивостока, но вызвала недовольство у руководства края и была перевезена в Сучан.

В 1950-х годах интенсивно озеленялись улицы, разбивались скверы. К 1953 году на территории шахтовых посёлков было построено четыре сада и пять скверов. Главный сквер располагался на площади Партизанской.
В 1951—1955 годах велось строительство городского парка под руководством В. Ф. Гарбара, который в годы войны был директором парка. Парк был своего рода ботаническим садом, в котором были собраны все деревья, кустарники и дикорастущие цветы. Гарбар применил зимнюю посадку деревьев: деревья в возрасте от 10 до 50 лет (а тис имел возраст 150 лет) вывозились из леса и высаживались в парке, все деревья прижились.
Парк также являлся своеобразным музеем скульптуры эпохи социализма, созданным С. Н. Горпенко. На главной аллее были установлены памятники Ленину и Сталину, статуи и бюсты В. Маяковского, М. Горького, А. Фадеева и других поэтов и писателей. На боковых аллеях установлены пара оленей, тройка лошадей и композиция «Семья» с женщиной, ребёнком и мужчиной, игравшего на гитаре. Сделанные из гипса статуи были недолговечны, требовали постоянного ремонта, со временем их демонтировали и вывезли. В 1990-х годах из парка пропали последние скульптуры.
В 1950—1960-х годах в городе высаживались пирамидальные тополя, прежде Сучан не имел высоких деревьев. Тогда шахтёры проводили отпуска в санаториях Крыма и Кавказа, откуда и привезли саженцы тополей. Первым инициативу проявил начальник внутришахтного транспорта В. С. Утенко. Первый пирамидальный тополь появился в 1956 году на перекрёстке улиц Ленинской и Октябрьской. Саженцы хорошо принимались и быстро шли в рост. Жителям предлагали взять саженцы в городском питомнике. Со временем пирамидальные тополя распространились за пределы Сучана. Во Владивостоке эта разновидность пирамидального тополя из-за другого климата не прижилась.

### Узкоколейка в черте города
Узкоколейная железная дорога проходила по всему городу, она связывала ЦЭММ, шахты № 1, 2, 2-бис, 2/5, 3, 6, 10, 16, 19, 20, 24 и за пределами города — шахты Северного Сучана с бункерами, где уголь перегружался в вагоны широкой колеи. Узкоколейка начиналась от шахты № 1 и, через шахты № 19 и 6, уходила на «второй», как тогда назывался центр города: от Центральной электростанции (ныне «Швейка») дорога уходила вдоль современного здания отдела МВД и магазина «Юбилейный», мимо старого корпуса детского сада № 14, по территории ВГСЧ, вдоль улицы Спортивной, огибала озеро и направлялась в район улицы Бункерной. 11 декабря 1966 года был закрыт последний на руднике участок узкоколейной железной дороги, соединявший шахту № 2/5 с ЦОФом. Для связи шахт с фабрикой были проложены железнодорожные линии широкой колеи.

### Шахты
В 1955 году сучанские шахты выдали на-гора 1,39 млн тонн угля, установив исторический рекорд на руднике. В 1959 году действовало 7 шахт. В 1956 года шахту № 1 административно объединили с шахтой № 3, а позднее присоединили к шахте № 21, где она была одним из добычных участков. Горные выработки шахты № 1 планировали соединить с шахтой № 21, но вскоре от этой идеи отказались и шахту закрыли.

## 1960-е годы
К началу 1960-х годов жилой фонд города составлял 536,6 тысяч м², в том числе 297,8 тысяч м² в личной собственности. В 1960-х годах были построены ГУМ, детский комбинат, комбинат бытового обслуживания. Путём надстройки ветхого здания бывшего ресторана «Сучан» появилась коммунальная гостиница «Ласточка» и ресторан «Кристалл», на базе существовавшего детского дома построена школа-интернат на 300 мест. В начале 1960-х годов на станции Сучан вместо прежнего деревянного здания вокзала 1930-х годов постройки было построено новое одноэтажное. В издании 1962 года отмечалось, что Сучан построен довольно хаотично: холмистая поверхность Сучанской межгорной впадины не позволила реализовать красивую планировку города. В 1960-х годах Сучанский механизированный лесхоз высаживал вокруг города ценные породы деревьев, создавая тем самым зелёный пояс города. В непосредственной близости от жилых районов росли корейский кедр и амурский бархат. При Дворце культуры угольщиков действовал любительский драмтеатр, которым долгие годы руководила Ф. Г. Лазовская. На её стихи композитор И. С. Горбачёв написал несколько песен о городе.
По рассказу старожила В. Е. Лобанова о 1950—1960-х годах, все склоны сопок тогда были заняты огородами. Улица Банковская была одной из самых красивых улиц: везде были зелень и цветы. На улице, несмотря на её название, банка не было, здесь стояли одноэтажные дома и бараки, а также четыре двухэтажных здания, в том числе школа № 13 (ныне городской музей) и шахтёрский профилакторий. Баня поначалу находилась на месте современного «Примтеплоэнерго», а позже переехала на Замараева-3. На месте ГУМа стояло двухэтажное деревянное здание ресторана «Белый лебедь». За ним располагалась торговая база, на месте которой позднее и построили ГУМ. Летом ездили купаться на Тёплое озеро, коллективы предприятий выезжали на Сучан и на море. Популярны были походы по местам революционной и боевой славы. На месте дома № 5 по улице Ленинской находился главный хлебный магазин, рядом с ним — мост через реку Чернуху.
В 1960 году был установлен передающий телевизионный центр, который позволил горожанам смотреть телепередачи. В 1961 году на месте прежних бараков был построен широкоэкранный кинотеатр «Сучан», который в 1964 году был переименован в «Радугу». В 1961 году в городе было высажено 42 тысячи кустарников, 39 тысяч декоративных растений, 18 тысяч фруктовых деревьев. 1 сентября 1962 года произошло землетрясение в семь баллов, которое сопровождалось сильным гулом. С 1963 до 1965 года выпуск газеты «Красный сучанец» приостанавливался. В 1965 году профессиональное техническое училище № 17 готовило кадры для угольной промышленности, профтехучилище № 23 — кадры строителей, продавцов и поваров.
Во второй половине 1960-х годов в обрамлении городской площади планировалось построить Дом Советов оригинальной архитектуры, «Дальшахтостроем» велось строительство жилого дома в северо-восточном углу городской площади. В 1967 году электрифицирована железнодорожная линия Угловая — Находка. Открыто движение пассажирских электропоездов: с 1970 года электропоезда на линии Владивосток — Находка стали ходить ежедневно. В 1967 году было принято решение отработать каждому трудящемуся не менее 40 часов на работах по благоустройству города, разбить 21,5 тысячи м² газонов, высадить 700 тысяч цветов. В 1967 году улица Почтовая была переименована в улицу Семёна Замараева. В 1968 году улица Банковская, которая ещё раньше называлась Базарным переулком, была переименована в улицу 50 лет ВЛКСМ.
1960—1970-е годы — период строительного бума: в городе возникли новые производства и микрорайоны; на месте оврагов, бараков и частных домов вырос современный центр города. «Ленгипрогором» разработан генеральный план развития города до 2000 года, который предусматривал строительство автовокзала, новых заводов, дома пионеров и других социально-культурных учреждений. В 1960-х — начале 1970-х годов была заново застроена левая сторона улицы Ленинской: от швейной фабрики до горбольницы. На площади имени Ленина появился шестиэтажный дом с магазином «Юбилейный» на первом этаже. По сторонам улицы Ленинской были устроены широкие аллеи из кустарников и деревьев — рябины, берёзы, ели.
До 1967 года городская площадь была намного меньше и носила название Партизанской. В 1967 году к 50-летию Октябрьской революции городские власти решили установить в сквере Дворца культуры угольщиков памятник Ленину, а обелиск партизанам перенести на Японскую сопку, которая была переименована в Партизанскую. Для этого с памятника партизанам были сняты знамёна, сам памятник взорван. Новый памятник на Японской сопке восстанавливал скульптор С. Н. Горпенко, который в том же году задумывал украсить Партизанскую сопку серией скульптурных портретов партизан. Городская площадь получила название Ленина, а новая аллея к Партизанской сопке — 50 лет Октября. Бронзовый памятник Ленину высотою 5,3 метра был отлит в Мытищинской художественной мастерской.

### Развитие лёгкой и пищевой отраслей промышленности

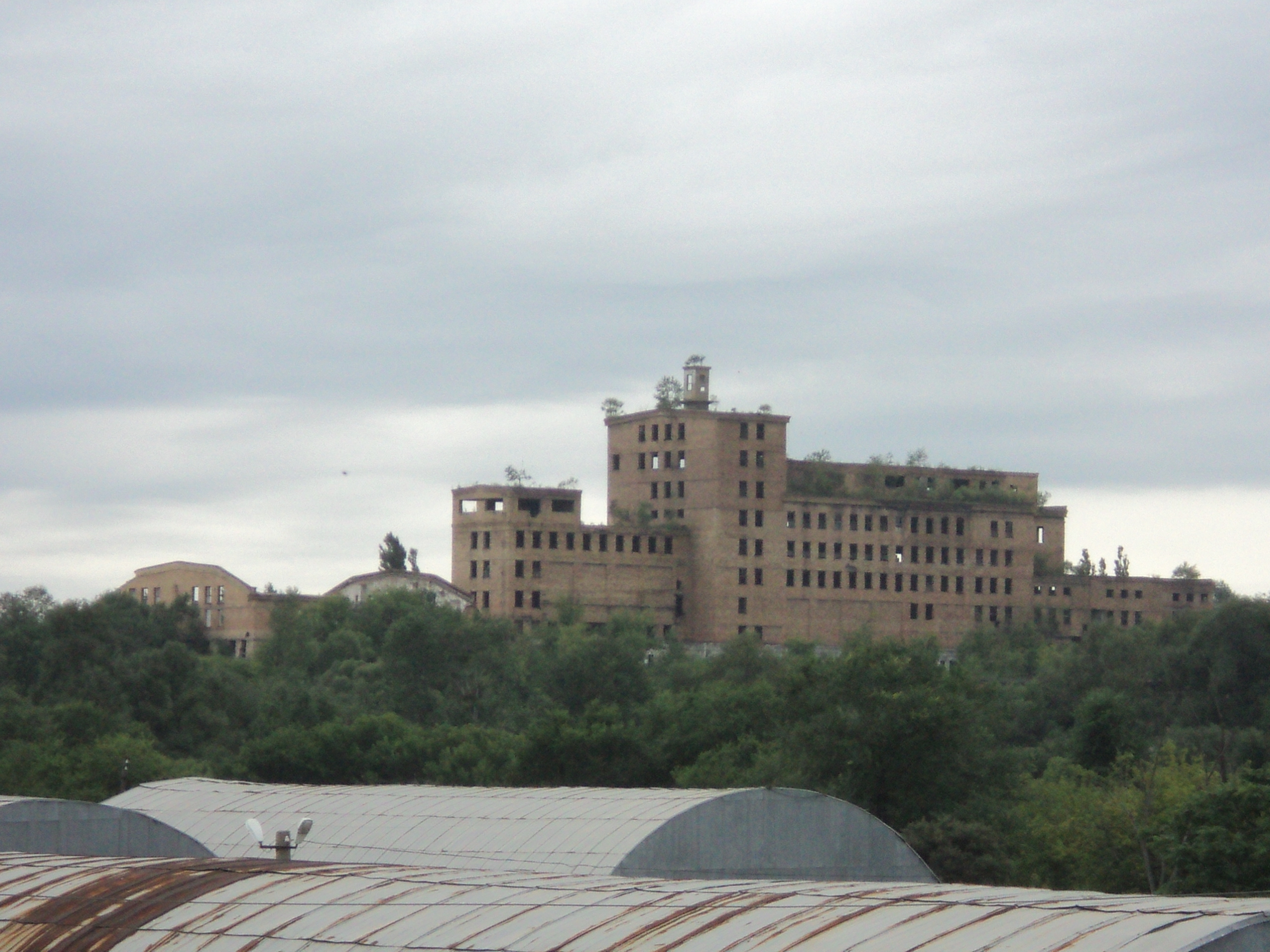
Главный корпус ЦОФ высотою 38 метров — образец промышленной архитектуры 1960-х годов, являлся памятником истории Партизанска.

В 1960-х годах Сучан превратился из горняцкого города в город с многоотраслевой экономикой. Здесь появились лёгкая и пищевая отрасли промышленности. На консервном заводе производилось консервирование овощей, плодов и ягод. В 1960 году на месте комбината шахты № 1 введена в эксплуатацию кожгалантерейная фабрика «Горизонт». В декабре 1960 года фабрика выпустила рабочие рукавицы и чемоданы. В разные годы на ней работало от 200 до 400 человек. Со временем ассортимент выпускаемой продукции расширялся: в 1990 году здесь изготавливали различные сумки, портфели и ранцы, чемоданы, папки, перчатки, ремни, кошельки, косметички, мухобойки. Сырьё и фурнитура поступала из западных регионов. Каждый год предприятие осваивало новые модели. С 1986 года фабрика сотрудничала с московским Домом моделей кожгалантерейных изделий. Продукция распространялась в Приморском, Хабаровском краях, Чите и Иркутске.
В 1962 году была введена в эксплуатацию Сучанская швейная фабрика, которая разместилась в бывшем здании ЦЭС. К 1965 году на фабрике трудилось 1062 человека. В 1967 году швейная фабрика выпустила 70 новых моделей одежды, в том числе по лучшим образцам Всесоюзной торговой палаты, Ленинградского и Общесоюзного домов моделей. В 1973 году фабрика получила наименование «Молодёжная». В 1962 году вступил в эксплуатацию Сучанский пивоваренный завод. Строился новый молокозавод. В 1963 году введена в эксплуатацию центральная обогатительная фабрика, которая заменила собой обогатительную фабрику 1910 года постройки. В 1960-х годах на ЦОФе работало более шестисот человек. В 1969 году введён в строй солодовый завод.

### Шахты
На 1960-е годы пришёлся пик добычи угля: добывалось около 3,5 млн тонн угля в год. В начале 1960-х годов Сучан давал ¼, а Артём — ½ добычи угля в Приморье. В 1960-х годах у шахтёров Сучана был почти ликвидирован силикоз, велась борьба с пылью в шахтах посредством пропитки породы. В 1960-х годах в стране были открыты гигантские месторождения нефти и газа, возникла тенденция к прекращению дальнейшего развития угольной отрасли, она коснулась и Сучана.

## 1970-е годы

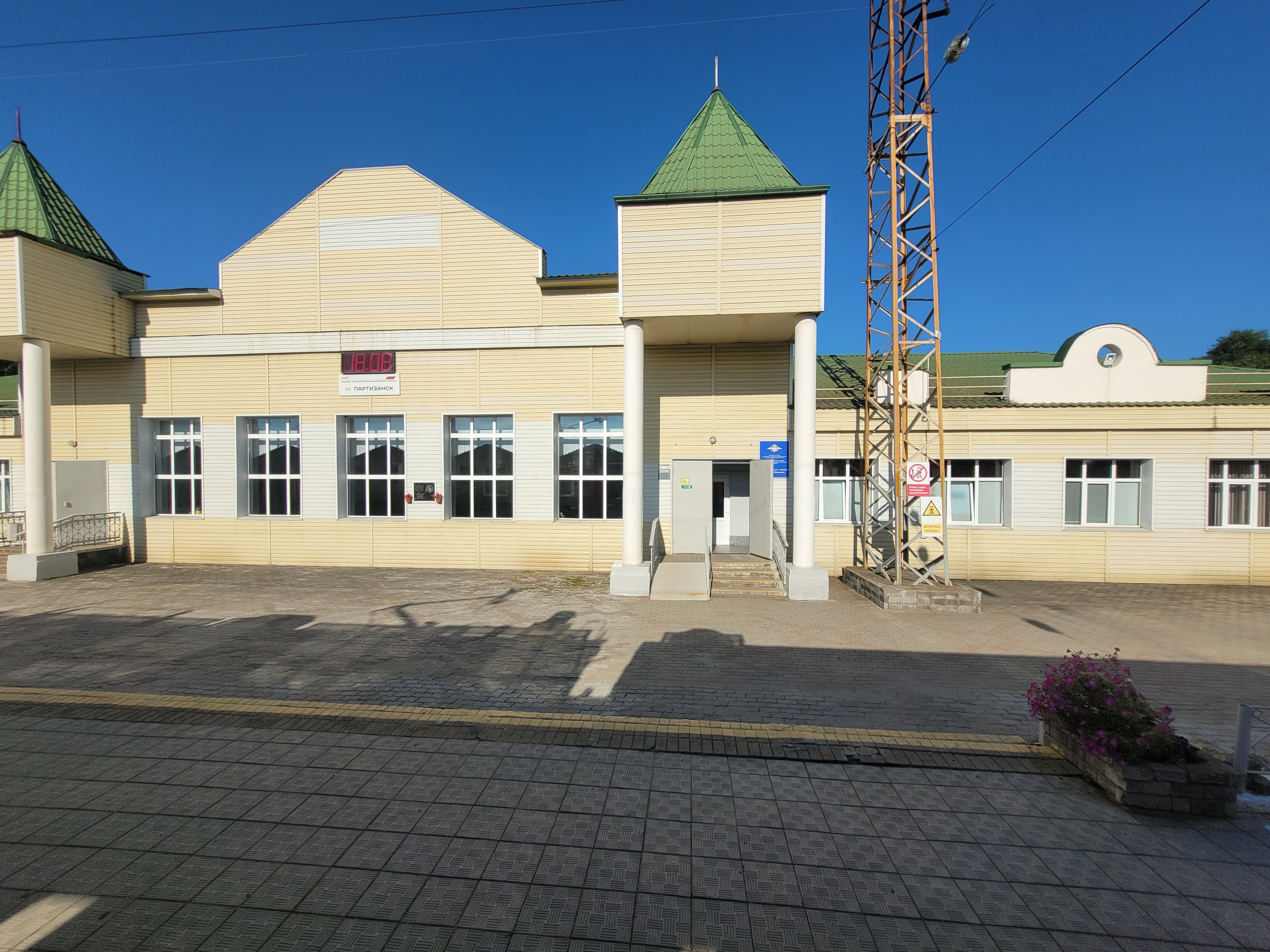
К зданию вокзала в 1970-х годах были достроены мансарда и колонны.

В 1970-х годах Партизанск был признан победителем по благоустройству среди малых городов страны. В те годы были созданы ремонтно-строительное управление, городской дорожно-эксплуатационный участок, введены в эксплуатацию новый железобетонный мост через реку Сучан в сторону Находки, новый телетранслятор. Первый в городе универсальный магазин имел открытый доступ к товарам на полках, позднее в его здании разместились магазины «Детский мир» и «Весна». Благодаря торговли углём с Японией в городе появились импортные товары. Во время экспедиции в Приморье фольклорист Л. Е. Элиасов отмечал особенно богатый песенный запас шахтёров Сучана. При знакомстве с большой группой сучанцев оказалось, что все они одинаково страстно любили народные песни; пели и старые, и молодые шахтёры.
В 1971 году вблизи Сучана произошло землетрясение. В том же году горисполкомом утверждён герб города Сучана. В январе 1971 года в пригороде Партизанска на базе бывшей птицефабрики совхоза «Казанский» образован звероводческий совхоз по разведению норок «Тигровый». В феврале 1971 года завезены первые 3500 голов тёмно-коричневой норки. С 1972 года предприятие начало строиться быстрыми темпами. Построены шесть норковых ферм, забойный пункт, холодильники, шесть жилых двухквартирных домов. В 1975 году в хозяйстве разводилось 20 400 голов норок, завезено 2400 голов серебристо-голубой норки.
3 сентября 1972 года в Сучане произошло землетрясение. В издании 1973 года отмечалось, что поскольку часть застройки оказалась на подработанных территориях угледобычи, в Партизанске и Артёме уже стоял вопрос о выносе жилой застройки и некоторых промышленных предприятий за пределы города. В 1976 году состоялся трёхдневный 17-й слёт туристов-краеведов города с участием 14 команд.
Период с 1973 по 1977 год был для угольной отрасли города кризисным. Городские шахты дорабатывали последние разведанные пласты углей. Первую готовили закрыть шахту «Глубокая», затем «Центральную» и другие, где добыча становилась нерентабельной, а условия труда ещё более опасными. В случае прекращения добычи угля население необходимо было обеспечить новыми рабочими местами. Этот вопрос городские власти стали поднимать перед вышестоящими инстанциями. Первый секреталь горкома партии А. М. Каменный обратился к вышестоящим властям с инициативой строительства в Партизанске крупных промышленных предприятий. Для решения вопроса промышленной переориентации Партизанска город посетили заместитель председателя Совета министров РСФСР и первый секретарь крайкома партии. По итогам поездки был разработан предварительный план развития города на 1977—1987 годы, который предусматривал возведение двух заводов Министерства судостроительной промышленности и завода Министерства медицинской промышленности. В связи с этим планировалось строительство новых микрорайонов с расчётом населения города в 300 тысяч человек. «Ленгипрогором» разработан генеральный план строительства Большого Партизанска.
В мае 1976 года Партизанск праздновал День шахтёра и свой юбилей. На празднование прибыли делегации городов Артёма и Находки. Почётные гости возложили цветы к обелиску Партизанской Славы, памятникам Ленину и С. Лазо. В том же году открыт городской музей, который первоначально находился на втором этаже здания пожарной части по улице Горького-1. Тогда в городе уже существовал музей в Доме пионеров и школьников: во время пожара 1987 года практически все экспонаты этого музея погибли. Позднее городской музей стал филиалом краевого музея имени Арсеньева. В 1983 году музей переехал в здание бывшей школы № 13 по улице 50 лет ВЛКСМ.
В 1970—1980-х годах на фабрике «Молодёжная» работало 1300 человек. Филиалы фабрики находились в районе железнодорожного вокзала, на 73-м участке, в Углекаменске и Николаевке. Её специализацией был выпуск детских и мужских сорочек, белья для новорождённых. Продукция фабрики расходилась в основном по районам Дальнего Востока и Севера. В 1995 году фабрика выпустила 216 тысяч рубашек.
В указателе железнодорожных пассажирских сообщений 1977 года указан пригородный поезд № 6708 и № 6707 Партизанск — Сергеевка. В конце 1970-х годов непосредственное соседство шахтных построек с жилыми домами создавало трудности для развития шахтёрских городов Артёма и Партизанска: невозможным оказалось создание крупных микрорайонов, застройка велась выборочно, преимущественно вдоль магистралей.

### Переименование Сучана в Партизанск
После вооружённых столкновений на острове Даманском (1969) секретариат ЦК КПСС в январе 1970 года принял решение о переименовании китайских географических объектов в Приморском крае. Для составления списков с предложениями новых названий 23 марта 1970 года при Сучанском горисполкоме была создана топонимическая комиссия. Эта комиссия предлагала переименовать город Сучан в Зеленогорск: «по зелёному наряду города, по расположению зелени вокруг города». По утверждению Л. В. Самохваловой, при выборе нового названия города в начале 1970-х годов среди предложенных вариантов больше всего голосов набрало название Углекаменск. Городскую реку Малая Сица комиссия предложила переименовать в Малую Тигровую. Бюро Приморского крайкома КПСС «в связи с многочисленными просьбами отдельных граждан и коллективов трудящихся» предложило переименовать город в Постышев — в честь государственного деятеля П. П. Постышева, участника гражданской войны на Дальнем Востоке. Решением Приморского крайисполкома от 18 сентября 1970 года было предложено переименовать город в Партизанск со следующим обоснованием:

Сучанская долина являлась центром партизанского движения в Приморье, Сучан — город партизанской славы горняков с большими революционными и трудовыми традициями… Новое название города будет способствовать воспитанию трудящихся нашего края на революционных традициях, в духе высокого советского патриотизма и преданности Коммунистической партии Советского Союза, повышению чувств гордости шахтёров за свой город, умножению трудовых традиций и развитию угольной промышленности в городе.
Указом Президиума ВС РСФСР от 26 декабря 1972 года город Сучан был переименован в Партизанск. 17 января 1973 года Министерство путей сообщения СССР переименовало станцию Сучан в Партизанск. Река Малая Сица была переименована в Постышевку. Городская газета «Красный сучанец» с 1973 года стала выходить под названием «Ленинец». Улица Сучанская переименована в Ручейную. Во время кампании по переименованию по соседству с городом находился район, который ещё в 1957 году получил название Партизанский. В самом городе имелась «партизанская» топонимика: улица Партизанская, площадь Партизанская, Партизанская сопка. В Красноярском крае имелся посёлок Партизанск, получивший название ещё в довоенное время. Партизанск — так военным корреспондентом газеты «Правда» в мае 1942 года был назван брянский город Дятьково.

### Шахты
В 1971 году трест «Сучануголь» был ликвидирован. Тогда же всем шахтам присвоены новые названия, шахты перешли в подчинение комбинату «Приморскуголь». Шахта № 21 стала «Глубокой», № 20 — «Нагорной», № 10/16 — «Центральной» (такое название присвоено с учётом того, что шахта — старейшая в городе и расположена в центре). В районе шахты Нагорной существовал пласт под названием Нагорный.
В комплекс шахты «Глубокая» входила бывшая шахта № 2/5. Максимальная добыча угля на шахте «Глубокая» в 1978 году составила 277 тысяч тонн. В 1970 году во время посещения города лётчик-космонавт Е. В. Хрунов спускался в забой шахты «Глубокая» на горизонт 800 метров. «Глубокая» была одной из самых глубоких шахт в Союзе. Когда-то на вершине террикона шахты «Глубокой» возвышалась конструкция голубого цвета в форме треугольника высотою около трёх метров, конструкцию венчали серп и молот серебристого цвета. На склоне террикона в сторону города имелась большая надпись «Слава…».

## 1980-е годы
Во времена своего расцвета садоводческий совхоз «Янтарный» занимался разведением абрикосов, груш, яблонь, слив, смородины, вишни и винограда. В начале перестройки здесь пробовали выращивать жимолость. Больше всего урожая давали груши. На предприятии построили цех переработки продукции. Сады приносили до 150 тонн смородины, на её сбор каждый день с предприятий и организаций города приезжало до пятисот работников. Много ягоды уходило на горпищекомбинат для изготовления варенья. Продукция совхоза расходилась по краю от Владивостока до Преображения, смородину отправляли и на экспорт в Японию.
В 1980 году ЦОФ, шахта «Нагорная» и их микрорайоны заняли второе и третье места в соревновании за звание образцового общественного порядка. В 1981 году горисполком принял решение создать дом-музей И. Ф. Палшкова, и с целью сохранения наследия художника приобрести за счёт городского бюджета дом Палшкова по улице Парковой-32. Этот дом Палшков построил на государственную ссуду в 1935 году. В 1983 году улица Солнечная была переименована в честь партизанского командира А. Савицкого, Кооперативная — в честь А. С. Аллилуева, Безымянная была названа именем создателя городского парка В. Ф. Гарбара. 9 мая 1985 года в районе бывшей шахты «Центральной» открыт мемориал погибшим в годы Великой Отечественной войны. Чтобы максимально выровнять территорию под мемориал, был снесён старый дом и проведена планировка.
В 1985 году улица Школьная была переименована в честь Героя Советского Союза В. Мирошниченко, который в конце 1930-х годов служил в Сучане в звании сержанта командиром отделения 76-го отдельного строительно-путевого железнодорожного батальона. В том же году на территории воинской части железнодорожных войск № 29420, в подразделении которой служил Мирошниченко, открыли мемориал воинам-железнодорожникам, погибшим в годы войны, с бюстом Мирошниченко. В 1988 году возле Дома культуры железнодорожников открыт памятник Мирошниченко. В 1995 году на пересечении улиц Мирошниченко и Фабричной установлена стела с описанием подвига воина. Дом культуры железнодорожников позднее закрыли и передали в частные руки, а памятник демонтировали. В 2002 году на пересечении улиц Мирошниченко и Фабричной был открыт новый памятник с бюстом из воинской части.
По словам последнего директора ЦОФа В. Н. Суховея, вступившего в должность в 1986 году, городскими властями ставился вопрос о закрытии фабрики, загрязнявшей речку. Согласно расписанию на 1986—1987 годы, ежедневно курсировал поезд № 6708 Партизанск — Сергеевка (с промежуточными остановками: блок-пост 135 км и «Лейтенант Гордеев»), находкинская электричка совершала остановки из Партизанска: пост 135 км и платформа 138 км, ежедневно ходили автобусы: № 329 Партизанск — Аэропорт, № 345 Партизанск — Большой Камень (через Находку), № 228 Партизанск — Южно-Морской, № 321 Партизанск — Преображение. В 1988 году открыто медицинское училище. В том же году улица Зелёная была переименована в Павла Разгонова — в честь участника войны в Афганистане, погибшего в 1985 году. В двадцатых числах июля 1989 года, во время тайфуна «Джуди» было снесено 10 домов частного сектора, затоплен водозабор «Южный»; дороги превратились в реки воды, защитные железобетонные плиты на дамбе реки Постышевки поползли вниз: микрорайон шахты «Нагорная» готовился к эвакуации. В 1989—1991 годах в газете «Ленинец» развернулась дискуссия о переименовании Партизанска обратно в Сучан.

### Строительство химико-фармацевтического и оборонных заводов

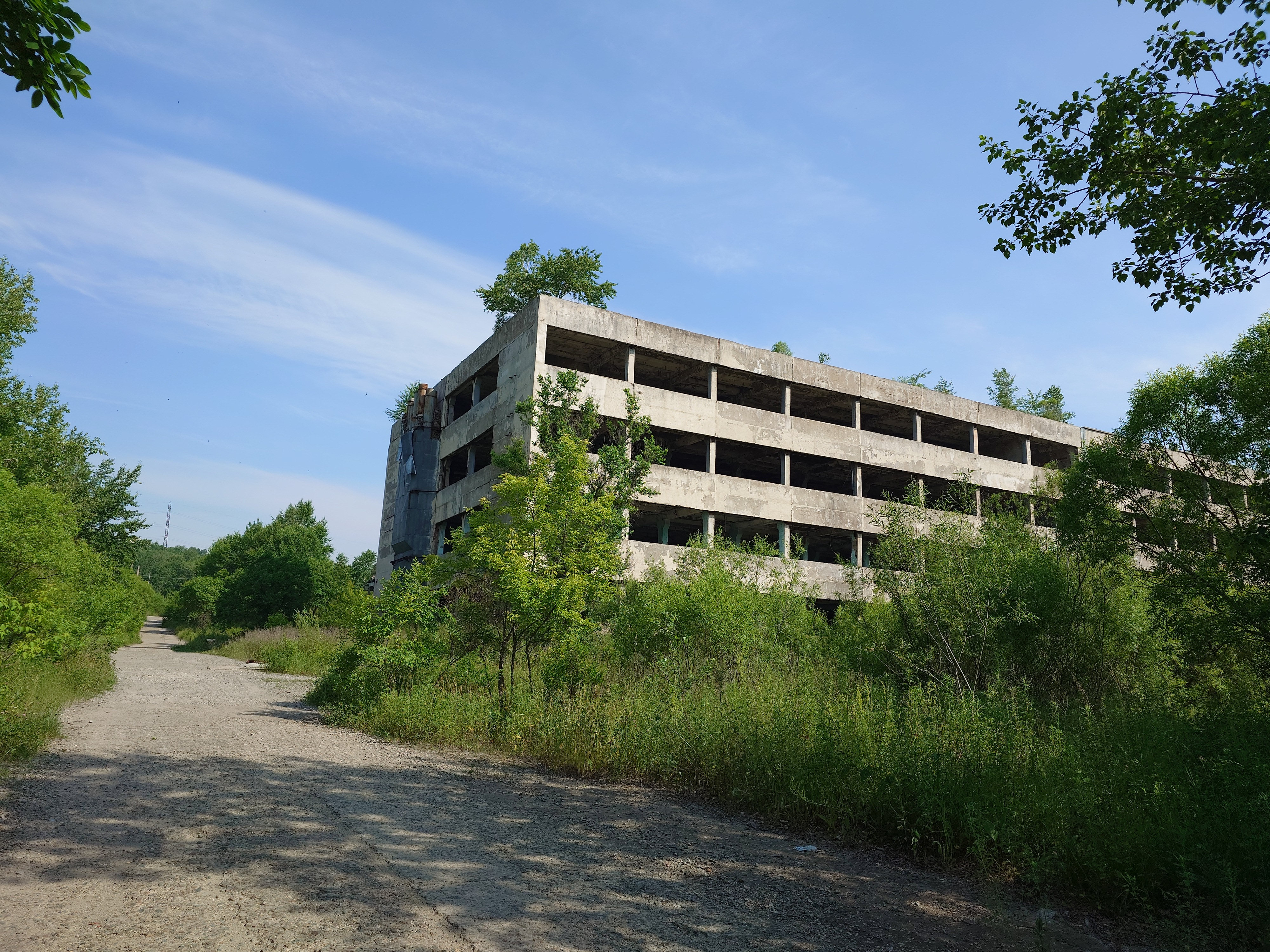
Один из корпусов Химико-фармацевтического завода

На 1974 год намечалось начало строительства химико-фармацевтического завода. В 1979 году было начато его строительство. Для возведения завода в Партизанске была создана трест-площадка находкинского треста КПД-2. На заводе КПД-2 изготавливались железобетонные конструкции. Одновременно строились жилые дома на улице Кутузова. На стройке работали условно осуждённые и заключённые из колонии посёлка Врангель, а позднее около 200 рабочих из Вьетнама. В ходе строительства была создана собственная база УПТК, на шахте № 20 построен бетонный узел. На заводе планировалось производить полный медицинский комплект лекарств для стран социалистического лагеря, включая Кубу и Вьетнам. Завод располагался на нескольких площадках: территории химфармзавода, очистных сооружений и водоочистных сооружений. В апреле 1989 года начался выпуск продукции — перевязочных материалов, с этого времени завод стал называться Партизанским химфармзаводом. Введены мощности по производству мазей и таблеток.
В 1980-х годах велось секретное строительство заводов оборонного комплекса: химико-фармацевтического, приборного «Амур» и турбинного «Ураган» (завод п/я Ю-9178). Первое предприятие-склад создавалось для обеспечения медикаментами Тихоокеанского военно-морского флота, второе имело радиотехническую специализацию, третье обеспечивало ремонт двигательных установок подводных лодок. Партизанск должен был стать крупным закрытым промышленным центром оборонного назначения.
Рядом с производственными строительными площадками возводились общежития. Из Ленинграда, крупных городов Сибири и Дальнего Востока приехали молодые специалисты. Для теплоснабжения заводов «Амур» и «Ураган» от Партизанской ГРЭС была проведена магистраль, к которой подключили центр города. К будущим заводам были проложены железнодорожные ветки, на 73-м участке и в районе шахты «Нагорная» созданы строительно-монтажные предприятия, введён в строй собственный асфальтобетонный завод, в Авангарде началось строительство завода крупнопанельных конструкций. В направлении Первой шахты была проложена трёхполосная дорога. Для руководящего состава и специалистов будущих заводов был построен микрорайон в районе улиц Центральной, Гоголевской и Кожевенной. В районе шахты № 6 планировалось возведение больнично-поликлинического комплекса с жильём для медработников. В 1983 году в районе цехов завода «Амур» на улице Московской строилась исправительно-трудовая колония на полторы тысячи заключённых. После завершения строительства в колонию завезли первых шестьсот заключенных. После развала СССР колонию закрыли, а бараки разобрали. В 1984 году для завода «Ураган» крайисполкомом был утверждён проект исправительно-трудовой колонии на 1600 заключённых, однако из-за начавшейся перестройки строительство колонии так и не началось.
При строительстве завода «Амур» не было завершено возведение главного корпуса и прочих основных объектов, предприятие в эксплуатацию не принималось. Приказом министерства радиопромышленности СССР от 22 апреля 1986 года завод был переведён в разряд действующего предприятия, на котором по временной схеме началось производство проектной продукции. С началом рыночных реформ производство было прекращено. В 1993 году предприятие было акционировано, оборудование продано, а производственные помещения сданы в аренду. В условиях рыночной экономики предприятие не смогло выжить.

### Шахты
На шахтах «Глубокой» и «Центральной» отрабатывались последние запасы угля. В 1988 году на шахте «Центральная» началась реконструкция, проектная мощность шахты составляла 350 тысяч тонн угля в год.
По рассказу Н. Стоякина, работавшего на шахтах «Нагорной» и «Глубокой», условия труда шахтёров были тяжёлыми: жара под 40°, льющаяся вода, влажность 100 %, угольная и каменная пыль, недостаток кислорода в воздухе с примесями. В Партизанск люди ехали на заработки со всего Союза. Профсоюз предоставлял путёвки на курорты Приморского и Хабаровского краёв, Крыма и Кавказа. Уголь отправляли в Японию, что приносило валютную выручку. На эту выручку за границей закупали различные товары, в том числе одежду и обувь самого высокого качества, которые можно было купить в магазинах города: «Когда я приезжал по профсоюзной путёвке в Кисловодск или Геленджик, меня даже принимали за дипломата или иностранца, так хорошо я был одет».

## 1990-е годы

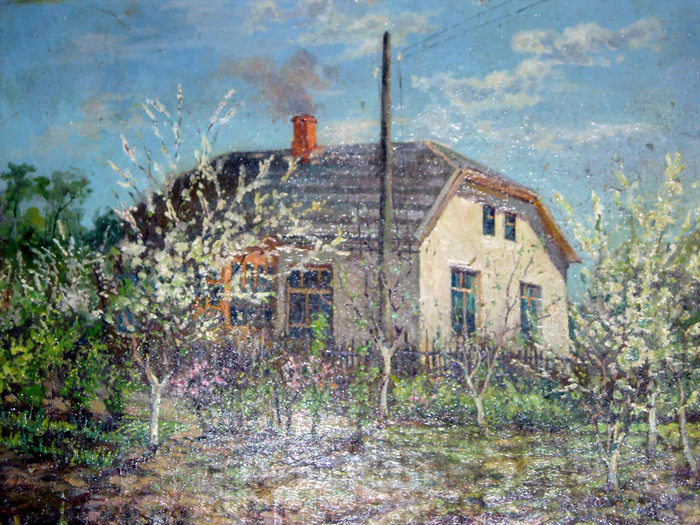
Картина «Домик художника». Художник И. Ф. Палшков (1942).
В 1990-х годах дом-музей Палшкова, прежде имевший статус памятника культуры, был продан частному лицу.

В 1990-х годах в частном секторе появились улицы с новыми названиями: Алмазная, Листопадная, Медовая, Цветочная, Багульниковая, Сиреневая, Малиновая, Голубая. В это время ещё работали сельскохозяйственные предприятия «Горный», где выращивали сливы и груши, и «Янтарный», который перепрофилировался на совместное с китайцами производство овощей. На базе мясокомбината было создано акционерное общество «Пищевик», которое выпускало до 70 наименований продукции. Турбинный завод «Ураган», преобразованный в акционерное общество, перепрофилировался на обслуживание предприятий угольной и энергетической промышленности.
1 января 1992 года городская газета «Ленинец» вышла под новым названием — «Вести». Ранее читатели требовали убрать Ленина из названия газеты и памятник ему с площади. В 1993 году на котельной Партизанского ХФЗ произошла авария, в результате которой производство полностью остановилось. Средств на восстановление не выделялось, государственное предприятие было признано неплатёжеспособным, и в 1995 году ликвидировано. В 1996 году на базе бывшего ХФЗ образовано предприятие «Свободная экономическая зона — Фармацевтический город», которое занималось производством пищевых добавок, перевязочных материалов, переработкой дикоросов. В 2002 году «СЭЗ-Фармгород» было признано банкротом. В 1995 году криминальная обстановка в городе оставалась тяжёлой: за год было совершено 12 убийств на бытовой почве. В 1996 году на улице Ленинской построено здание центра занятости населения.
23 января 1996 года в 5 часов 40 минут на семейную пару Шагиных, направлявшихся из дома по улице Мичурина на платформу поста 135-й км на находкинскую электричку, у складов воинской части напал тигр. После гибели мужчины, в 11 часов того же дня тигра-людоеда, ушедшего в сторону бывшей деревни Калиновка, застрелили. В лапе зверя обнаружили старое пулевое отверстие: это означало, что тигр прежде уже был ранен — в него стреляли из нарезного оружия.
В 1996 году на выборах президента жители Партизанска проголосовали в пользу Б. Н. Ельцина. В июле в Партизанске стояли все шахты. 23 июля в поддержку требований шахтёров состоялся общегородской митинг протеста. На всех предприятиях города задолженность по зарплате составляла от трёх до девяти месяцев. В акцию протеста шахтёров Партизанска включились угольщики и энергетики Приморья, Красноярского края, Ростовской и Челябинской областей. В августе шахтёры в своих лозунгах прежде всего требовали принятия от государства экстренных мер по выводу экономики Приморья и Партизанска из кризиса. В издании 1997 года отмечалось, что смертность в Партизанске была на 56 % выше, чем по краю. В 1997 году был закрыт санаторий-профилакторий «Шахтёр». В начале 1998 года на рельсы железной дороги вышли 1500 протестующих шахтёров, учителей, медработников, коммунальщиков, автомобилистов, ветеранов войны и труда. В январе 1998 года из-за задержки в выплате зарплаты шахтёры устроили митинг, на котором сожгли чучело Ельцина. В 1999 году между Партизанском и китайским городом Тели из провинции Хэйлунцзян подписан договор о дружбе и побратимских связях. В Партизанске возлагали надежды на то, что зарубежное сотрудничество поможет поправить экономику города: на встрече китайской делегации обсуждался вопрос создания на территории Партизанска совместного предприятия по переработке древесины. В запасе были проекты создания здесь солнечных теплиц и точек китайской кухни. В 1990-х годах в микрорайоне ЦОФ в полную разруху превратились почта, столовая, баня, клуб и школьные мастерские.

### Шахты
В 1990-х годах происходил спад угледобычи. Запасы углей были уже истощены. Оставались неудобные для отработки глубоко залегающие и круто падающие пласты. Предприятие «Партизанскуголь» было разделено на два шахтоуправления: «Нагорное» и «Авангард». В «Нагорное» вошли шахты «Нагорная», «Центральная» и другие. Шахта «Глубокая» вошла в «Авангард». В последние годы работы шахты «Нагорная» уголь добывался с горизонта в 530 метров. На шахте «Глубокая» была зафиксирована максимальная глубина отработки угольных пластов Партизанска — 814 метров.
11 июля 1990 года коллективы шахт «Глубокая», «Центральная» провели забастовку. 5 октября 1993 года на шахте «Центральная» произошла авария, после чего был поставлен вопрос о нерентабельности и возможности закрытия шахт Партизанска. В 1996 году была ликвидирована шахта «Глубокая». Согласно приказу директора шахты, 26 ноября должны были приступить к засыпке главного ствола. Согласно изданию 1996 года, в отстойниках Партизанска скопилось свыше 600 тысяч тонн пылевидного шлама, что серьёзно угрожало здоровью горожан. В мае 1998 года министерством топлива и энергетики были приняты меры по ускоренному закрытию шахт и увольнению более трёх тысяч работников угольной отрасли Партизанска. В июне Минтопэнерго направило телеграмму с предписанием форсировать работы по засыпке ряда участков угледобычи в Партизанске. Однако губернатор Е. Наздратенко, в попытке отстоять перспективные шахты, принял решение о приостановке засыпки шахт «Нагорная» и «Центральная». Ликвидация шахт Партизанска происходила путём самозатопления, а не засыпания их грунтом. В 1998 году были ликвидированы Партизанская ЦОФ и шахта «Нагорная». На базе ликвидированной шахты «Центральная» была образована муниципальная шахта.

## 2000-е годы

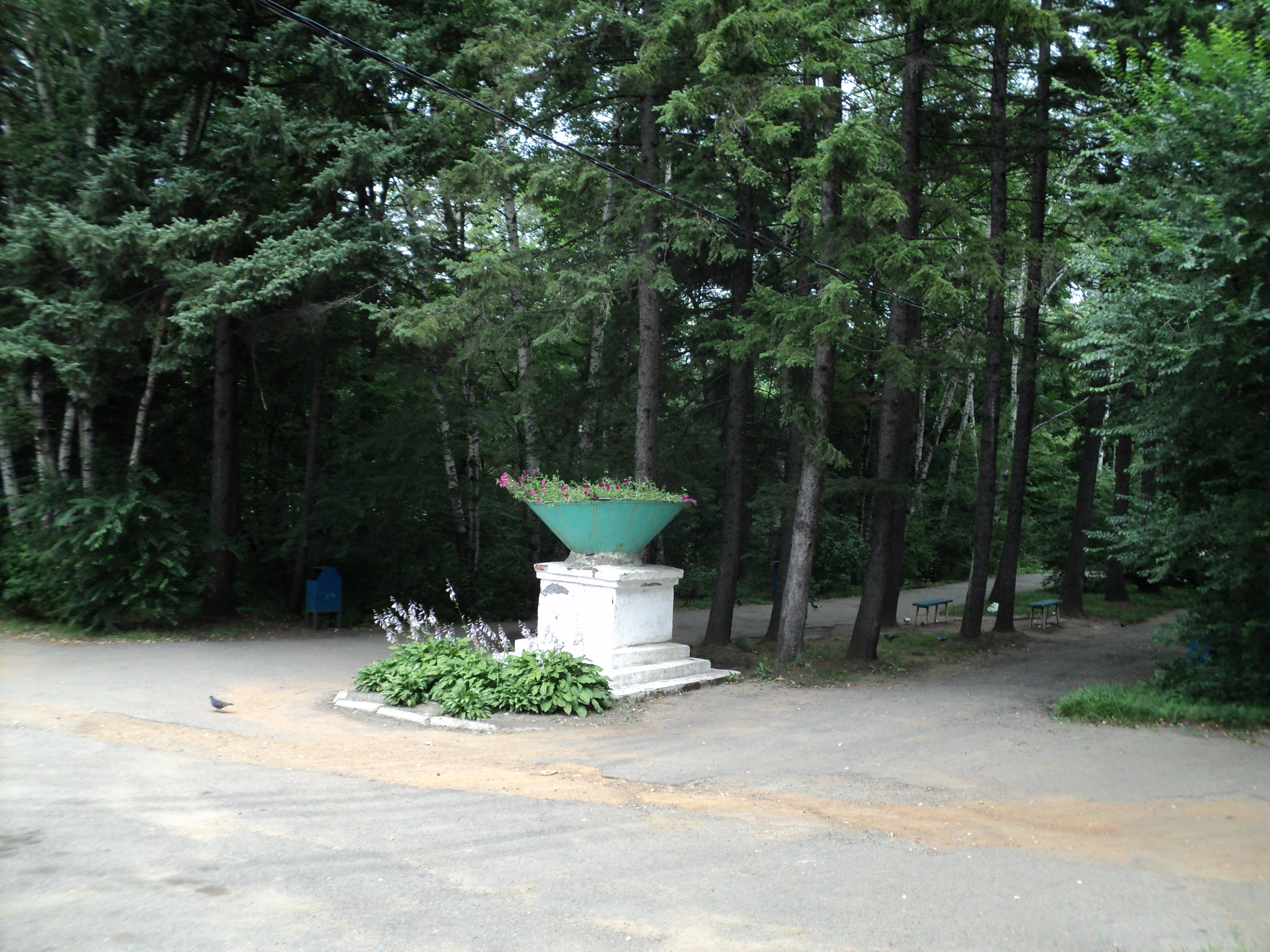
На постаменте у входа в городской парк в разное время стояли бюст Пушкина и железное корыто.

В мае—июне 2001 года Партизанск, из-за долгов администрации города перед энергетиками, в течение нескольких недель был практически полностью обесточен. Население вышло на митинги и перекрыло железную дорогу. В августе 2001 года во время ливней дождевая вода заполнила шахты и стала постепенно подмывать почву: на дорогах, рядом с домами, на приусадебных участках на месте старых шахтных выработок возникли многометровые ямы.
В 2002 году сообщалось, что после выработки угля и горных пород были загрязнены подземные воды, некоторые улицы оседали в землю и могли быть признаны непригодными для проживания, подземные пустоты заполнялись ядовитым и взрывоопасным шахтным газом, в погребах и подвалах накапливался опасный для здоровья метан. В том же году был ликвидирован клуб железнодорожников. В мае на главной площади города, запруженной людьми и автомобилями, прошло прощание с телом погибшего криминального авторитета В. Исаева, который на протяжении нескольких лет «держал» Партизанск. На похороны со всего Приморья съехалось более трёхсот соратников погибшего. 16 октября прошёл «ледяной дождь», который, по утверждению представителя администрации Партизанска, подвёл «жирную черту под судьбой большей части пирамидальных тополей»: тогда десятки отяжелевших ото льда крон разом упали на землю, и с тех пор старые тополя стали сначала обрезать до высоты в семь метров, а после — срезать под корень.
В 2003 году разработан проект нового герба Партизанска. Шахтёрская символика на гербе была заменена на женьшень, символ которого давал бы Партизанску надежду на возрождение, исцеление, продление жизни. В 1995—2003 годах не прекращалось жилищное строительство: так, например, в 2000 году было введено 9,9 тысячи м² жилой площади, в том числе 1,1 тысячи м² площади частных домов. В 2003 году одной из важнейших задач являлось создание благоприятного инвестиционного климата и привлечение в город российского и иностранного капитала. По данным за 2003 год, 55 % населения Партизанска имели доход ниже прожиточного минимума. В 2003 году на учёте состояло 83 больных наркоманией и токсикоманией. Между тем, в издании 2003 года, количество потребителей наркотиков в Партизанске оценивалось, по самым скромным подсчётам, около шести тысяч человек. В том же году закрыто училище № 37. В 2003 году жилые дома над бывшими шахтами давали усадку, стены покрывались многочисленными трещинами. Улица Дунайская, на которой прежде проживало не менее 50 семей, опустела. По заявлению специалистов ГО и ЧС, угольные шахты представляют угрозу населению всего города. Тогда властями была разработана программа переселения людей в безопасные районы.
В 2004 году фондом «Институт экономики города» разработан проект стратегии развития Партизанска. Согласно стратегии, в основу стратегических решений для Партизанска должна была быть положена модель, направленная на реализацию имеющихся потенциальных точек роста: «Партизанск — город честного бизнеса». В 2005 году вышел первый номер газеты «Время перемен». Осенью 2006 года десятки тысяч жителей из-за долгов местных властей перед энергетиками почти целый месяц оставались без отопления. 24 февраля 2007 года на городской площади состоялся митинг, в котором приняли участие более 500 человек: митингующие требовали отставки В. В. Путина и других руководителей. В октябре 2007 года Партизанск посетила делегация из китайского города Тумэнь, был подписан договор о сотрудничестве между городами: планировались китайские инвестиции в угольную и деревообрабатывающую промышленность; как писала главная газета страны, — появилась возможность за чужой счёт реанимировать депрессивный Партизанск. Проектом действующего генерального плана Партизанска, разработанного во Владивостоке в 2008 году, предложено «заморозить» развитие большей части города: «Развитие селитебной территории «Центрального» жилого района города определяется как не рациональное и предлагается „заморозить“ развитие до численности 20 тыс.человек». При этом предусматривалась градостроительная ёмкость новых селитебных территорий жилых районов «Лозовый» и «Нагорный» численностью населения до 40 тысяч человек в каждом.

### Ликвидация предприятий
В 2000 году в связи с банкротством была ликвидирована фабрика кожгалантерейных изделий «Горизонт». В последние годы фабрика выпускала новые модели из натуральной кожи, спецодежду и множество другой продукции.. Позднее помещения фабрики выкупила «Алеут-Прим» для размещения производства по переработке морепродуктов. В связи с банкротством были ликвидированы ранее приватизированные предприятия: в 2001 году бывший Партизанский мясокомбинат — акционерное общество «Пищевик», в 2002 году бывший совхоз «Янтарный» — акционерное общество «Янтарное», в 2002 году бывший плодопитомнический совхоз «Горный» — акционерное общество «Горное» и горпищекомбинат. В 2006 году закрыта корейская швейная фабрика «Коросс». Почти 700 работниц остались без работы. Предприятие было создано в 1997 году на базе ликвидированной в 1996 году швейной фабрики. Оно выпускало трикотажные изделия высокого качества для рынка США, на российский рынок продукция не поставлялась. К 2002 году на предприятии числилось 1700 работников. В 2001 году количество заказов из США резко сократилось. Из градообразующих предприятий остались только предприятия железной дороги.

#### Ликвидация последней шахты
В 2002 году в связи с ликвидацией шахт был ликвидирован Партизанский военизированный горноспасательный пункт. В 2002 году на шахте «Центральная» было добыто 130 тысяч тонн угля. При добыче 10 тысяч тонн угля в месяц запасов шахты должно было хватить на 10—15 лет.
29 октября 2003 года в 11 часов 10 минут на нижнем Кедровом пласту, на глубине 735 или 737, или 757 метров шахты «Центральная» произошёл взрыв паров метана, в результате которого погибло шестеро шахтёров. Работы на шахте были прекращены на неопределённый срок. 27 января 2004 года администрация края приняла решение о закрытии шахты, которая по заключению комиссии была признана опасной для жизни.

## 2010-е годы

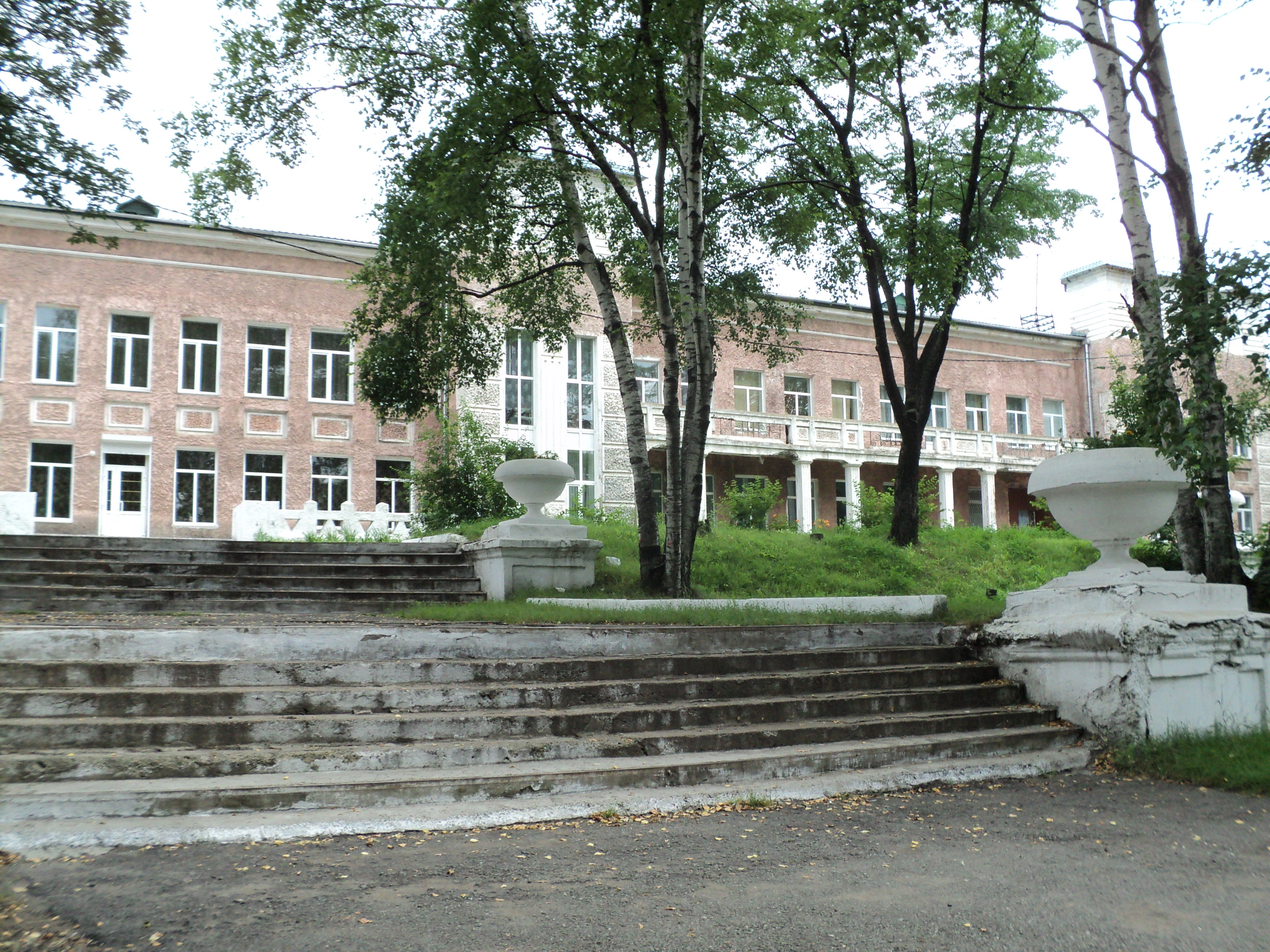
Дворец культуры в 1930-х годах имел фасад голубого цвета. В 1950 году здание уже было светло-розовым.
После Большого проезда губернатора (2014) по проекту с модернизацией фасада, дворец был обшит металлосайдингом.

В 2010 году закрыто училище № 17. В том же году открыт первый в городе плавательный бассейн. В 2012 году в Партизанске было совершено 27 убийств. В 2013 году было принято решение спилить семьдесят пирамидальных тополей на улице Ленинской: от центральной площади до остановки Швейная фабрика. На берегу реки Каменка местный житель незаконно вырубил 24 тридцатилетних ивы. В рамках целевой программы по рекультивации и экологической очистке территорий ликвидированных предприятий угледобывающей отрасли было демонтировано здание бывшей ЦОФ. В расписании движения автобусов значился маршрут № 11, связывавший микрорайон ЦОФ с центром города и вокзалом.
В сентябре 2013 года на выборах в думу Партизанска победу одержали коммунисты. Губернатор призвал глав муниципалитетов, ответственных за провальный результат «Единой России», уйти в отставку. Мэр А. Галущенко подал на имя губернатора прошение об отставке «по собственному желанию по состоянию здоровья». В 2014 году закрыто училище № 23. В том же году после Большого проезда губернатора даны губернаторские наказы отремонтировать стадион «Шахтёр», городской Дворец культуры и детскую больницу. В 2015 году в подарок жителям от предпринимателя-депутата на городской площади был установлен большой цифровой экран. В том же году краевые власти планировали объединение Партизанска и Партизанского района.
В 2016—2017 годах с привлечением средств муниципального и краевого бюджетов были достроены четыре дома нового микрорайона по улице Замараева. При этом от достройки трёх домов, находившихся на ранних этапах строительства, отказались. Микрорайон из семи домов начал строиться в 2009 году. В его строительство были вложены сертификаты или денежные средства жильцов бараков в рамках шахтёрской программы по переселению. В 2012 году строительство приостанавливалось.
В 2016 году в отношении завода по изготовлению металлоконструкций «Ураган» примененялись процедуры банкротства. В 2017 году близко к городу построен золоотвал «Зелёная балка». Рекультивация старого золоотвала в районе станции Лозовый позволяла решить проблему с пылением и снизить уровень загрязнения воздуха в микрорайоне 73-го участка. На Восточном экономическом форуме рассматривался инвестиционный проект создания промышленного кластера «Сучан-Уголь». В рамках проекта предполагалось восстановление шахты «Центральная», а затем и «Нагорная», с созданием до 1000 рабочих мест. 11 марта местными коммунистами был организован митинг, на котором протестующие потребовали отставки В. В. Путина.
В 2018 году было два года, как прекращено сообщение по автобусному маршруту № 107 как нерентабельному между Партизанском и сёлами Сергеевка и Фроловка, откуда студенты ездили в Партизанское медучилище и горный техникум. В то же году имелось 23 аварийных дома, в которых проживало около 500 человек. В мае 2018 года глава города А. Зражевский после высказанных руководителем края претензий ушёл в отставку. В том же году в результате проведённого анализа за период с 2000 по 2016 год, Партизанск и Лесозаводск оказались самыми канцерогеноопасными городами края с чрезвычайной онкоэпидемиологической обстановкой. В 2019 году вблизи реки Постышевки устроена открытая площадка по хранению угля: Партизанск становился перевалочной базой для дальнейшей отправки угля в порты Находки. После жалобы жителей прилегающего микрорайона на угольную пыль Роспотребнадзором была проведена выездная проверка, которая показала, что пыли в городе нет.

## 2020-е годы

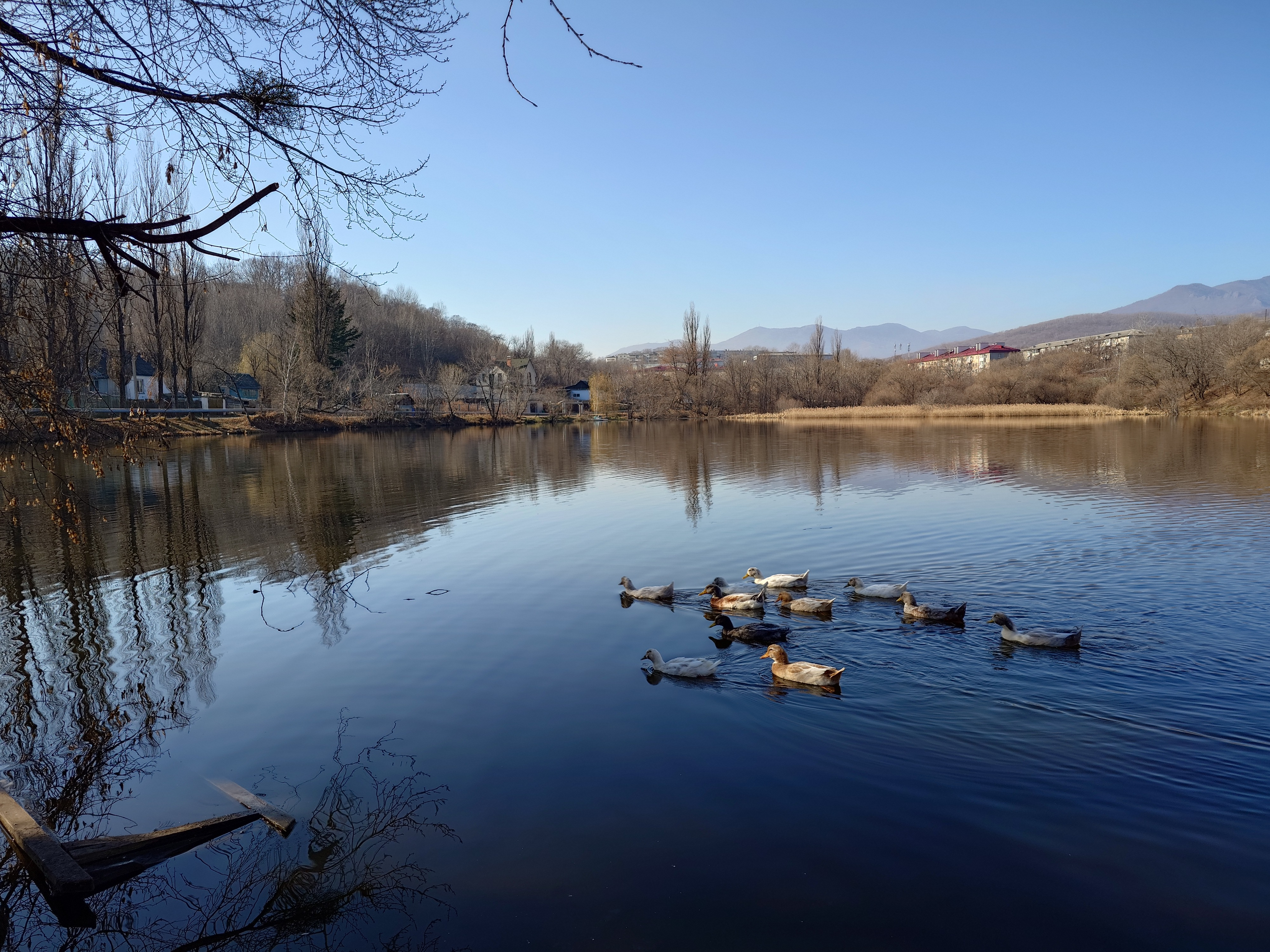
Утки на озере Порода (2024)

В 2020 году администрацией Партизанска выдано согласование на спил всех 140 пирамидальных тополей на аллее по автодороге от остановки «Заводская» в сторону Находки. В 2021 году в городском округе имелось 408 домов барачного типа, 79 из которых были признаны аварийными. В том же году открыто здание автостанции, построенное предпринимателем для получения разрешения на строительство торгового центра у озера Порода. В озере были разведены утки. 30 декабря 2021 года был освящён построенный храм трёх святых Макария Египетского, Силуана Афонского и Онуфрия Великого. В 2022 году начались работы по реконструкции Партизанской ГРЭС, по завершении которой станция должна вырабатывать в полтора раза больше электроэнергии. В 2023 году по программе переселения граждан из аварийного жилья было расселено 17 аварийных домов.
В 2024 году для расселения граждан из аварийных домов жильё приобреталось на вторичном рынке, назрела необходимость строительства новых многоквартирных домов: для этого были выделены земельные участки в микрорайоне Химфармзавода, частный инвестор планировал построить многоквартирный дом в микрорайоне на Замараева. В районе 73-го участка находкинской компанией начата подготовка площадки под строительство рыбоконсервного завода, на котором предполагалось создать более двухсот рабочих мест. В том же году имели место перебои в движении междугородних автобусов: маршрут № 624 «Партизанск — Уссурийск» не ходил два года, маршрут № 513 «Партизанск — Владивосток» из-за наполняемости автобусов тремя—пятью пассажирами представитель перевозчика назвал нерентабельным.

### Развитие жилого района «Лозовый»
В 2024 году в микрорайоне Лозовый по инициативе губернатора реализовывался масштабный проект спортивно-туристического кластера на берегах озера Тёплого. «Краевая спортивная школа олимпийского резерва» приобрела в собственность турбазу «Горные ключи». За последние годы в микрорайоне выполнен большой объём работ по благоустройству, реконструирована гребная база «Олимпийская». В рамках расширения Партизанской ГРЭС велось строительство двух новых энергоблоков для работы на угле.